# U-Bahn Nürnberg

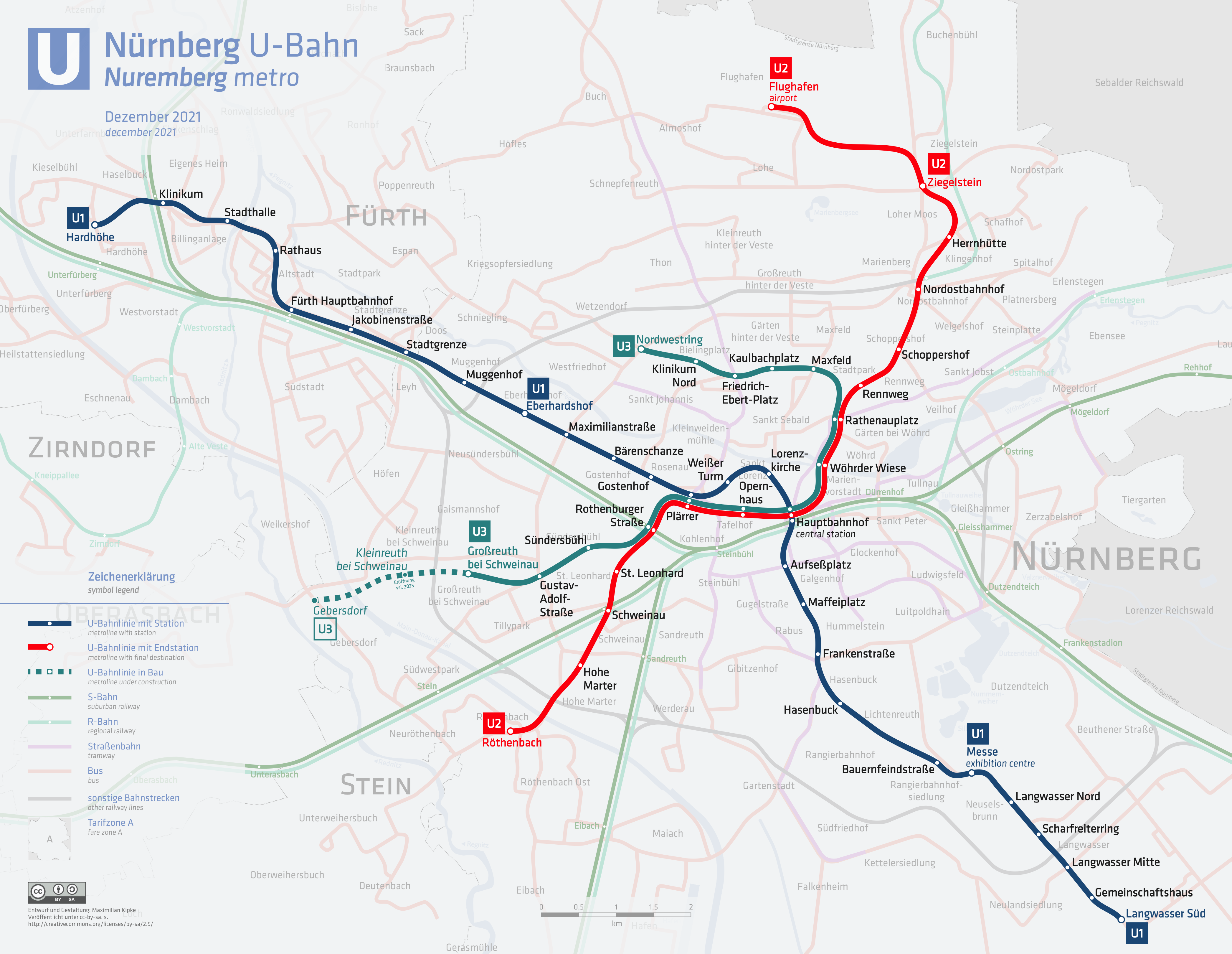
Liniennetzplan

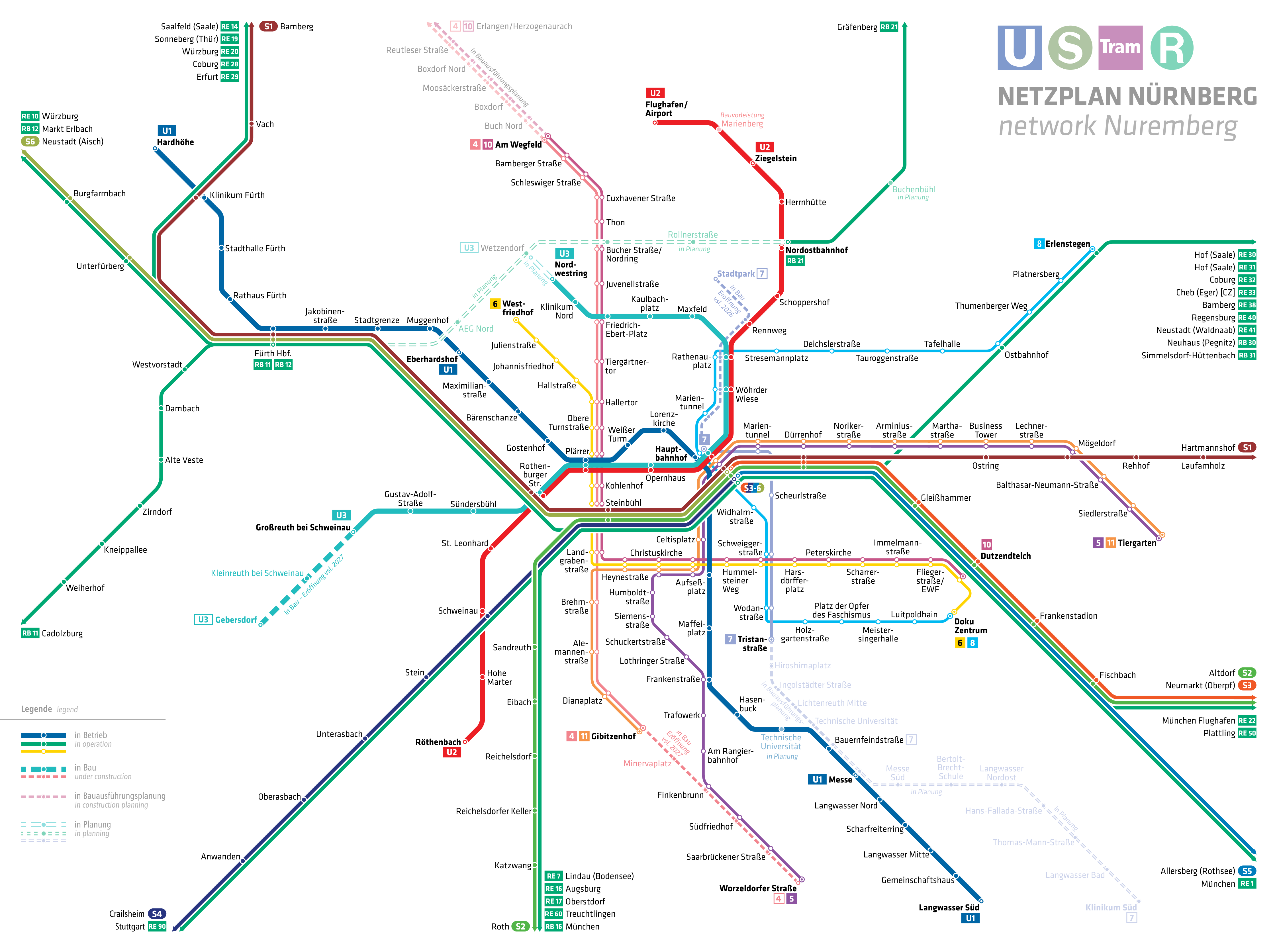
Schienenverkehrsnetz Nürnberg

Die U-Bahn Nürnberg wurde am 1. März 1972 eröffnet und ist seit dem 14. Juni 2008 die erste in Deutschland, die dauerhaft eine fahrerlose U-Bahn-Linie betreibt und war die erste weltweit mit einem Mischbetrieb von automatischen und konventionellen Zügen auf derselben Strecke (2008–2010). Sie bildet das Rückgrat des schienengebundenen öffentlichen Personennahverkehrs in Nürnberg und Fürth und wird durch die S-Bahn und in Nürnberg zusätzlich durch die Straßenbahn und den Stadtbus ergänzt. Auf ihrem 38,2 Kilometer langen Streckennetz verkehren drei Linien. 2023 wurden werktäglich 440.000 Menschen transportiert, was der Beförderung von 111 Millionen Fahrgästen im Jahr entspricht. Seit der Erweiterung der U-Bahn-Linie 3 im Dezember 2011 sind 66 Prozent der Nürnberger Einwohner wohnungsnah an das U-Bahn-Netz angeschlossen.
Für Planung, Bau und Erneuerung der Anlagen ist das U-Bahn-Bauamt der Stadt Nürnberg zuständig. Dieses ging 2009 aus der Abteilung U-Bahn-Bau des inzwischen aufgelösten Tiefbauamtes hervor. Die Instandhaltung der Anlagen obliegt den Städten Nürnberg und Fürth. Betrieben wird die U-Bahn im Nürnberger Streckennetz von der Verkehrs-Aktiengesellschaft Nürnberg (VAG) und im Fürther Streckennetz von der infra fürth verkehr gmbh (infra), die ihren Anteil an den Betriebsleistungen jedoch ebenfalls von der VAG ausführen lässt. Da beide Verkehrsbetriebe Mitglied im Verkehrsverbund Großraum Nürnberg (VGN) sind, ist die U-Bahn Teil des gemeinsamen Verkehrs- und Tarifverbundes.

## Liniennetz
| | Linie     | Streckenabschnitt                      | Inbetrieb- nahme | Haltestellen | Länge in km | Fahrzeit in min | Durchschnitts- geschwindigkeit in km/h | Durchschnittlicher Abstand zwischen Bahnhöfen | Durchschnittliche Fahrgastanzahl pro Tag (2017) | Takt in min | Takt in min | Takt in min | Takt in min | Takt in min | Takt in min | Takt in min | Takt in min | Takt in min | Takt in min | Takt in min | Takt in min | Takt in min |  |
| mo bis fr | mo bis fr | mo bis fr                              | mo bis fr        | mo bis fr    | mo bis fr   | Fahrzeit in min | Durchschnitts- geschwindigkeit in km/h | Durchschnittlicher Abstand zwischen Bahnhöfen | Durchschnittliche Fahrgastanzahl pro Tag (2017) | sa          | sa          | sa          | sa          | so          | so          | so          |             |             |             |             |             |             |  |
| 0500 – 0630 | Linie     | Streckenabschnitt                      | Inbetrieb- nahme | Haltestellen | Länge in km | Fahrzeit in min | Durchschnitts- geschwindigkeit in km/h | Durchschnittlicher Abstand zwischen Bahnhöfen | Durchschnittliche Fahrgastanzahl pro Tag (2017) | 0630 – 0900 | 0900 – 1200 | 1200 – 1900 | 1900 – 2045 | 2045 – 0100 | 0500 – 0900 | 0900 – 1930 | 1930 – 2045 | 2000 – 0100 | 0500 – 1100 | 1100 – 2000 | 2000 – 0100 |             |  |
| --- | --------- | -------------------------------------- | ---------------- | ------------ | ----------- | --------------- | -------------------------------------- | --------------------------------------------- | ----------------------------------------------- | ----------- | ----------- | ----------- | ----------- | ----------- | ----------- | ----------- | ----------- | ----------- | ----------- | ----------- | ----------- | ----------- |  |
| | U1        | Langwasser Süd – Messe                 | 1972–2007        | 27           | 18,5        | 35              | 31,7                                   | 711 m                                         | 217.000                                         | 6½          | 5           | 6½          | 5           | 6½          | 10          | 10          | 6½          | 10          | 10          | 10          | 10          | 10          |  |
| Messe – Eberhardshof | U1        | 3⅓                                     | 1972–2007        | 27           | 18,5        | 35              | 31,7                                   | 711 m                                         | 217.000                                         | 6½          | 3⅓          | 6½          |             | 6½          | 10          | 10          | 6½          | 10          | 10          | 10          | 10          | 10          |  |
| Eberhardshof – Hardhöhe | U1        | 5                                      | 1972–2007        | 27           | 18,5        | 35              | 31,7                                   | 711 m                                         | 217.000                                         | 6½          | 5           | 6½          |             | 6½          | 10          | 10          | 6½          | 10          | 10          | 10          | 10          | 10          |  |
| Langwasser Süd – (442 m) – Gemeinschaftshaus – (494 m) – Langwasser Mitte – (591 m) – Scharfreiterring – (547 m) – Langwasser Nord – (709 m) – Messe – (506 m) – Bauernfeindstraße – (1509 m) – Hasenbuck – (752 m) – Frankenstraße – (673 m) – Maffeiplatz – (630 m) – Aufseßplatz – (694 m) – Hauptbahnhof – (584 m) – Lorenzkirche – (635 m) – Weißer Turm – (445 m) – Plärrer – (628 m) – Gostenhof – (492 m) – Bärenschanze – (700 m) – Maximilianstraße – (722 m) – Eberhardshof – (858 m) – Muggenhof – (953 m) – Stadtgrenze – (825 m) – Jakobinenstraße – (700 m) – Fürth Hauptbahnhof – (889 m) – Rathaus – (636 m) – Stadthalle – (957 m) – Klinikum – (910 m) – Hardhöhe | U1        |                                        |                  |              |             |                 |                                        |                                               |                                                 |             |             |             |             |             |             |             |             |             |             |             |             |             |  |
| | U2        | Röthenbach – Ziegelstein               | 1984–1999        | 16           | 13,2        | 22              | 36,0                                   | 880 m                                         | 123.000                                         | 5           | 5           | 5           | 5           | 5           | 10          | 10          | 5           | 5           | 10          | 10          | 5           | 10          |  |
| Ziegelstein – Flughafen | U2        | 10                                     | 1984–1999        | 16           | 13,2        | 22              | 36,0                                   | 880 m                                         | 123.000                                         | 10          | 10          | 10          | 10          | 10          | 10          | 10          | 10          | 10          | 10          | 10          |             | 10          |  |
| Röthenbach – (1317 m) – Hohe Marter – (684 m) – Schweinau – (517 m) – St. Leonhard – (762 m) – Rothenburger Straße – (970 m) – Plärrer – (766 m) – Opernhaus – (533 m) – Hauptbahnhof – (767 m) – Wöhrder Wiese – (525 m) – Rathenauplatz – (611 m) – Rennweg – (650 m) – Schoppershof – (902 m) – Nordostbahnhof – (835 m) – Herrnhütte – (945 m) – Ziegelstein – (2388 m) – Flughafen | U2        |                                        |                  |              |             |                 |                                        |                                               |                                                 |             |             |             |             |             |             |             |             |             |             |             |             |             |  |
| | U3        | Großreuth bei Schweinau – Nordwestring | 2008–2020        | 14           | 9,2         | 19              | 29,0                                   | 708 m                                         | 70.000                                          | 5           | 5           | 5           | 5           | 5           | 10          | 10          | 5           | 5           | 10          | 10          | 5           | 10          |  |
| Großreuth bei Schweinau – (898 m) – Gustav-Adolf-Straße – (607 m) – Sündersbühl – (929 m) – Rothenburger Straße – (970 m) – Plärrer – (766 m) – Opernhaus – (533 m) – Hauptbahnhof – (767 m) – Wöhrder Wiese – (525 m) – Rathenauplatz – (963 m) – Maxfeld – (453 m) – Kaulbachplatz – (553 m) – Friedrich-Ebert-Platz – (534 m) – Klinikum Nord – (713 m) – Nordwestring | U3        |                                        |                  |              |             |                 |                                        |                                               |                                                 |             |             |             |             |             |             |             |             |             |             |             |             |             |  |

 Anmerkung: die im Linienlauf fett dargestellten Stationen markieren die Endhaltestellen und Umsteigestationen zu anderen U-Bahn-Linien, zur S-Bahn und zum Regionalverkehr. 

### Linien

#### U1Hardhöhe – Langwasser Süd
Die U1 ist die am stärksten frequentierte Nürnberger U-Bahn-Linie. Beginnend im Nürnberger Stadtteil Langwasser verbindet sie die Städte Nürnberg und Fürth. Sie bedient 27 Bahnhöfe, eine Fahrt benötigt für den 18,5 km langen Linienweg 35 Minuten. Einer der am stärksten genutzten Abschnitte ist der vom Hauptbahnhof durch die Lorenzer Altstadt zum Plärrer, was sich vor allem bei Großveranstaltungen wie dem Nürnberger Christkindlesmarkt bemerkbar macht.

#### U2Röthenbach – Flughafen
Die Bezeichnung U2 existiert seit der Eröffnung des ersten Streckenabschnitts Plärrer – Schweinau am 28. Januar 1984, jedoch verkehrte sie bis zur Eröffnung der Strecke Plärrer – Opernhaus – Hauptbahnhof nur in der Schwachverkehrszeit mit einem Pendelwagen zwischen Plärrer und Schweinau bzw. später bis Röthenbach.
Die U2 bedient auf ihrem 13,2 km langen Linienweg 16 Bahnhöfe und benötigt dafür 22 Minuten. Vor allem der Abschnitt Hauptbahnhof – Rathenauplatz (hier überlappende Bedienung von U2 und U3) wird zu Schulzeiten oft an den Rand seiner Leistungsfähigkeit gebracht. Entlang der Strecke liegen mehrere Museen und Freizeiteinrichtungen wie das Multiplexkino Cinecittà. Seit Stilllegung des Flughafens Tempelhof ist der Nürnberger Flughafen der einzige deutsche Flughafen mit U-Bahn-Anbindung. Mit 12–13 Minuten ist die Fahrzeit zwischen Hauptbahnhof und Flughafen eine der kürzesten ÖPNV-Fahrtzeiten zwischen Stadtzentrum und Flughafen deutschlandweit.

#### U3Großreuth bei Schweinau – Nordwestring/Nordostbahnhof
Die Linie hat eine Länge von 9,2 km, bedient 14 Bahnhöfe bei einer Fahrzeit von 19 Minuten und bindet die Wohngebiete im Osten Wetzendorfs, in Gärten hinter der Veste und Sündersbühl sowie das Gewerbegebiet Tillypark an die Innenstadt und den Hauptbahnhof an. Auf dem Abschnitt Rothenburger Straße – Rathenauplatz verkehrt sie zusammen mit der Linie U2. Außerdem befahren einzelne U3-Zugläufe am Abend und Morgen den Nordast der U2 nach Nordostbahnhof, da die Züge dort abgestellt werden.

### Ehemalige Linien

#### U11Eberhardshof – Messe
Eingeführt wurde die Verstärkerlinie U11 zunächst mit der Verlängerung der U1 bis Weißer Turm am 28. Januar 1978. Sie wurde mit fortschreitender Erweiterung Richtung Fürth am 20. März 1982 bis zur Jakobinenstraße verlängert, aber mit der nächsten Erweiterung bis Fürth Hauptbahnhof zu ihrem langjährigen Endpunkt Eberhardshof zurückgezogen. In den 1990er Jahren war ihr südlicher Beginnpunkt Langwasser Süd. Weitere regelmäßige Endpunkte waren Gostenhof, Hasenbuck und Messe, im Zuge von Einrückfahrten auch Aufseßplatz, Scharfreiterring, Bärenschanze und Muggenhof.
Eine Besonderheit der U11-Fahrten war, dass sie nur dann als Linie U11 ausgeschildert wurden, wenn der Endpunkt der Fahrt nicht gleichzeitig der Endpunkt der U1 und damit der finale äußere Endpunkt der Strecke war. So fuhr die U11 zwar von Langwasser Süd nach Eberhardshof als U11, in der umgekehrten Richtung jedoch als U1. Sinn dieser Regelung war, dass das Liniensignal U11 nur dazu diente, die Fahrgäste darauf aufmerksam zu machen, dass eine Fahrt nicht bis zum Streckenende ging, sondern als Kurzläufer an einem Unterwegsbahnhof endete. Diese Eigenschaft hatte sie mit ihrer Schwesterlinie U21 gemeinsam.
Zuletzt unterstützte die Verstärkerlinie U11 die U1 von Montag bis Freitag während der Hauptverkehrszeit zwischen Eberhardshof und Messe. Der Linienweg betrug dabei 8,9 km, die Anzahl der Haltestellen 14 und die Fahrzeit 19 Minuten. Zusätzlich fuhr sie an den vier Adventssamstagen, während Großveranstaltungen oder Messen, und während der Fürther Michaeliskirchweih an den Wochenenden ab Hardhöhe.
Zum Fahrplanwechsel am 11. Dezember 2016 verschwand die U11-Linienbezeichnung auf den ersten Fahr- und Netzplänen und wird seit der Eröffnung der Teilstrecke der U3 zwischen Friedrich-Ebert-Platz und Nordwestring im Mai 2017 auf den bahnsteig- und fahrzeugseitigen Zugzielanzeigern nicht mehr angezeigt. Das Fahrtenangebot der Verstärker besteht weiterhin, wird jetzt aber unter der Linie U1 geführt.

#### U21Röthenbach – Ziegelstein
Zum Fahrplanwechsel am 11. Dezember 2016 verschwand die U21-Linienbezeichnung auf den ersten Fahr- und Netzplänen und wird seit der Eröffnung der Teilstrecke der U3 zwischen Friedrich-Ebert-Platz und Nordwestring im Mai 2017 auf den bahnsteig- und fahrzeugseitigen Zugzielanzeigern nicht mehr angezeigt. Das Fahrtenangebot der Verstärker besteht weiterhin, wird jetzt aber unter der Linie U2 geführt.
Die Linie U21 verstärkte die U2 zuletzt jeden Tag in der Haupt- und Nebenverkehrszeit auf dem Abschnitt Röthenbach – Ziegelstein. Sie befuhr also nahezu die gesamte U2-Strecke, mit Ausnahme der Teilstrecke zum Flughafen. Die Linie bediente 15 Bahnhöfe und benötigte für ihren 10,8 km langen Linienweg 20 Minuten. Bei Einrückfahrten wurden manchmal auch Ziele wie Hauptbahnhof oder Nordostbahnhof in Verbindung mit dem Liniensignal U21 ausgeschildert.
Die Verstärkerlinie gab es zuvor schon zweimal auf anderen Teilstrecken:
- Ab der Eröffnung der Südstrecke der U2 verkehrte sie anfangs von Schweinau (1984), später von Röthenbach (1986), zum Plärrer, wechselte dort auf die Strecke der U1 und endete je nach Tageszeit am Aufseßplatz, Hasenbuck oder in Langwasser Süd als Verstärkung für die U1. Dieser Linienweg bestand bis zum Jahr 1988, als die U2-Strecke zwischen Plärrer und Hauptbahnhof in Betrieb ging und die beiden Stammstrecken seither linienrein befahren werden. Durch die Verstärkung auf der U1 durch die U21 gab es von 1984 bis 1988 kaum Fahrten der Linie U11.

- Mit fortschreitendem Bau der U2-Nord und der damit einhergehenden Rücknahme des Straßenbahnverkehrs wurde in den 1990er Jahren eine U21 von Hauptbahnhof bis Nordostbahnhof als morgendliches Verstärkerangebot im Schülerverkehr eingerichtet, das vor allem auf dem Abschnitt Hauptbahnhof – Wöhrder Wiese benötigt wurde. Sie verkehrte nur in Richtung Nordostbahnhof mit Fahrgästen; die Züge wurden als Leerfahrt zurückgeführt. Inzwischen übernimmt diese Verstärkungsaufgabe die U3.

Eine Besonderheit der nur auf der U2-Strecke verkehrenden U21-Fahrten war, dass sie nur dann als Linie U21 ausgeschildert wurden, wenn der Endpunkt der Fahrt nicht gleichzeitig der Endpunkt der U2 und damit der finale äußere Endpunkt der Strecke war. So fuhr die U21 zwar von Röthenbach nach Ziegelstein als U21, in der umgekehrten Richtung jedoch als U2. Sinn dieser Regelung war, dass das Liniensignal U21 nur dazu diente, die Fahrgäste darauf aufmerksam zu machen, dass eine Fahrt nicht bis zum Streckenende ging, sondern als Kurzläufer an einem Unterwegsbahnhof endete. Diese Eigenschaft hatte sie mit ihrer Schwesterlinie U11 gemeinsam.
Eine nie in die betriebliche Realität gelangte Verwendung des Liniensignals U21 befand sich in den U-Bahn-Planungen der Jahre 1990 und 1993. Da das Liniensignal U3 damals noch für die dritte Stammstrecke vorgesehen war, wurden die letztlich als U3 realisierten Zweigstrecken der U2 in Richtung Klinikum Nord und Kleinreuth bei Schweinau als U21 bezeichnet.

## Streckennetz
Das Streckennetz umfasst 38,2 km. Davon liegen 32,7 km im Tunnel, 4,5 km auf Geländeniveau und 1 km ist als Hochbahn ausgeführt.

### Streckenbeschreibung

#### Verlauf der U1

##### Von Langwasser bis zum Hasenbuck

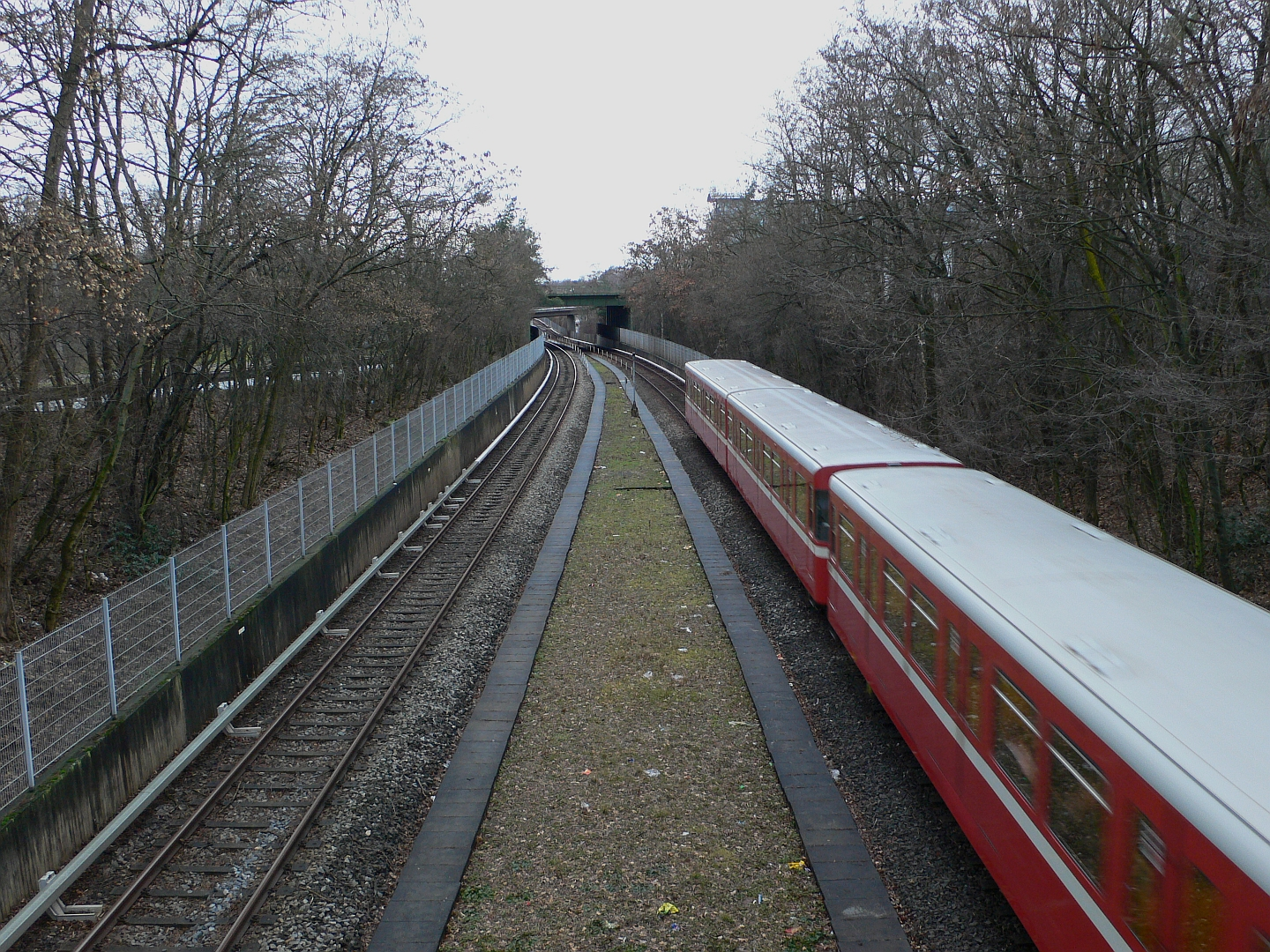
Zwischen Langwasser Mitte und Scharfreiterring

Die Strecke beginnt am Bahnhof Langwasser Süd, an dessen südlichem Ende sich eine viergleisige Abstell- und Kehranlage befindet, und verläuft zunächst unterirdisch über Gemeinschaftshaus bis zum Bahnhof Langwasser Mitte. Danach erreicht die Strecke das Straßenniveau und verläuft fortan im Mittelstreifen der Otto-Bärnreuther-Straße auf der Trasse einer in den 1950er Jahren geplanten Straßenbahnstrecke. Vor dem nächsten Bahnhof Scharfreiterring wird die Zufahrt zum U-Bahn-Betriebshof unterfahren. Der Bahnhof selbst besitzt vier Gleise, wovon die beiden äußeren für den Fahrgastverkehr und die beiden inneren für Ein- und Ausrückfahrten vom und zum Betriebshof genutzt werden. Weiter führt die Strecke vorbei an den Bahnhöfen Langwasser Nord und Messe bis zum letzten Bahnhof des ersten U-Bahn-Bauabschnitts, Bauernfeindstraße.

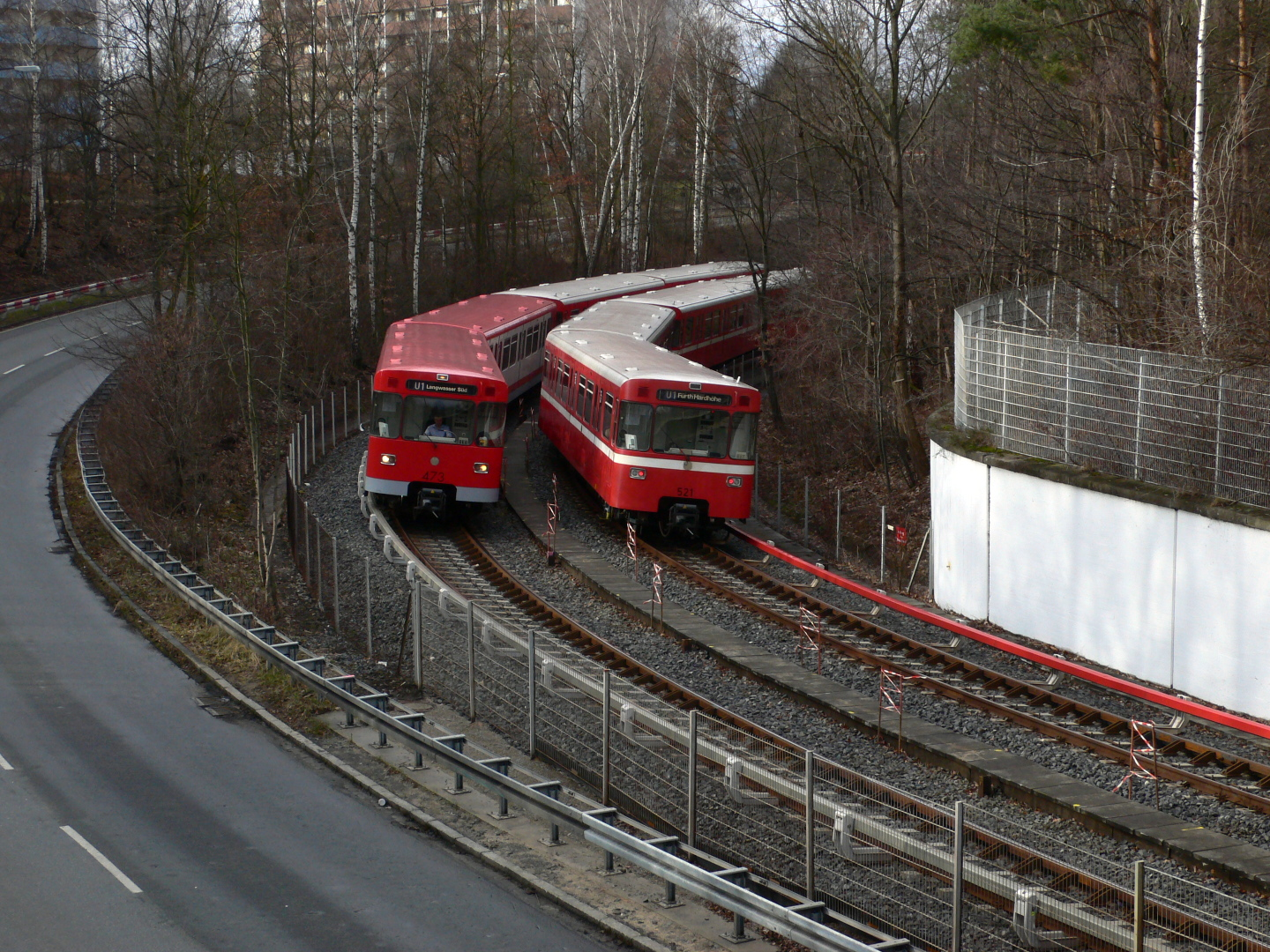
Zwischen Messe und Bauernfeindstraße

Zwischen Messe und Bauernfeindstraße durchfährt die U-Bahn die engste im Planverkehr befahrene Kurve im Nürnberger U-Bahn-Netz, die auf die damaligen Straßenbahnplanungen zurückzuführen ist. Die zulässige Höchstgeschwindigkeit beträgt in diesem Bereich 50 km/h. Im Anschluss taucht die Strecke in einen Tunnel ab, der bis zur Eröffnung des Abschnittes Ziegelstein – Flughafen auf der U2 der längste zwischen zwei U-Bahnhöfen in Nürnberg war, und unterfährt das ehemalige Südbahnhofgelände. Kurz nach der Brunecker Straße taucht die Strecke wieder an der Oberfläche auf und verläuft im Geländeeinschnitt zum Bahnhof Hasenbuck.

##### Vom Hasenbuck durch die Innenstadt nach Eberhardshof

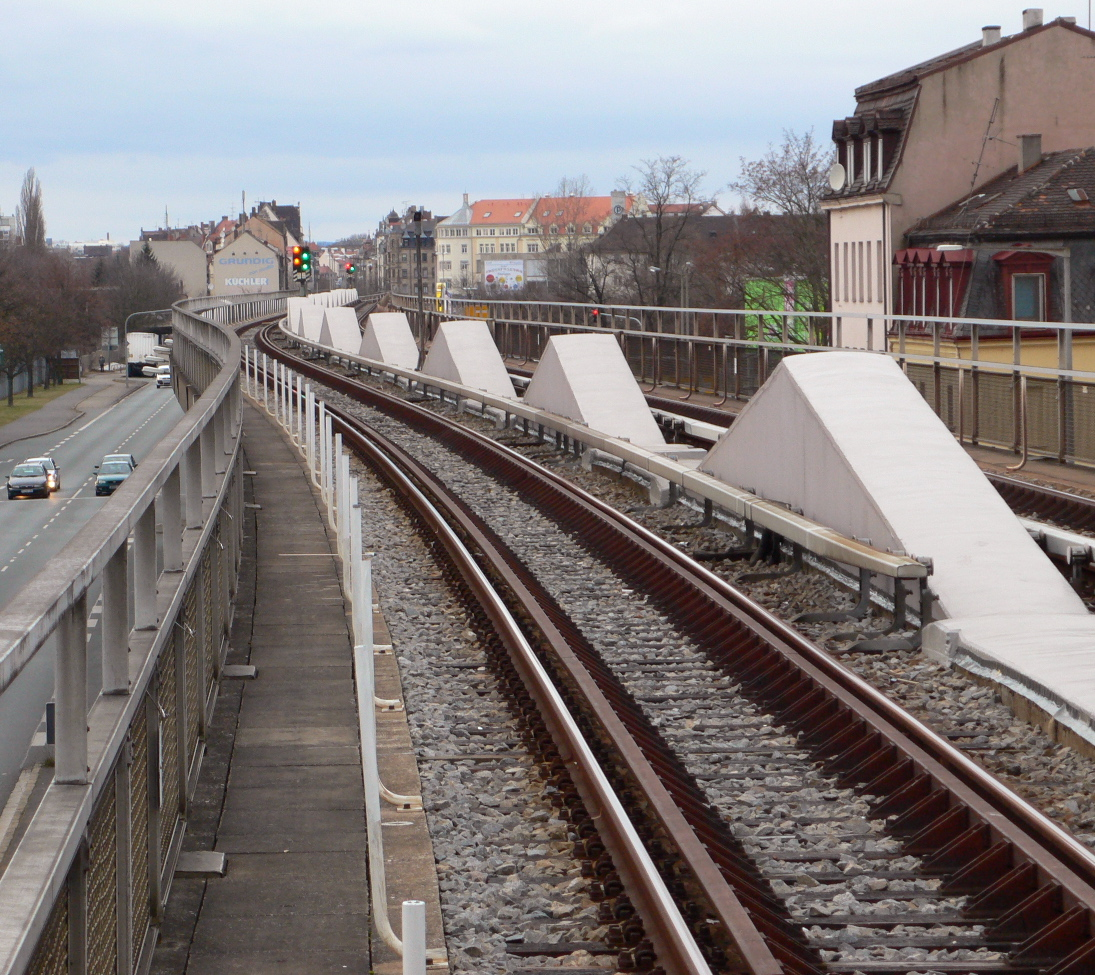
Die Hochbahn

Nach dem Bahnhof Hasenbuck führt die nun wieder unterirdische Strecke unter der namensgebenden Erhebung und der Katzwanger Straße zum Bahnhof Frankenstraße und verläuft anschließend unter der Pillenreuther Straße zum Bahnhof Maffeiplatz. Die Strecke führt vom Maffeiplatz aus weiter unter der Pillenreuther Straße hindurch bis zum Kopernikusplatz und erreicht den Bahnhof Aufseßplatz. Dieser wurde schon beim Bau auf die Unterfahrung durch eine weitere U-Bahn-Strecke (damals als U3 bezeichnet) vorbereitet, indem die Tunnelröhren der U1 so gebaut sind, dass der Bau des Streckentunnels ohne größere betriebliche Einschränkungen möglich ist. Weiter führt die Strecke unter den Gleisen des Hauptbahnhofs zum Bahnhof Hauptbahnhof unter dem Bahnhofsplatz, wo die U1 zum ersten Mal auf die U2 und U3 trifft.

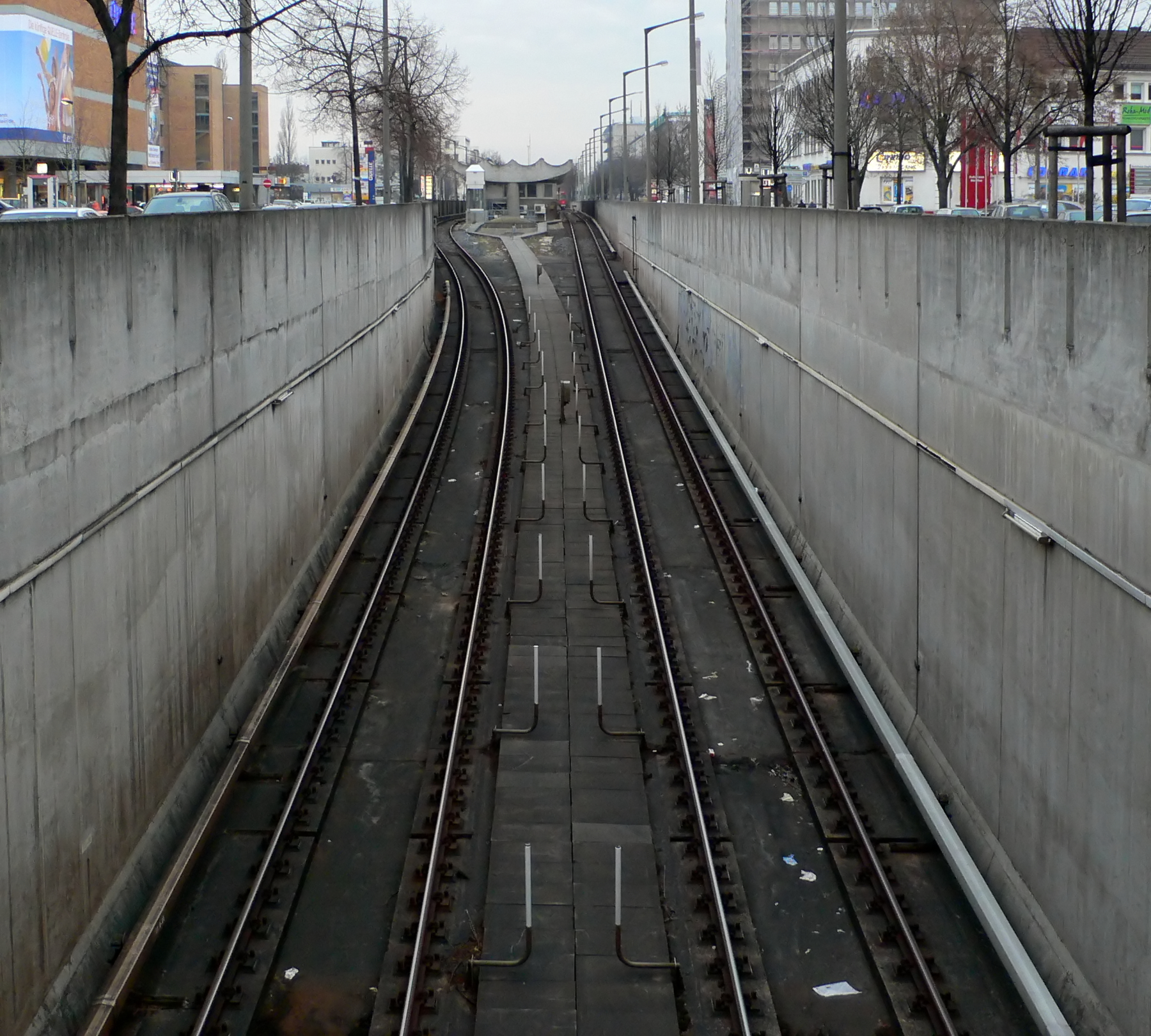
Vor Eberhardshof

Anschließend führt die Strecke in einem lang gestreckten Linksbogen unter der Königstraße zum Bahnhof Lorenzkirche und im Anschluss unter der Adlerstraße, dem Josephs- und Ludwigsplatz zum Bahnhof Weißer Turm. Dieser Streckenteil war der bautechnisch anspruchsvollste der gesamten Nürnberger U-Bahn, da sowohl die Mittelhalle des Hauptbahnhofs als auch bedeutsame historische Bauwerke der Altstadt unterfahren werden. Unter dem Jakobsplatz und der Ludwigstraße verlaufend erreicht die Strecke der U1 den Bahnhof Plärrer und trifft dort zum zweiten Mal auf die U2 und U3. Der Bahnhof ist als Richtungsbahnhof angelegt, in der oberen Bahnhofsebene fahren die Züge in Richtung Fürth (U1), Röthenbach (U2) und Großreuth bei Schweinau (U3) und in der unteren Ebene Richtung Langwasser (U1), Flughafen (U2) und Nordwestring (U3). Nach dem Bahnhof Plärrer folgt die U1 der historischen Ludwigseisenbahn-Trasse (heute jedoch unterhalb der Fürther Straße), passiert die Bahnhöfe Gostenhof, Bärenschanze und Maximilianstraße und erreicht in Höhe der Schumannstraße vor der Station Eberhardshof wieder die Oberfläche.

##### Von Eberhardshof auf der Hochbahn zur Stadtgrenze
Der Bahnhof Eberhardshof selbst befindet sich in Mittellage der Fürther Straße. An ihn schließt sich die letzte auf Nürnberger Gebiet vorhandene Abstell- und Kehranlage der U1 an. Nach Unterquerung der Ringbahn führt die Strecke in einem Rampenbauwerk hinauf auf die Hochbahntrasse und zu deren ersten Bahnhof Muggenhof. Dieser überspannt auf voller Länge die Kreuzung Fürther Straße / Adolf-Braun-Straße / Sigmundstraße und verfügt ebenso wie der Bahnhof Stadtgrenze über Außenbahnsteige. Weiter verläuft die Strecke in Mittellage der Fürther Straße, bevor sie den Frankenschnellweg in einem S-Bogen überquert und den auf einem Damm befindlichen Bahnhof Stadtgrenze erreicht. Dieser befindet sich bereits auf Fürther Stadtgebiet, wird jedoch zum Nürnberger U-Bahn-Netz gezählt, da dessen Errichtung komplett von der Stadt Nürnberg finanziert wurde.

##### Die U-Bahn in Fürth

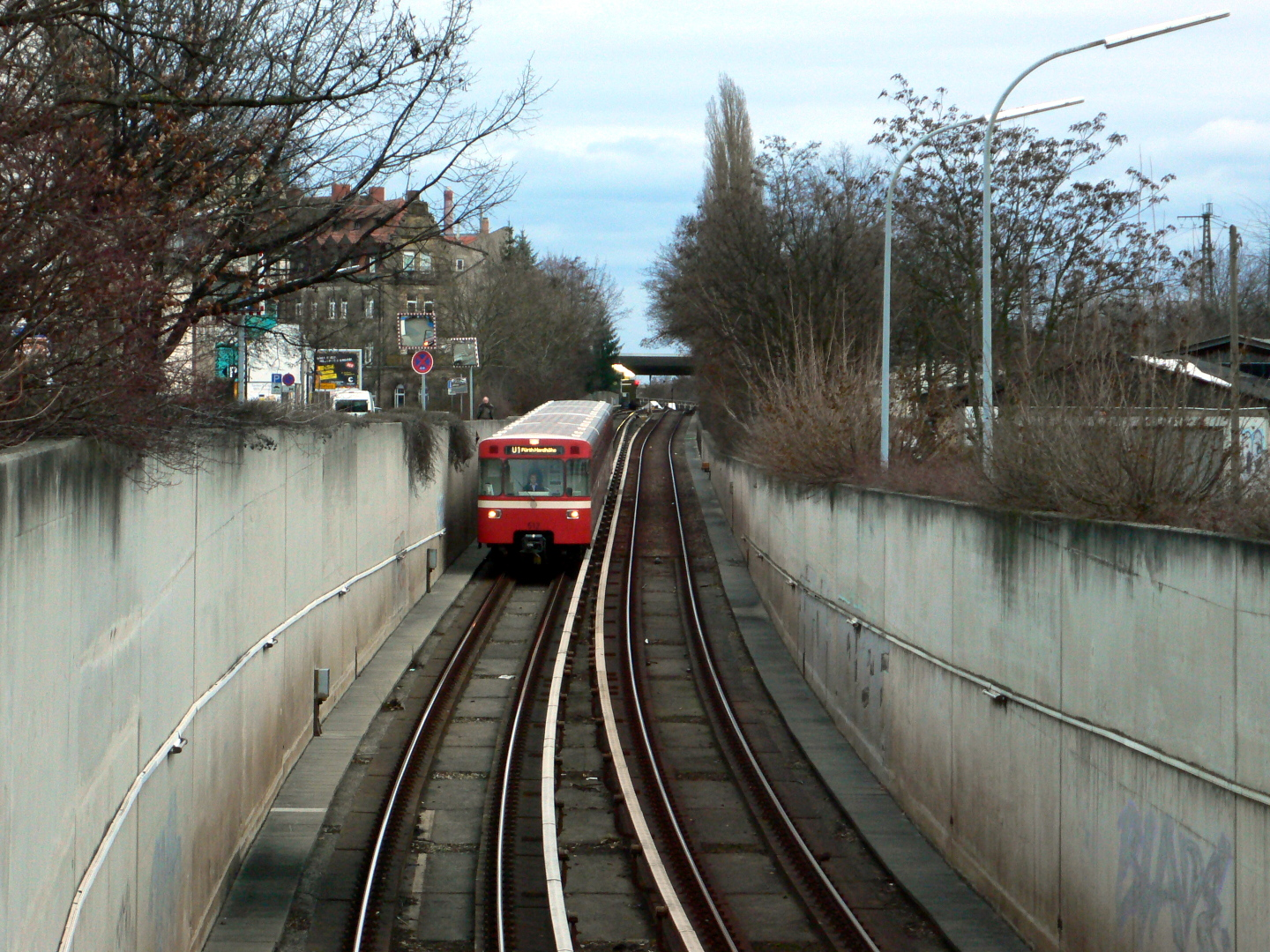
Zwischen Stadtgrenze und Jakobinenstraße

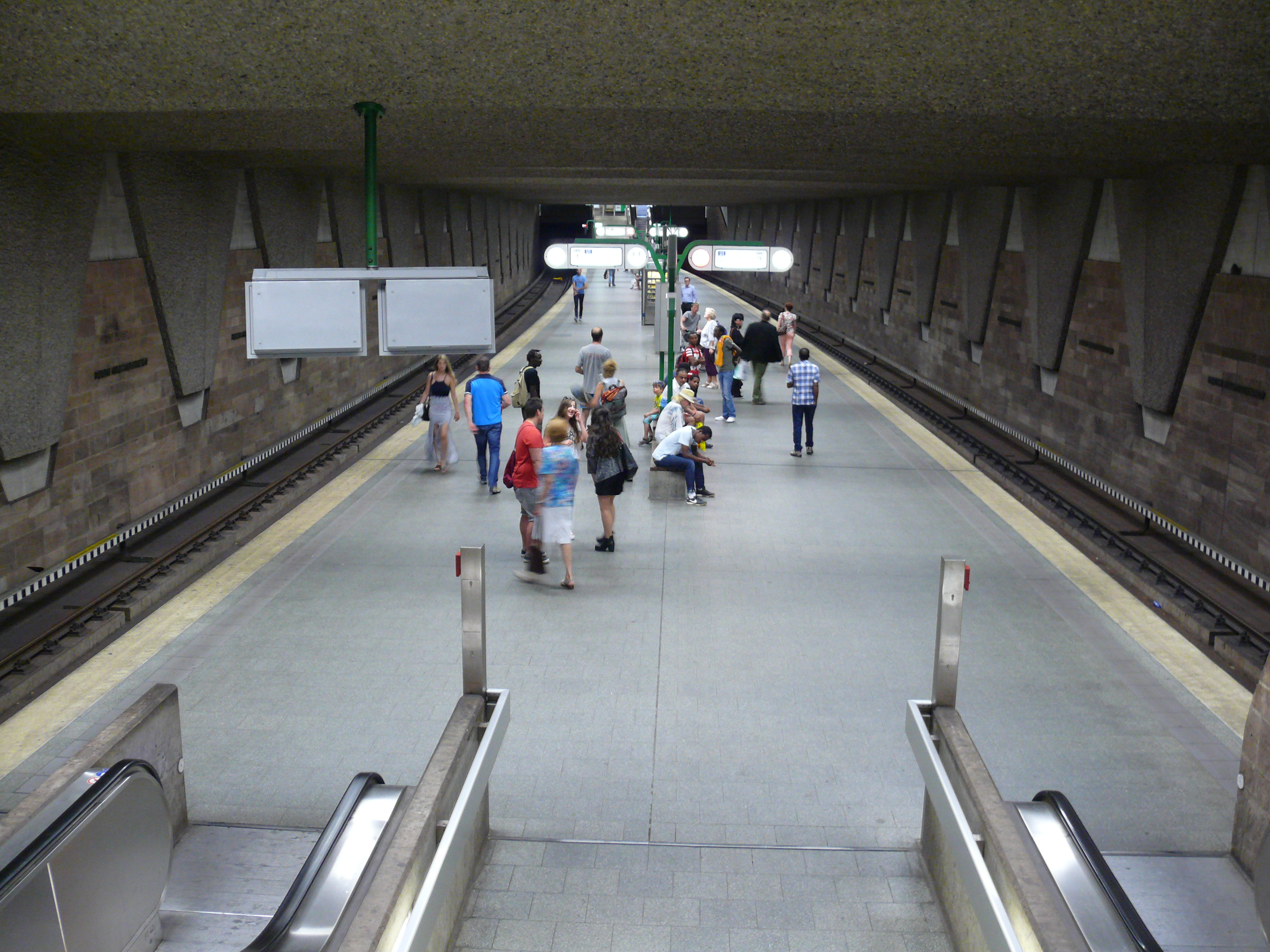
Der U-Bahnhof Fürth Hauptbahnhof

Nach dem Bahnhof Stadtgrenze verläuft die Strecke zunächst parallel zur Hornschuchpromenade auf einem Damm, taucht dann mittels eines Rampenbauwerks in den Untergrund ab und erreicht die Station Jakobinenstraße. Der Gebhardtstraße im weiteren Verlauf unterirdisch folgend wird der Bahnhof Fürth Hauptbahnhof unter dem Bahnhofsplatz erreicht, der am 7. Dezember 1985 zum 150-jährigen Eisenbahnjubiläum in Deutschland eröffnet wurde. Im Anschluss schwenkt die Trasse nach Norden, verläuft unter der Schwabacher Straße zum Kohlenmarkt und erreicht den Bahnhof Rathaus. Die Strecke führt dann unter dem Gänsbergviertel und der Rednitz hindurch zum Bahnhof Stadthalle und im weiteren Verlauf unter dem Scherbsgraben und dem Kellerberg zum Bahnhof Klinikum. Im Anschluss wird die Bahnstrecke Nürnberg–Bamberg und die Würzburger Straße unterquert, bevor die Strecke nach Südwesten schwenkt und unter der Komotauer Straße verlaufend den Endbahnhof Hardhöhe erreicht. Ab der Station Rathaus wurden erstmals digitale Anzeigen an den Bahnsteigen statt der bisherigen Fallblattanzeigen verwendet.

#### Verlauf der U2

##### Von Röthenbach zum Plärrer

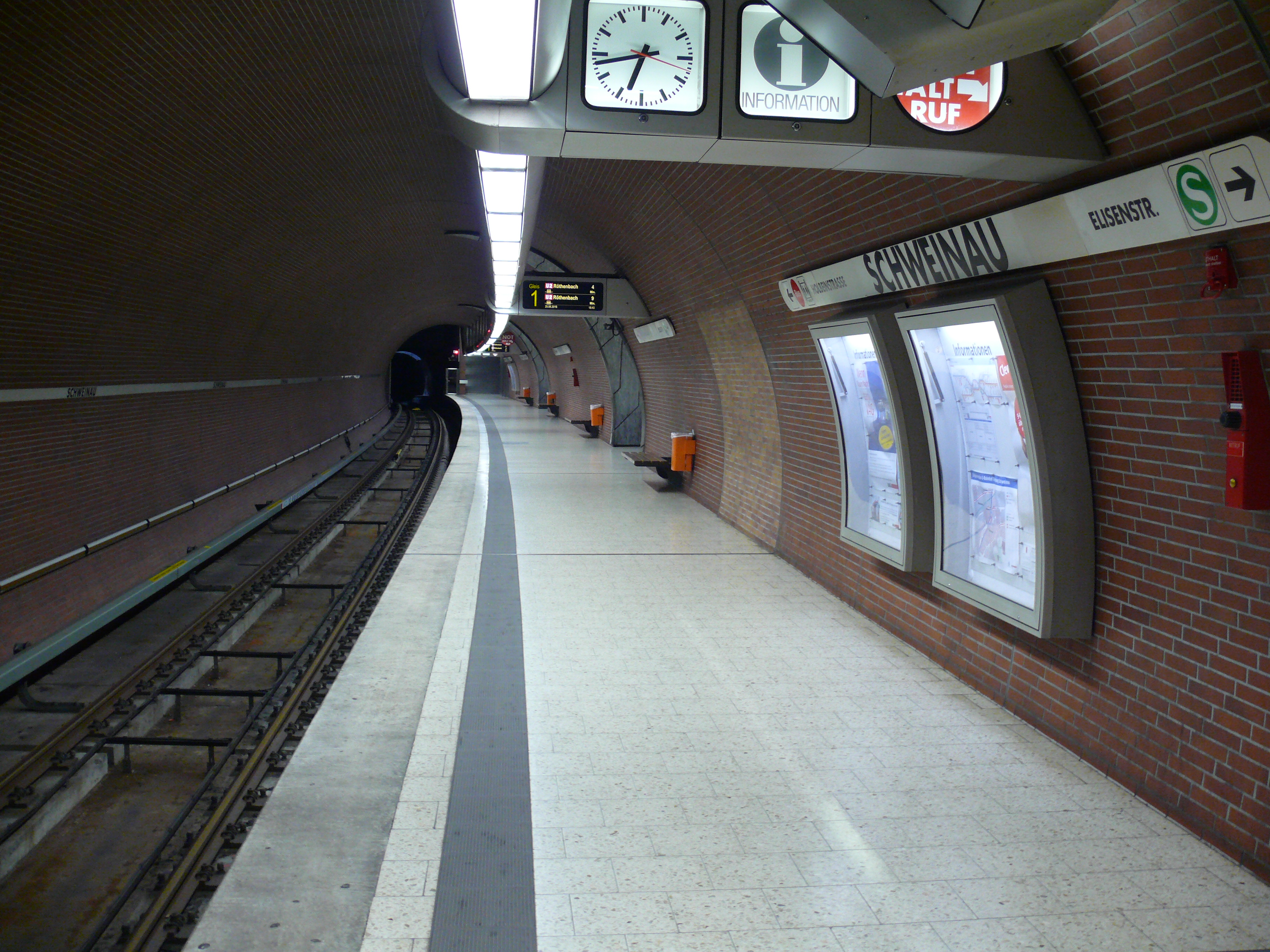
U-Bahnhof Schweinau

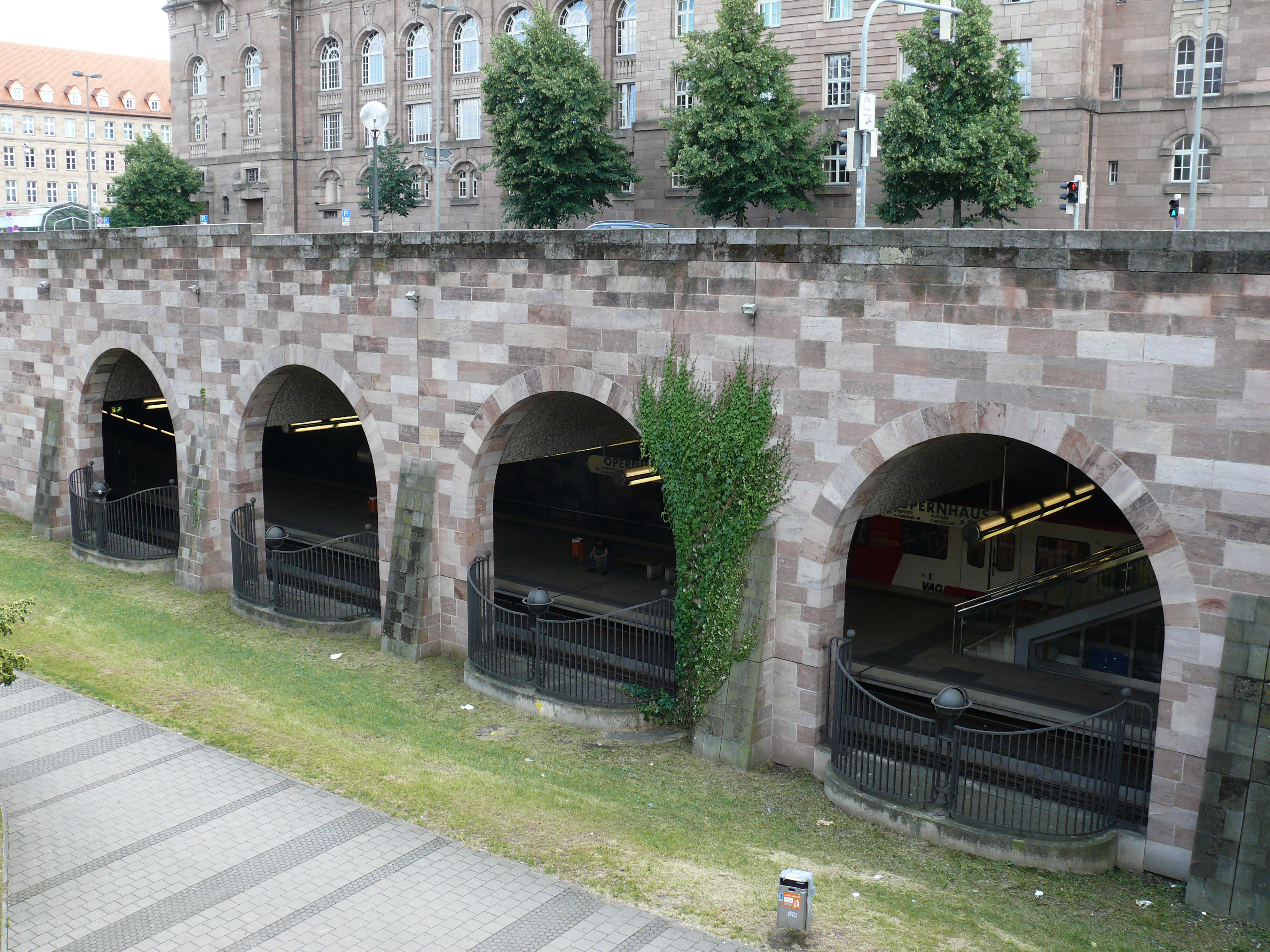
Der U-Bahnhof Opernhaus öffnet sich zum Stadtgraben

Die Strecke beginnt im Südwesten Nürnbergs am Bahnhof Röthenbach, an dessen westlichem Ende sich eine dreigleisige Abstell- und Kehranlage befindet, und verläuft weiter Richtung Osten entlang der Schweinauer Hauptstraße unter dem Main-Donau-Kanal und der Südwesttangente hindurch zum Bahnhof Hohe Marter. Dieser ist mit 268 m der längste im Nürnberger U-Bahn-Netz und ersetzt die beiden aufgegebenen Straßenbahnhaltestellen Friesenstraße und Schweinau, die sich früher an den beiden heutigen U-Bahn-Ausgängen befanden.
Weiter führt die Strecke unter der Schweinauer Hauptstraße zum Bahnhof Schweinau und zum Bahnhof St. Leonhard, der aufgrund seiner Lage inmitten der Schweinauer Straße komplett elastisch gelagert ist, um die Erschütterungen durch den Fahrbetrieb nicht an die umliegenden Häuser abzugeben. Als Nächstes folgt der Bahnhof Rothenburger Straße unter dem Frankenschnellweg. Der letzte Teil der Trasse verläuft in einem Bogen unter der Oberen Kanalstraße und führt dann in einem Rechtsbogen zum Bahnhof Plärrer, wo die U2 zum ersten Mal auf die U1 trifft.

##### Am Stadtgraben entlang bis zum Rathenauplatz
Nach dem Bahnhof Plärrer verläuft die Strecke unter dem Frauentorgraben zum Bahnhof Opernhaus. Dieser ist zum Stadtgraben hin offen, der im Zuge des U-Bahn-Baus wieder freigelegt und als Fußgängerzone gestaltet wurde. Weiter führt die Strecke zum Hauptbahnhof, wo die U2 zum zweiten Mal auf die U1 trifft, und schwenkt danach nach Norden zum Bahnhof Wöhrder Wiese. Aufgrund seiner Lage im Pegnitzgrund musste der Bahnhof tiefer gelegt und der nördliche Pegnitzarm in das Bahnhofsbauwerk eingearbeitet werden, was an der tiefer hängenden Decke zu sehen ist, die quer durch den gesamten Bahnhof reicht. Die nachfolgende Strecke verläuft unter dem Laufertorgraben und steigt wie dieser zum Bahnhof Rathenauplatz hin stark an, was im Bahnhof selbst beobachtet werden kann, da die Decke vom südlichen zum nördlichen Bahnsteigende einen beträchtlichen Höhenunterschied aufweist.

##### Vom Rathenauplatz bis zum Flughafen

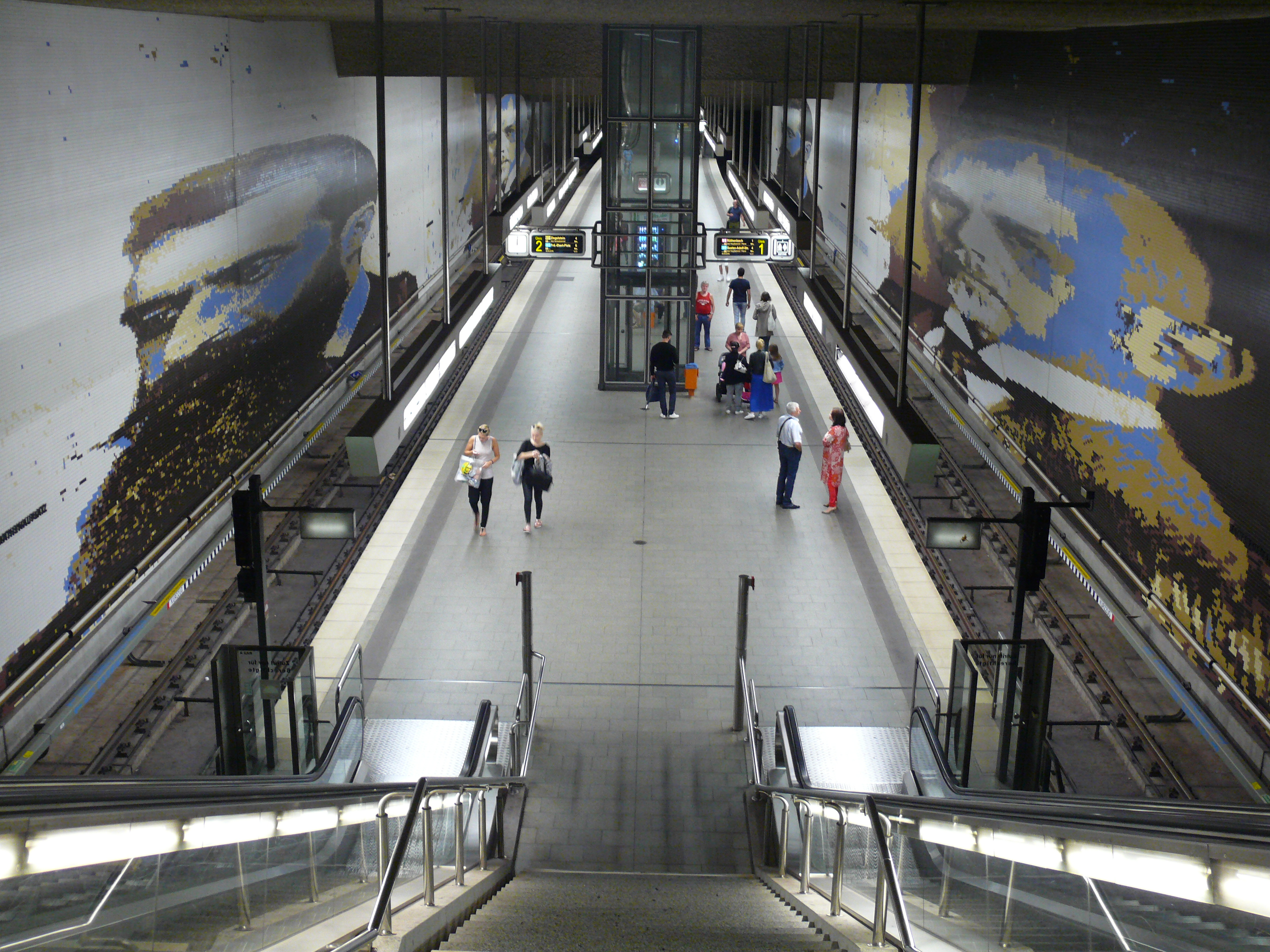
Wandmosaik im U-Bahnhof Rathenauplatz: Die Porträts von Walther Rathenau und Theodor Herzl

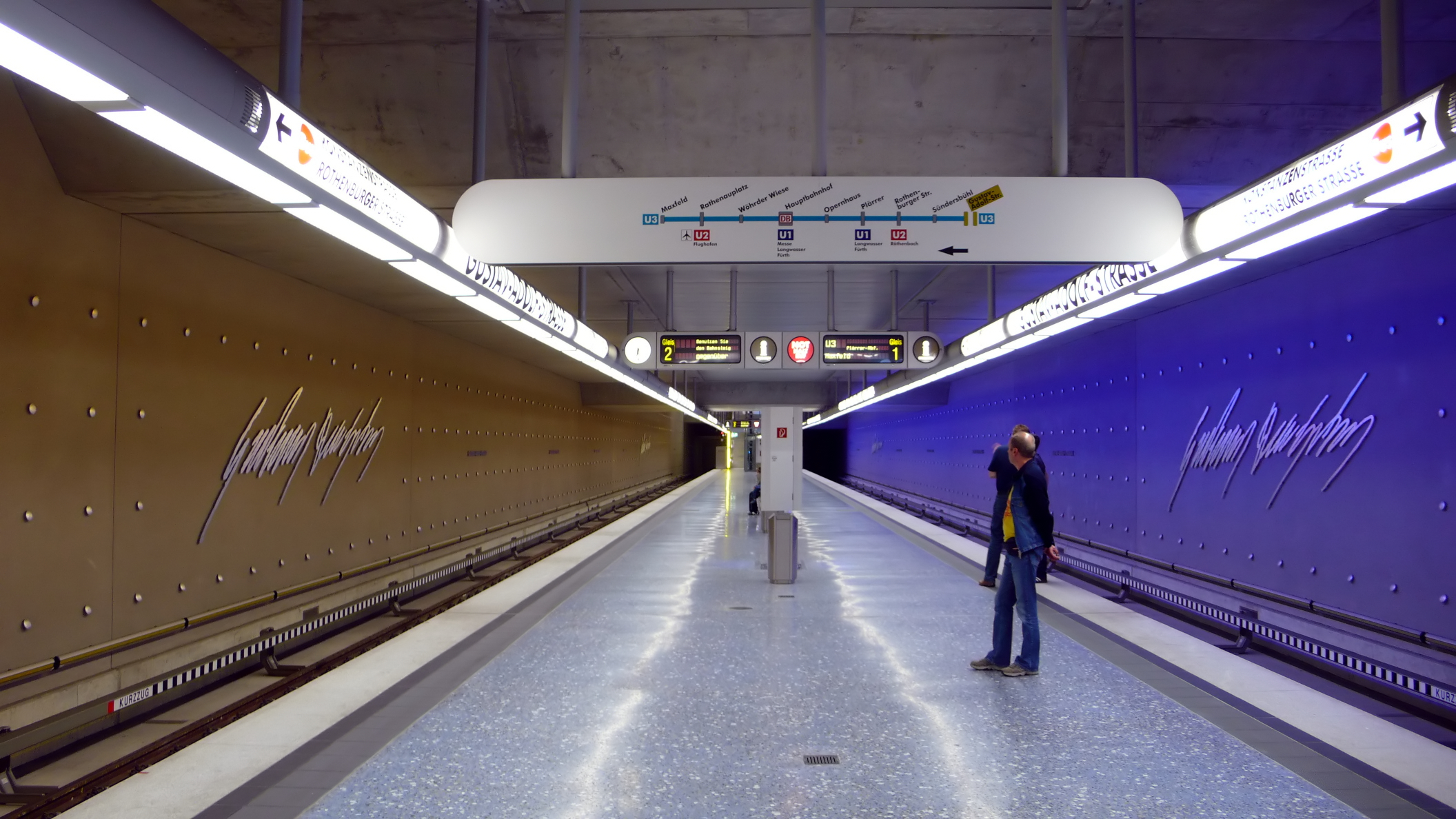
U-Bahnhof Gustav-Adolf-Straße in den schwedischen Nationalfarben und mit der Unterschrift Gustav Adolfs

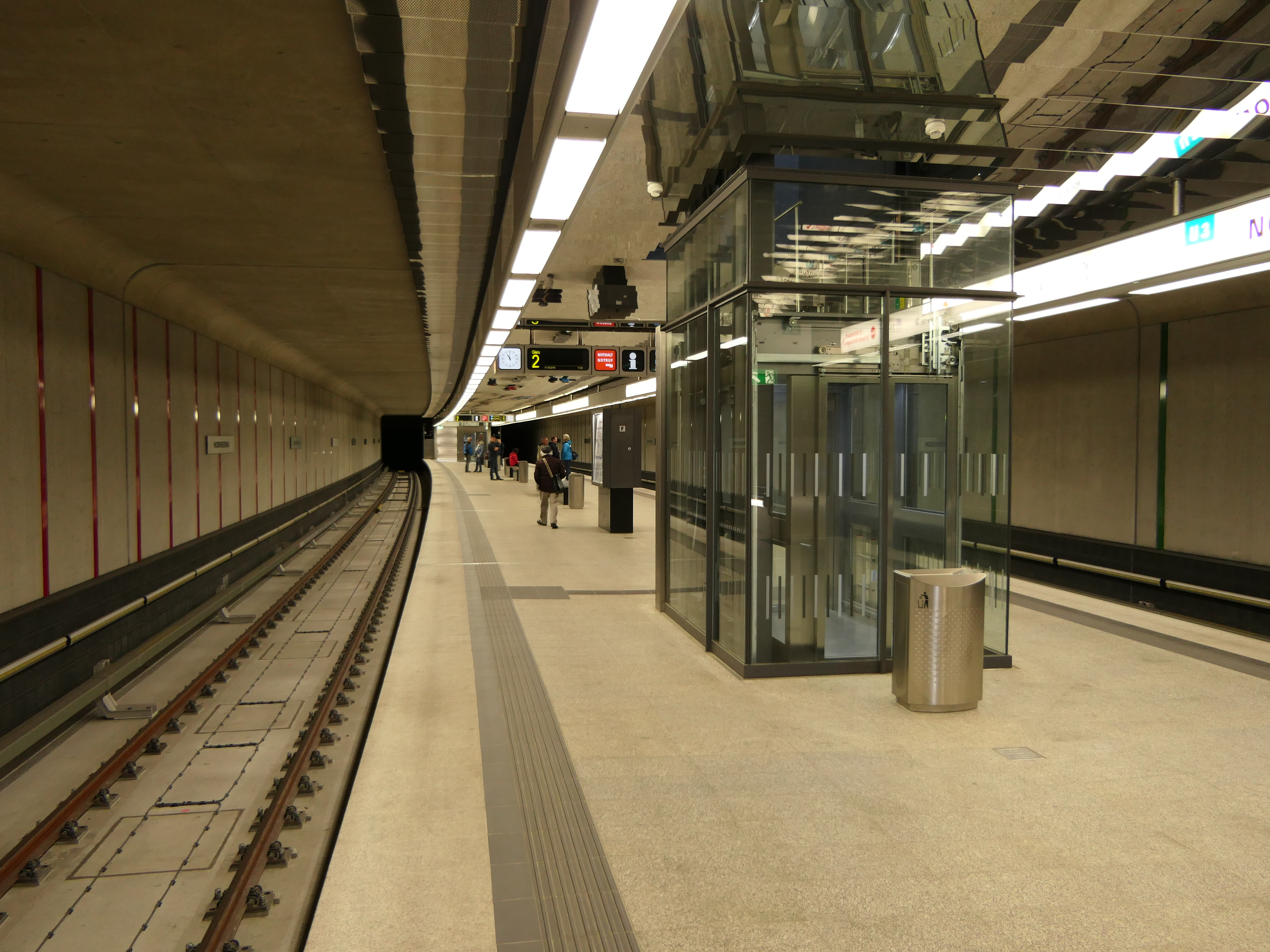
Der vorläufige nördliche Endbahnhof Nordwestring

Nach dem Bahnhof Rathenauplatz verläuft die Strecke zunächst unter der Bayreuther Straße, biegt nach rechts zum Bahnhof Rennweg unter der gleichnamigen Straße ab und führt weiter unter der Schoppershofstraße zum Bahnhof Schoppershof. Zwischen diesem und dem nachfolgenden Bahnhof Nordostbahnhof unter dem Leipziger Platz befindet sich neben einem Gleiswechsel einer der wenigen Abschnitte der U2, bei dem die beiden Streckengleise zusammen in einem Tunnel verlaufen.
Im weiteren Streckenverlauf unter der Bessemerstraße befindet sich in einer Röhre zusammen mit dem stadteinwärtigen Gleis eine Abstell- und Kehranlage und an der Einmündung in die Äußere Bayreuther Straße der Bahnhof Herrnhütte. Anschließend führt die Strecke in einem engen Gegenbogen unter Wohnbebauung zum Bahnhof Ziegelstein unter dem Fritz-Munkert-Platz, an dessen nördlichem Ende sich eine weitere Abstell- und Kehranlage befindet. Die beiden Streckengleise werden danach zusammengeführt und verlaufen als eingleisiger Tunnel in westliche Richtung zum Endbahnhof Flughafen. Etwa auf halber Strecke befinden sich Bauvorleistungen für eine Station Marienberg sowie für einen zweigleisigen Ausbau Ziegelstein–Marienberg. Der Bau dieser Station wurde aufgrund einer ausgeblieben Entwicklung des darüber liegenden Gebietes verworfen. Der Bahnhof Flughafen ist wiederum zweigleisig und ein Tunnelstutzen ermöglicht einen späteren Ausbau der eingleisigen Strecke auf Zweigleisigkeit bis zum Flughafen.

#### Verlauf der U3

##### Von Großreuth bei Schweinau zur Rothenburger Straße
Die U3 hat ihren vorläufigen Ausgangspunkt am Bahnhof Großreuth bei Schweinau südlich der Rothenburger Straße in einem Neubaugebiet. Sie verläuft anschließend Richtung Osten zum Bahnhof Gustav-Adolf-Straße unter der Kreuzung der Wallensteinstraße mit dem Westring. Die Strecke verläuft Richtung Osten, passiert einen doppelten Gleiswechsel und erreicht kurz darauf den Bahnhof Sündersbühl unter der Rothenburger Straße zwischen Blücherstraße und Bertha-von-Suttner-Straße. Nach dem Bahnhof teilen sich die beiden Streckengleise, schwenken parallel zuerst nach rechts und führen ab der Heinrichstraße in einer langgezogenen Linkskurve nach Norden, um vor dem Bahnhof Rothenburger Straße auf die Strecke der U2 einzufädeln.

##### Die Stammstrecke mit der U2
Ab dem Bahnhof Rothenburger Straße fährt die U3 auf gemeinsamer Strecke mit der U2 die Bahnhöfe Plärrer, Opernhaus, Hauptbahnhof, Wöhrder Wiese und Rathenauplatz an. Von der Eröffnung der U3 im Jahr 2008 bis zur Umrüstung der U2 auf automatischen Betrieb Anfang 2010 verkehrten auf diesem Abschnitt automatische und konventionell gesteuerte Züge zusammen. Auch während Testfahrten der VAG-Baureihe G1 im Jahr 2022 gab es wieder Mischbetrieb zwischen automatischen und fahrergesteuerten Zügen auf dieser Strecke.

##### Vom Rathenauplatz bis zum Nordwestring
Nach dem Bahnhof Rathenauplatz fädelt die U3 Richtung Westen aus, um über die Station Maxfeld unter der Goethestraße weiter über den Kaulbachplatz zum Friedrich-Ebert-Platz zu führen. Im Anschluss an den Bahnhof befindet sich eine zweigleisige Tunnelröhre, die bis kurz vor den Bahnhof Klinikum Nord reicht. Anschließend führt die Tunnelstrecke zum Endbahnhof Nordwestring, an dessen Ende sich eine Abstell- und Kehranlage anschließt.

### Gleisanlagen

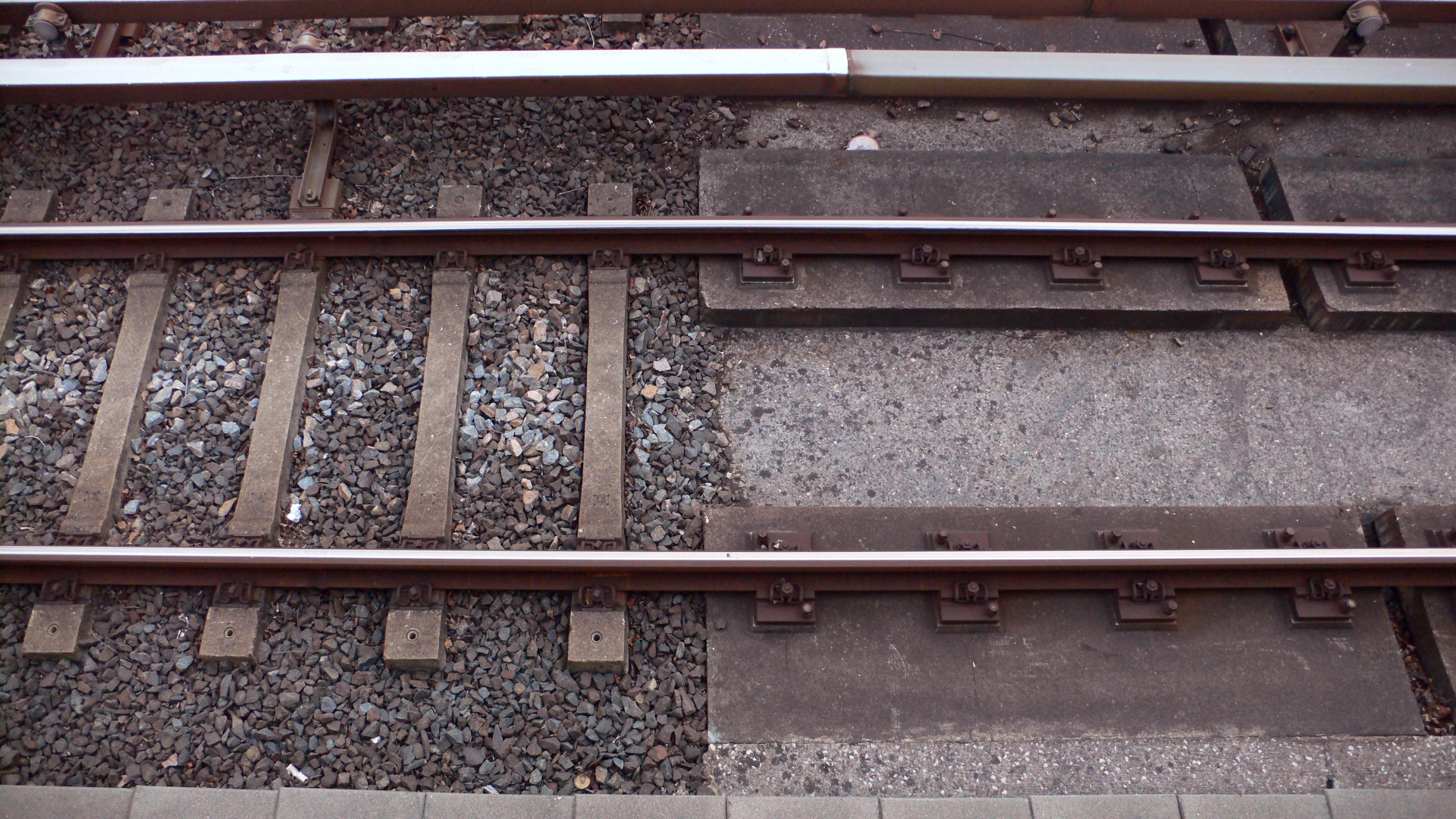
Oberbauvarianten:
eingeschottertes Schwellengleis (links), Feste Fahrbahn (rechts)

Der Oberbau ist auf den offenen Abschnitten als eingeschottertes Schwellengleis ausgeführt, auf den Tunnelabschnitten wird eine Feste Fahrbahn verwendet. Als Schienen kommen die Typen S41 und S49 zur Anwendung.
Beim Bau des ersten Abschnitts (Langwasser Süd – Bauernfeindstraße) wurden auf der Strecke vom Bahnhof Langwasser Süd bis Langwasser Mitte verschiedene Oberbauvarianten getestet: von Langwasser Süd bis Gemeinschaftshaus wurden verschiedene Formen der Festen Fahrbahn (u. a. an den unterschiedlichen Gleisverschraubungen zu sehen) verbaut und von kurz nach dem Bahnhof Gemeinschaftshaus bis Langwasser Mitte ist die Trasse als eingeschottertes Schwellengleis ausgeführt. Letztendlich setzte sich die Feste Fahrbahn in den Tunnelstrecken (anders als in München) durch und kommt in weiterentwickelter Form als Standardoberbau „Nürnberg 1a“ zur Anwendung.
Der Einfahrbereich des Richtung Röthenbach führenden Gleises am Bahnhof Schoppershof ist wie der gesamte Oberbau der U2 als Feste Fahrbahn ausgeführt, jedoch wurde nachträglich eine lose Schicht Schotter zur Lärmdämpfung aufgebracht. Diese Maßnahme war notwendig, da das Gleis ab etwa 30 Meter vor dem Bahnsteig nach oben zum Zwischengeschoss hin offen ist, was zu starker Lärmentwicklung durch die an dieser Stelle noch 40–50 km/h schnellen Züge führte.

### Streckenbau
Beim Bau der einzelnen Streckenabschnitte kamen dem Boden und der Bebauung entsprechende Bauverfahren zum Einsatz.
Wo dichte Bebauung unterfahren oder besondere geologische Formationen durchquert werden mussten, wurde die bergmännische Bauweise eingesetzt. Das war auf den Abschnitten Hasenbuck – Frankenstraße, Aufseßplatz – Weißer Turm und Fürth Hauptbahnhof – Klinikum der U1 sowie fast auf ganzer Länge der U2 der Fall.
Der Tunnel unter dem Hasenbuck wurde mit der Neuen Österreichischen Tunnelbauweise (NÖT) aufgefahren und mit Spritzbeton ausgekleidet. Für die Unterquerung der Innenstadt mit ihrer historischen Bausubstanz wurden die beiden Einzelröhren zum einen im Schildvortrieb mit anschließender Einbringung von Gusseisentübbings und zum anderen mit der NÖT erstellt. Der Südturm der Lorenzkirche, genauer dessen Fundament befindet sich in unmittelbarer Nähe des U-Bahn-Tunnels und musste daher durch eine aufwendige Konstruktion aus unterirdischen Betonpfosten abgesichert werden. Die U2-Süd wurde vom Plärrer bis Röthenbach, mit Ausnahme eines kurzen Abschnittes vor dem Bahnhof St. Leonhard, in der NÖT aufgefahren, im Bereich der Kanalunterquerung wurde der Tunnel während des Baus im Schutz einer Bodenvereisung errichtet. Der Streckentunnel der U2-Nord von Hauptbahnhof bis Rathenauplatz wurde im Schildvortrieb erstellt und anschließend mit Stahlbetontübbings ausgekleidet, für den im Pegnitzgrund verlaufende Tunnelabschnitt wurde zusätzlich ein Hydroschild eingesetzt. Für die restliche Strecke bis Flughafen wurde die NÖT angewendet, zwischen Herrnhütte und Ziegelstein kam erstmals ein „Full-Round-Schalwagen“ zum Einsatz. Dasselbe Verfahren wurde beim Tunnelbau unter der Fürther Innenstadt von Fürth Hauptbahnhof bis zur Rednitzunterquerung und von der Vacher Straße bis zur Siemensstraße angewendet, wovon ein 60 m langer Abschnitt im Rednitzgrund vereist werden musste. Die Streckentunnel auf den beiden U3-Ästen wurden durchgehend in bergmännischer Bauweise aufgefahren, ausschlaggebend dafür waren zum einen die zu unterfahrende Bausubstanz und zum anderen die geologischen Bodengegebenheiten. Außerdem gingen die Planer ab dem Bau der U2-Süd dazu über, die Trassierung der Tunnel unter energiesparenden Gesichtspunkten zu gestalten. Bei dieser Methode fällt der Tunnel nach Verlassen eines Bahnhofs zur Tunnelmitte hin mit einer Neigung von maximal 40 ‰ ab und steigt bis zum Erreichen des nächsten Bahnhofs wieder mit maximal 40 ‰ an. Durch das Gefälle spart ein Zug beim Anfahren Energie, da er durch sein Eigengewicht beschleunigt wird, durch die Steigung verzögert der Zug wiederum mit seinem Eigengewicht und spart Bremsenergie.
In offener Bauweise wurden die Streckenteile erstellt, die nicht mit Gebäuden überbaut waren oder direkt unter einer Straße verliefen. Diese Technik wurde bei den U1-Abschnitten Langwasser Süd – Langwasser Mitte, Bauernfeindstraße – Hasenbuck, Frankenstraße – Aufseßplatz, Weißer Turm – Eberhardshof, Jakobinenstraße – Fürth Hauptbahnhof, am Bahnhof Stadthalle, teilweise von Klinikum bis Hardhöhe sowie auf der U2 zwischen Plärrer und Hauptbahnhof angewendet.
Beim Tunnelabschnitt in Langwasser wurde die Strecke wegen der noch fehlenden Bebauung bis auf Tunnelbodentiefe ausgebaggert, die Tunnelröhre erstellt und die Baugrube anschließend wieder bis auf Geländehöhe aufgefüllt. Das Teilstück Bauernfeindstraße – Hasenbuck unter dem Südbahnhofgelände wurde mit Hilfe von 18 Hilfsbrücken und der anschließende Einschnitt in Trogbauweise erstellt. Beim Tunnel von Frankenstraße bis Aufseßplatz und Weißer Turm bis kurz vor Eberhardshof wurde der Berliner Verbau angewendet, und die Baugrube im Bereich von Gebäuden mit Injektionsankern im Erdreich rückverankert. Der Weiße Turm, der auf dem gleichnamigen Bahnhof steht, wurde während der Bauarbeiten von einem unterirdischen Gerüst getragen. Er wird von Betonpfosten gestützt, die mit Injektionsankern verbunden sind, ein Teil der Last wird vom Bahnhof selbst aufgenommen. Ähnlich verfahren wurde bei den beiden Kirchen St. Elisabeth und St. Jakob, die sich in unmittelbarer Nähe der Tunnel befinden. Die Baugrube für den Bahnhof Plärrer wurde in Deckelbauweise erstellt, um den Auto- und Straßenbahnverkehr aufrechterhalten zu können. Die Deckelbauweise kam zusammen mit dem Berliner Verbau auch beim Bau des Abschnitts von Jakobinenstraße nach Fürth Hauptbahnhof zum Einsatz. Für den Tunnel der U2 vom Plärrer zum Hauptbahnhof wurde der Stadtgraben wieder freigelegt und die Baugrube mit Berliner Verbau gesichert. Der Streckenabschnitt um den Bahnhof Stadthalle unter der Rednitz und dem anschließenden Flutgraben wurde im Schutz von Spunddielen erstellt. Beim Bau des Streckentunnels unter der Komotauer Straße zum Bahnhof Hardhöhe wurde das Mixed-In-Place-Verfahren angewendet und die Baugrube anschließend gedeckelt.
Die ebenerdigen Streckenabschnitte in Langwasser und in der Fürther Straße (Eberhardshof) wurden ohne besondere Bauverfahren erstellt und sind mit einem Zaun oder einer Betonwand von der Umgebung abgetrennt. Die Hochbahn in der Fürther Straße ruht auf 36 doppelten Stützpfeilern, worauf Spannbeton-Tragplatten mit Kragträgern (die bei einer Fahrt sichtbaren Höcker) befestigt sind, die mit Brückenteilen zu einer durchgehenden Trasse verbunden sind.

### Streckenchronik

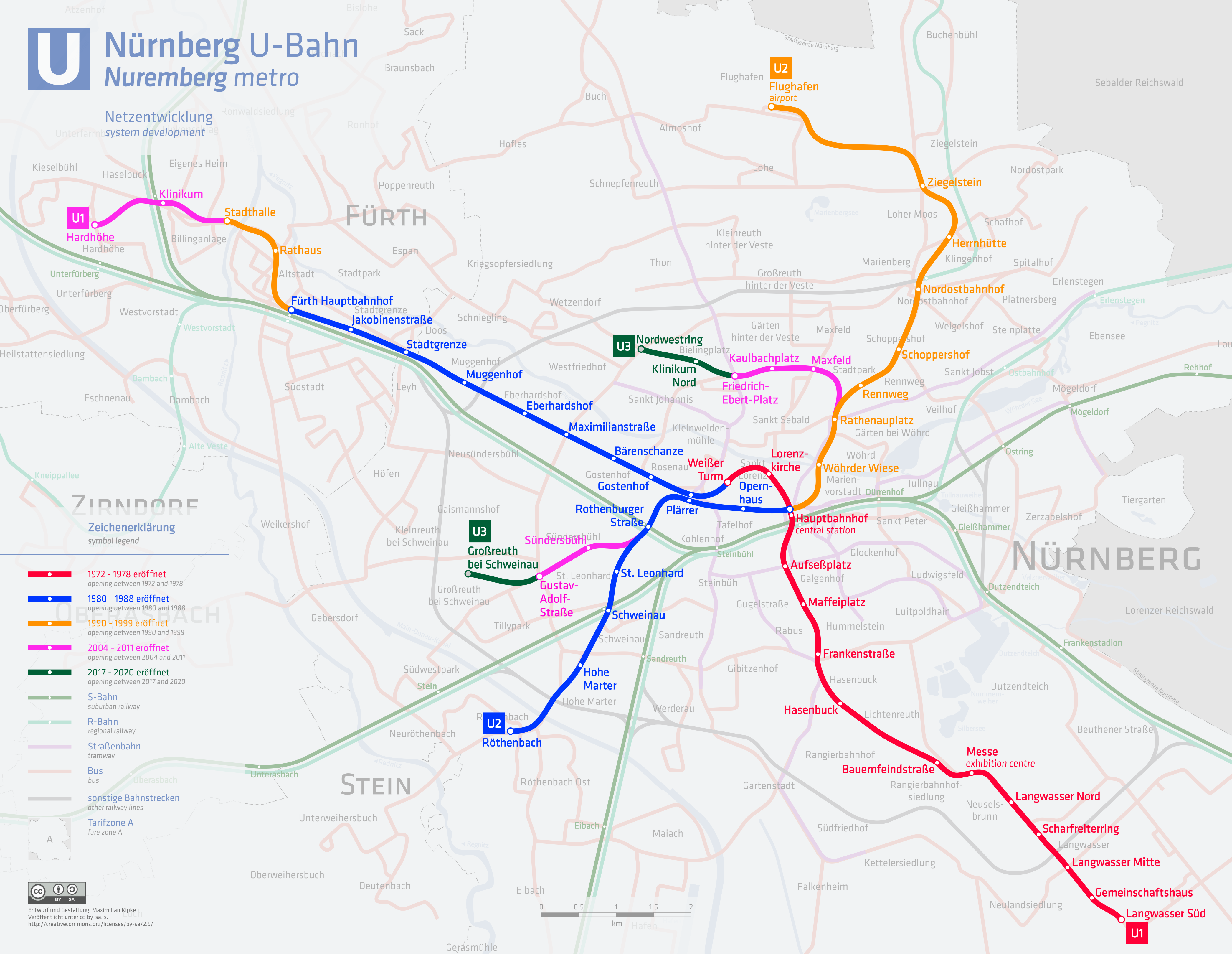
Netzentwicklung

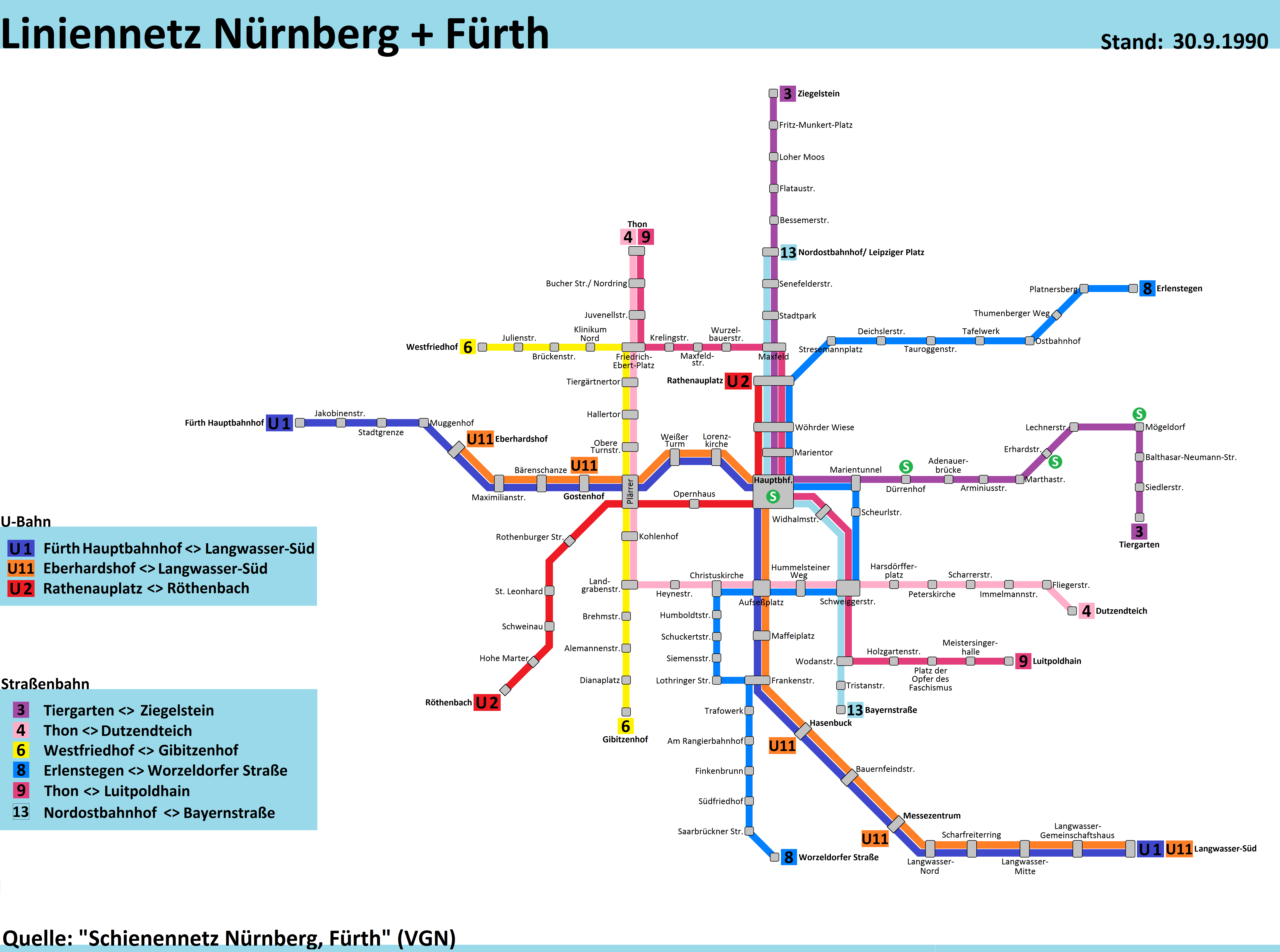
Historisches Liniennetz der U-Bahn und Straßenbahn in Nürnberg und Fürth vom 30. September 1990

| Datum              | Linie   | Abschnitt                                     | Länge 1 |
| ------------------ | ------- | --------------------------------------------- | ------- |
| 01. März 1972      | U1      | Langwasser Süd – Bauernfeindstraße            | 3,7 km  |
| 18. Juni 1974      | U1      | Bauernfeindstraße – Frankenstraße             | 2,4 km  |
| 23. September 1975 | U1      | Frankenstraße – Aufseßplatz                   | 1,1 km  |
| 28. Januar 1978    | U1      | Aufseßplatz – Weißer Turm                     | 2,1 km  |
| 20. September 1980 | U1      | Weißer Turm – Bärenschanze                    | 1,9 km  |
| 20. Juni 1981      | U1      | Bärenschanze – Eberhardshof                   | 1,5 km  |
| 20. März 1982      | U1      | Eberhardshof – Jakobinenstraße                | 2,4 km  |
| 28. Januar 1984    | U2 (U3) | Plärrer – Schweinau                           | 2,8 km  |
| 07. Dezember 1985  | U1      | Jakobinenstraße – Fürth Hauptbahnhof          | 0,4 km  |
| 27. September 1986 | U2      | Schweinau – Röthenbach                        | 1,8 km  |
| 24. September 1988 | U2 (U3) | Plärrer – Hauptbahnhof                        | 1,3 km  |
| 29. September 1990 | U2 (U3) | Hauptbahnhof – Rathenauplatz                  | 1,3 km  |
| 22. Mai 1993       | U2      | Rathenauplatz – Schoppershof                  | 1,3 km  |
| 27. Januar 1996    | U2      | Schoppershof – Herrnhütte                     | 1,7 km  |
| 05. Dezember 1998  | U1      | Fürth Hauptbahnhof – Stadthalle               | 1,7 km  |
| 27. November 1999  | U2      | Herrnhütte – Flughafen                        | 3,3 km  |
| 04. Dezember 2004  | U1      | Stadthalle – Klinikum                         | 1,3 km  |
| 08. Dezember 2007  | U1      | Klinikum – Hardhöhe                           | 0,4 km  |
| 14. Juni 2008      | U3      | Rothenburger Straße – Gustav-Adolf-Straße     | 1,5 km  |
| 14. Juni 2008      | U3      | Rathenauplatz – Maxfeld                       | 1,0 km  |
| 10. Dezember 2011  | U3      | Maxfeld – Friedrich-Ebert-Platz               | 1,1 km  |
| 22. Mai 2017       | U3      | Friedrich-Ebert-Platz – Nordwestring          | 1,1 km  |
| 15. Oktober 2020   | U3      | Gustav-Adolf-Straße – Großreuth bei Schweinau | 1,1 km  |

Seit Beginn des U-Bahn-Baus in Nürnberg und Fürth hat es erst eine Unterbrechung der ansonsten durchgehenden Erweiterung gegeben. Mit Ausnahme der Eröffnung der Bahnhöfe Flughafen und Ziegelstein am 27. November 1999, bei der es noch bis zum 20. Juni 2000 dauern sollte, bis in Fürth Baubeginn in Richtung Klinikum war, war zum Zeitpunkt der Eröffnung eines neuen Bahnhofs immer bereits der nächste Bauabschnitt bereits im Bau.

## Bahnhöfe

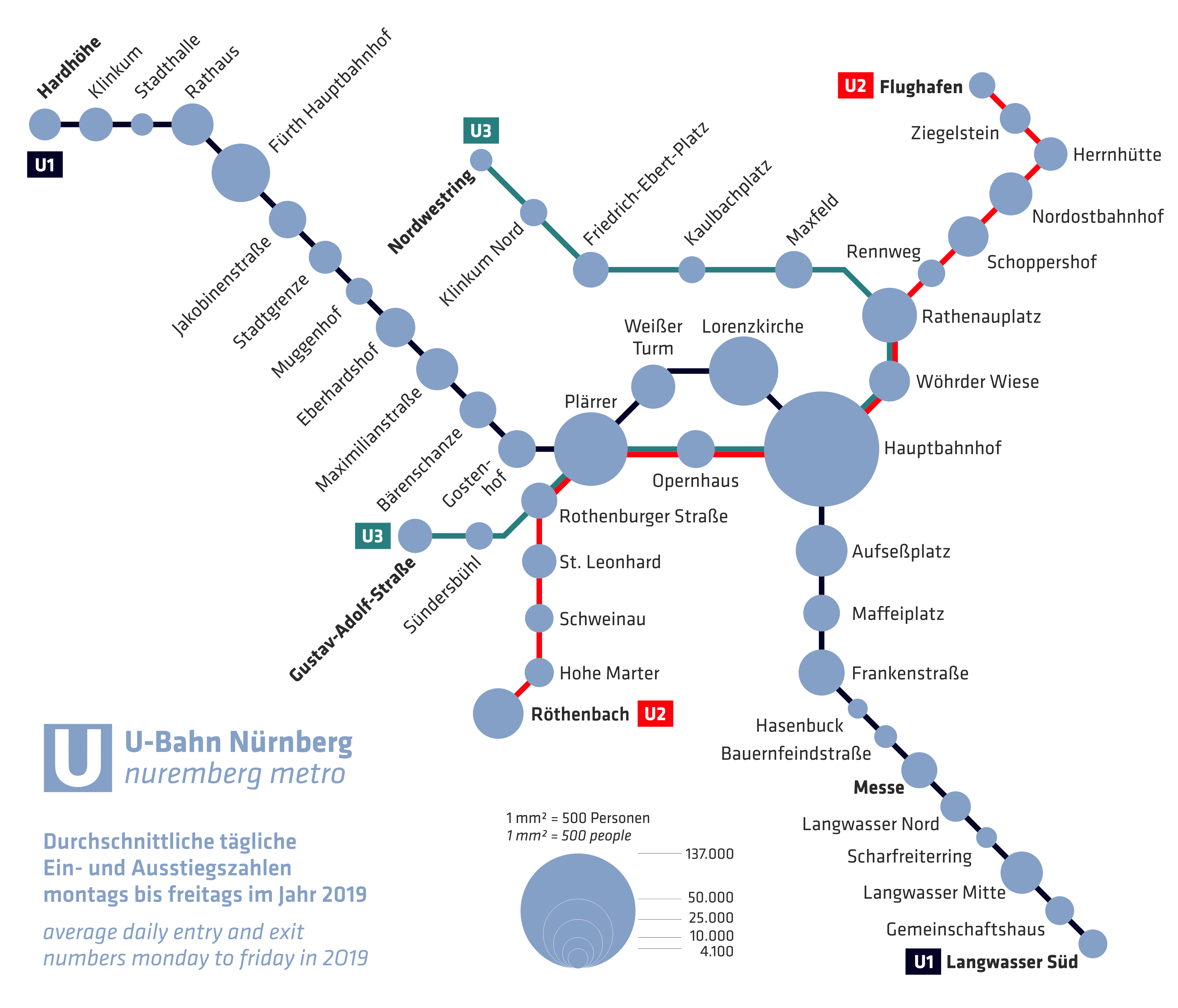
Durchschnittliche tägliche Ein- und Ausstiegszahlen an den U-Bahnhöfen montags bis freitags im Jahr 2019

Die Nürnberger U-Bahn verfügt über 49 Bahnhöfe, davon 27 auf der U1, 16 auf der U2 und 14 auf der U3 (Bahnhöfe, die von mehr als einer Linie bedient werden, wurden für jede Linie gezählt), sieben Bahnhöfe liegen ganz oder teilweise im Gebiet der Stadt Fürth. 42 Bahnhöfe befinden sich im Tunnel, fünf an der Oberfläche und zwei (Muggenhof, Stadtgrenze) an der Hochbahn in der Fürther Straße.

### Ausstattung
Alle Bahnsteige sind 90 Meter lang, 1 Meter über Schienenoberkante hoch und als Mittelbahnsteig ausgelegt, Ausnahmen davon sind die Bahnhöfe Muggenhof und Stadtgrenze auf der Hochbahn, die über Seitenbahnsteige verfügen. Weiterhin haben alle U-Bahnhöfe einen Aufzug, der bei den bis 1975 eröffneten Anlagen noch nicht vorhanden war und zwischen 1982 und 1987 nachgerüstet wurde. Die Bahnhöfe Plärrer, Hauptbahnhof, Flughafen, Nordwestring und Rathaus (Fürth) verfügen wegen ihrer Funktion als Kreuzungs-/ Umsteigebahnhof, oder wie Muggenhof, Stadtgrenze und Scharfreiterring bauartbedingt, über zwei Aufzüge. An beiden Bahnsteigenden befinden sich Zu- und Abgänge über Fahr- und Festtreppen, die bei eineinhalbfacher Tiefenlage des Bahnhofs in ein Verteilergeschoss oder bei einfacher Tiefenlage direkt an die Oberfläche führen. Abweichend dazu haben die Bahnhöfe Bauernfeindstraße, Hasenbuck, Messe und Scharfreiterring nur einen und die Bahnhöfe Flughafen und Opernhaus drei Aufgänge.
An den Bahnhöfen Aufseßplatz, Frankenstraße, Hauptbahnhof, Langwasser Mitte, Maffeiplatz, Maximilianstraße, Plärrer sowie Weißer Turm befinden sich insgesamt 34 Leinwände, die mit Werbung und redaktionellem Inhalt die Fahrgäste unterhalten und dabei die Wartezeit auf den nächsten Zug überbrücken sollen.

### Fahrgastinformation

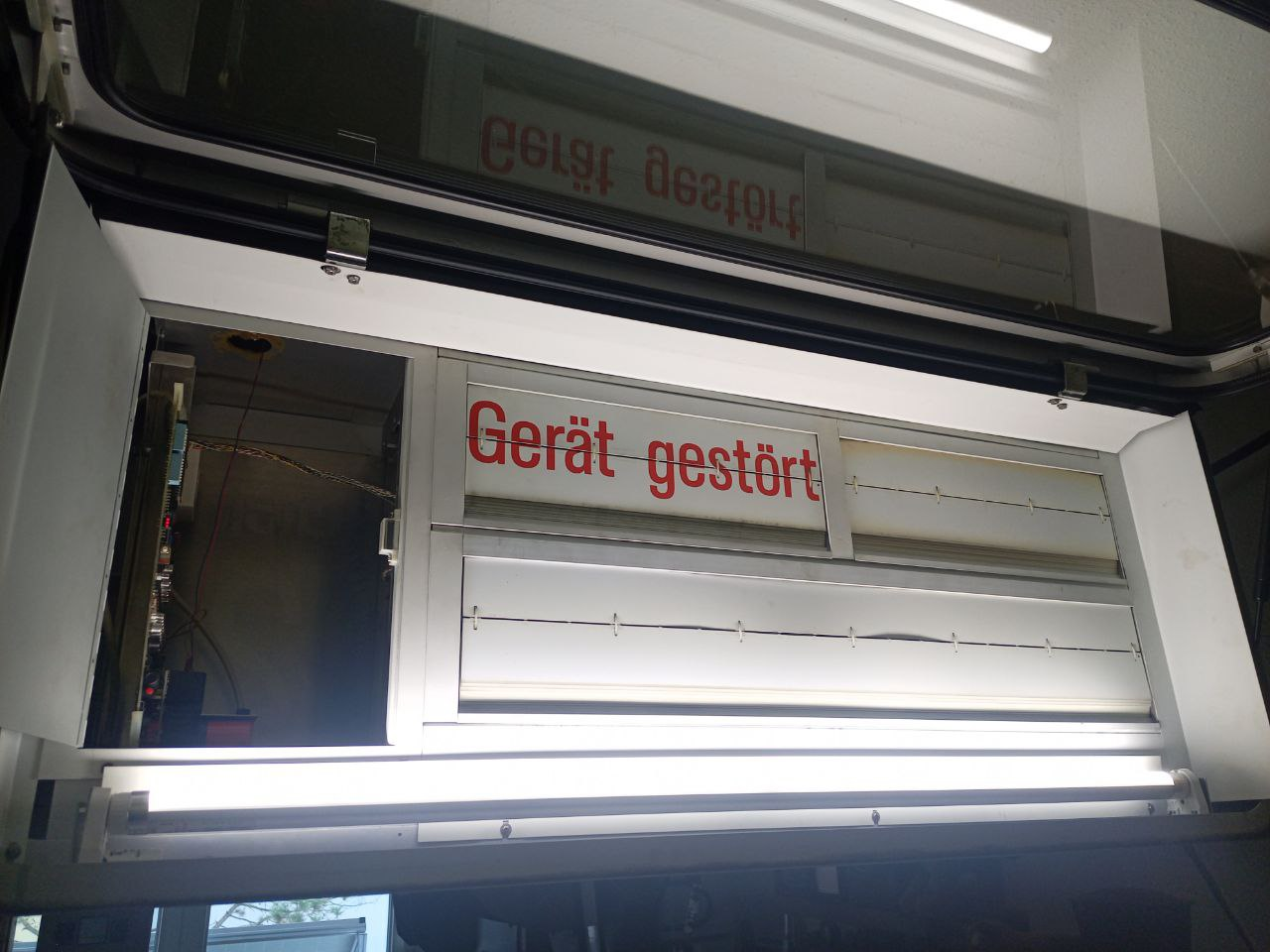
Geöffneter Zugzielanzeiger der U-Bahn Nürnberg

1980 wurde damit begonnen, Zugzielanzeiger in Fallblatttechnik an den Bahnhöfen zu installieren. Diese Anzeiger wurden von der Schweizer Firma Autophon hergestellt, welche u. a. die Frankfurter U-Bahn sowie die Straßenbahn Erfurt mit Zugzielanzeigern ausstattete. Die Ansteuerung der Anzeigen erfolgte über ein RS485-System, welches alle Bahnhöfe untereinander verband. Jedem Anzeiger wurde eine eigene Adresse zugewiesen, indem eine Kombination von DIP-Schaltern auf der Steuerplatine jedes Anzeigers entsprechend eingestellt wurde. Empfing der Anzeiger keine Daten, so stellte er sich selbsttätig auf Gerät gestört.
Die Fallblattmodule selbst wurden von Solari di Udine hergestellt. Die spätere U3 erhielt auf ihrer Linie zwar keine Fallblattanzeiger mehr, jedoch wurden einige der Fallblätter in den vorhandenen Anzeigern der U2 am Plärrer, Opernhaus, Hauptbahnhof, Wöhrder Wiese und Rathenauplatz mit Zielen der U3 bedruckt. Es ist zu erwähnen, dass diese Bedruckung auch schon die damals erst geplanten Bahnhöfe Kleinreuth bei Schweinau und Gebersdorf enthielt.

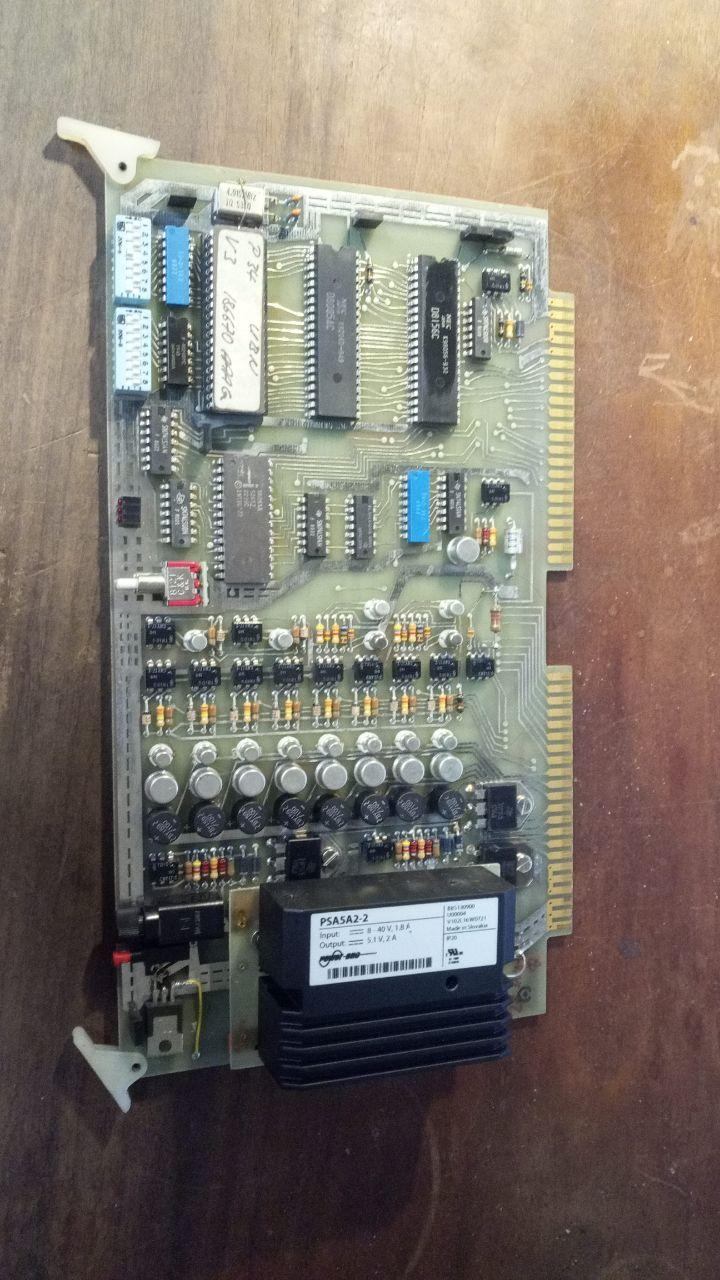
Steuerplatine aus einem Fallblattanzeiger der U-Bahn Nürnberg

Die Fallblattanzeiger wurden später teilweise durch Anzeiger in Mosaik-LCD-Technik ersetzt, ehe sie alle im Jahr 2020 durch moderne LED-Anzeiger ausgetauscht wurden. Die alten Fallblattanzeiger verkaufte die VAG für einen symbolischen Preis von 5 € pro Stück an Sammler und Liebhaber, sodass die Anzeigen nicht verschrottet wurden und in Privatmuseen und Sammlungen überleben.
Verglichen mit Zugzielanzeigern der neuen Bauart, welche etwa 200 kg wiegen, ist die alte Bauart mit Fallblättern leichter. Ohne Uhr und Info-Würfel wiegt ein Fallblattanzeiger etwa 80 kg. Geschuldet ist dies vor allem der Leichtbauweise aus geschweißtem, nur 1 mm starkem Aluminiumblech.
Die Nummern der Gleistafeln wurden auf der Vorderseite mit einer schmaleren Schriftgröße bedruckt, als auf der Rückseite. So konnte der Techniker vom Boden aus sofort erkennen, auf welcher Seite sich die Wartungsklappe zum Erreichen der internen Steuerung befindet.
Die Uhrwerke der teilweise angeschraubten Uhren sind von T&N gebaut worden. Sie sind einfache Nebenuhren mit Sekundenzeiger und wurden separat vom Anzeiger von einer Zentraluhr angesteuert. Der Antrieb per Synchronmotor für den Sekundenzeiger erfolgt jedoch nicht wie bei Uhren der DB mit 230 V Wechselspannung, sondern mit nur 24 V Wechselspannung.

Demontage der alten Fallblattanzeiger
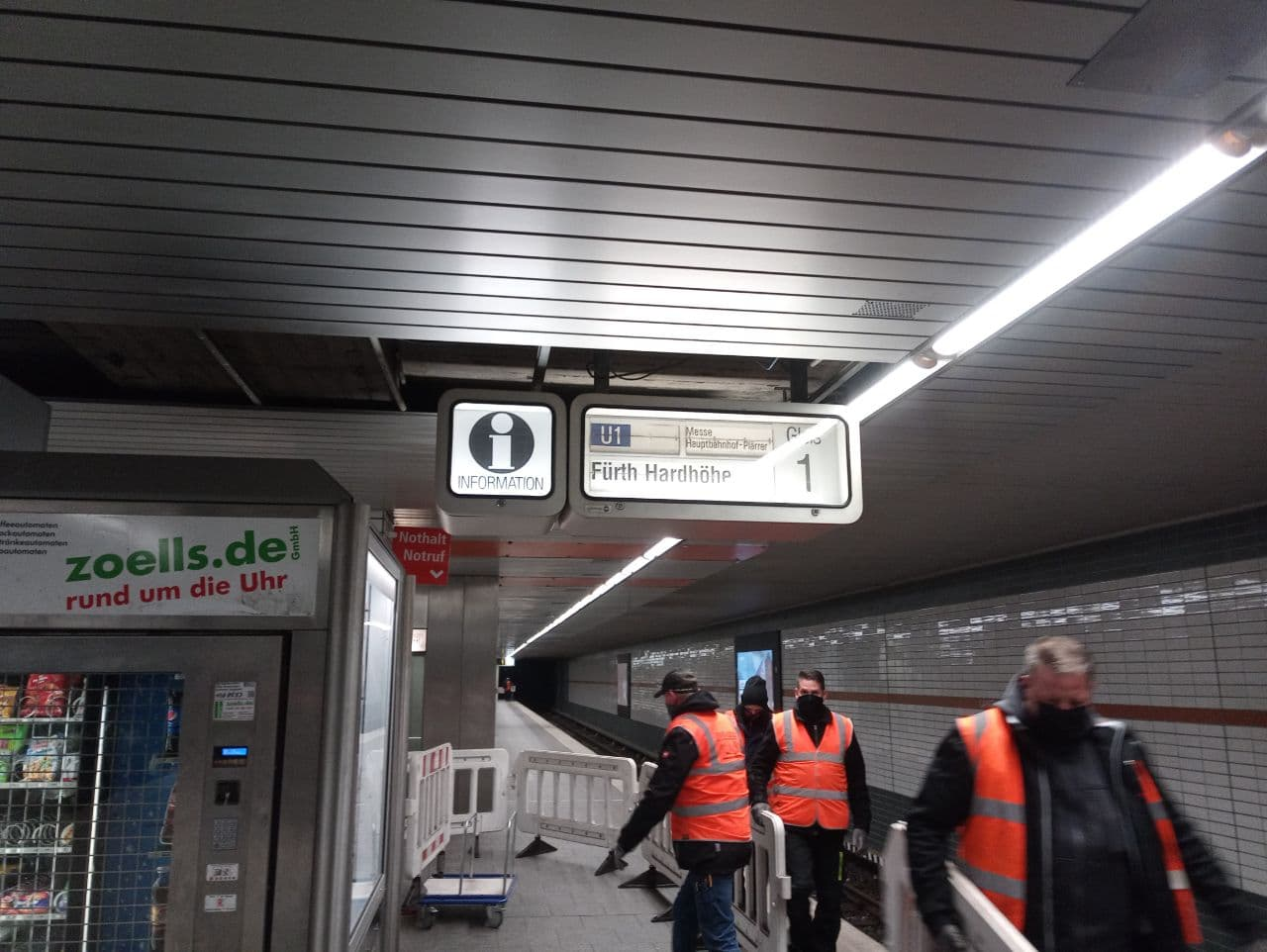
Demontage eines Zugzielanzeigers am Bahnhof Langwasser-Mitte
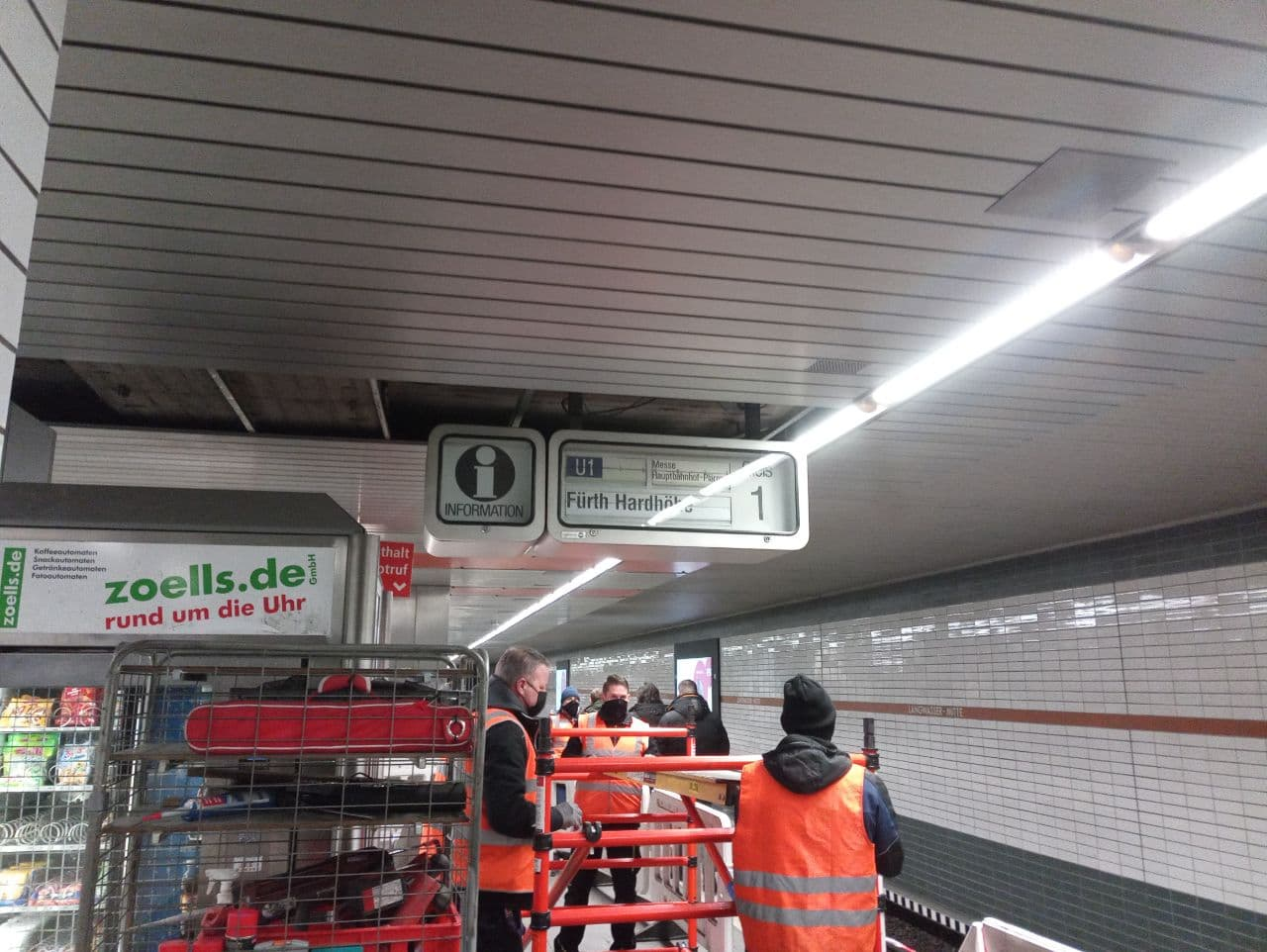
Die Stromzufuhr wurde zur Demontage gekappt.
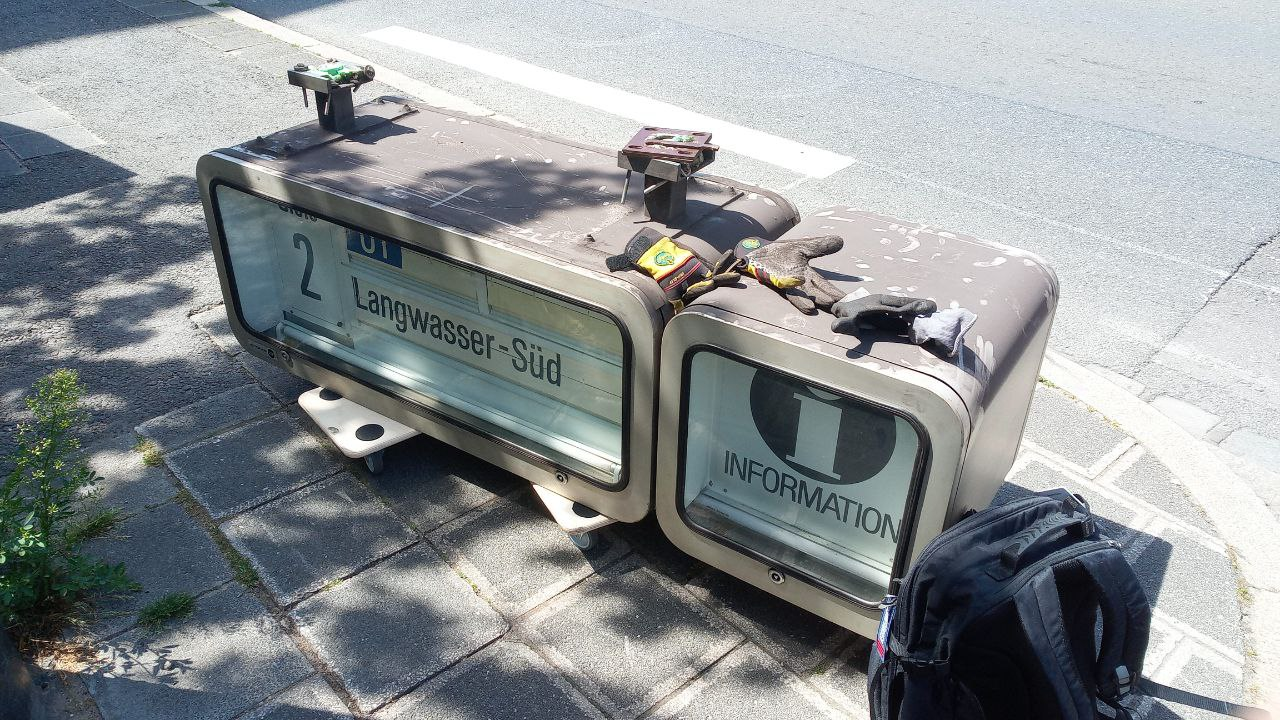
Abgebauter Zugzielanzeiger fertig zum Abtransport
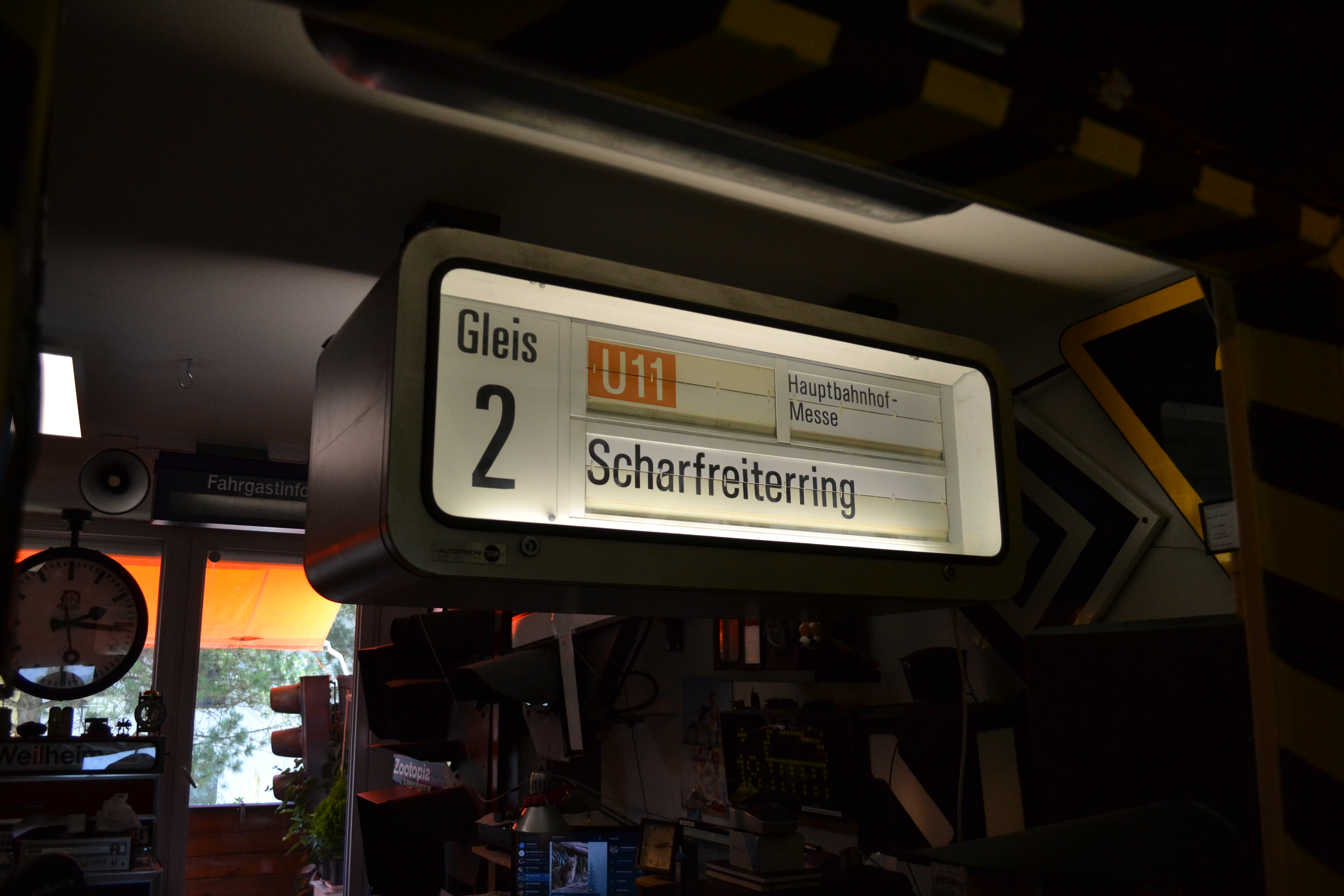
Alter Fallblattanzeiger in einer Privatsammlung

### Architektur
Die aus den späten 1960er Jahren stammenden Bahnhöfe in Langwasser sind als Zweckbauten errichtet und sehr schlicht und einheitlich gehalten. Die unterirdischen Bahnhöfe sind einheitlich gekachelt, bei den oberirdischen dominiert Sichtbeton. Ab den 1970er Jahren erfolgte eine Änderung bei der Gestaltung der Südstadt-Bahnhöfe, die zwar vom Aufbau her gleich blieben, sich aber in der Kachelung der Bahnsteigwände und Säulen farblich unterschieden. Bei den Innenstadtbahnhöfen wurde erstmals die Fahrzeugdynamik sowie die oberirdische Bebauung in die Gestaltung der Bahnsteighallen aufgenommen. Durch den Einbau von Lichtkuppeln bei den Bahnhöfen unter der Fürther Straße sollte das Sicherheitsgefühl der Fahrgäste gesteigert und eine Verbindung von der Oberfläche zum Untergrund hergestellt werden.
Bei den Bahnhöfen aus den 1980er Jahren wurde die Oberfläche noch stärker in die Bahnhofsarchitektur eingebunden und mit den ersten stützenlosen Bahnsteighallen die Übersicht und das Sicherheitsgefühl für die Fahrgäste weiter verbessert, Beispiele dafür sind die Bahnhöfe Hohe Marter, Röthenbach und Jakobinenstraße. Auch wurden vom Tiefbauamt in Zusammenarbeit mit der Georg-Simon-Ohm-Hochschule, Fachbereich Gestaltung und Design, die ersten Wettbewerbe zur Bahnhofsgestaltung unter den Studierenden ausgelobt. Während man in den 1980er Jahren noch vermehrt auf Naturmaterialien, wie Backstein in Schweinau oder Sandstein in St. Leonhard oder am Opernhaus als Wandverkleidung setzte, setzte sich in den 1990er Jahren, vorrangig auf dem U2-Nordast bis Herrnhütte grobporiger Spritzbeton als durchgehendes Gestaltungselement durch.
In den 1990er wurde die Bahnhofsgestaltung erstmals an externe Architekten und Designer vergeben, was mittlerweile der Regel entspricht und auch für alle U3-Stationen gilt. Dies führte auch dazu, dass die Glasarchitektur, die auf Edelstahl, hellen Farben und Glas, aber auch feinporigem Sichtbeton als Gestaltungselemente zurückgreift, mehr und mehr Fuß fasste. Für die Gestaltung der Fürther Bahnhöfe waren allerdings wieder Studierende der Ohm-Hochschule unter der Leitung der Professoren Ethelbert Hörmann und Ortwin Michl verantwortlich.

Bahnhofsarchitektur im Wandel der Zeit
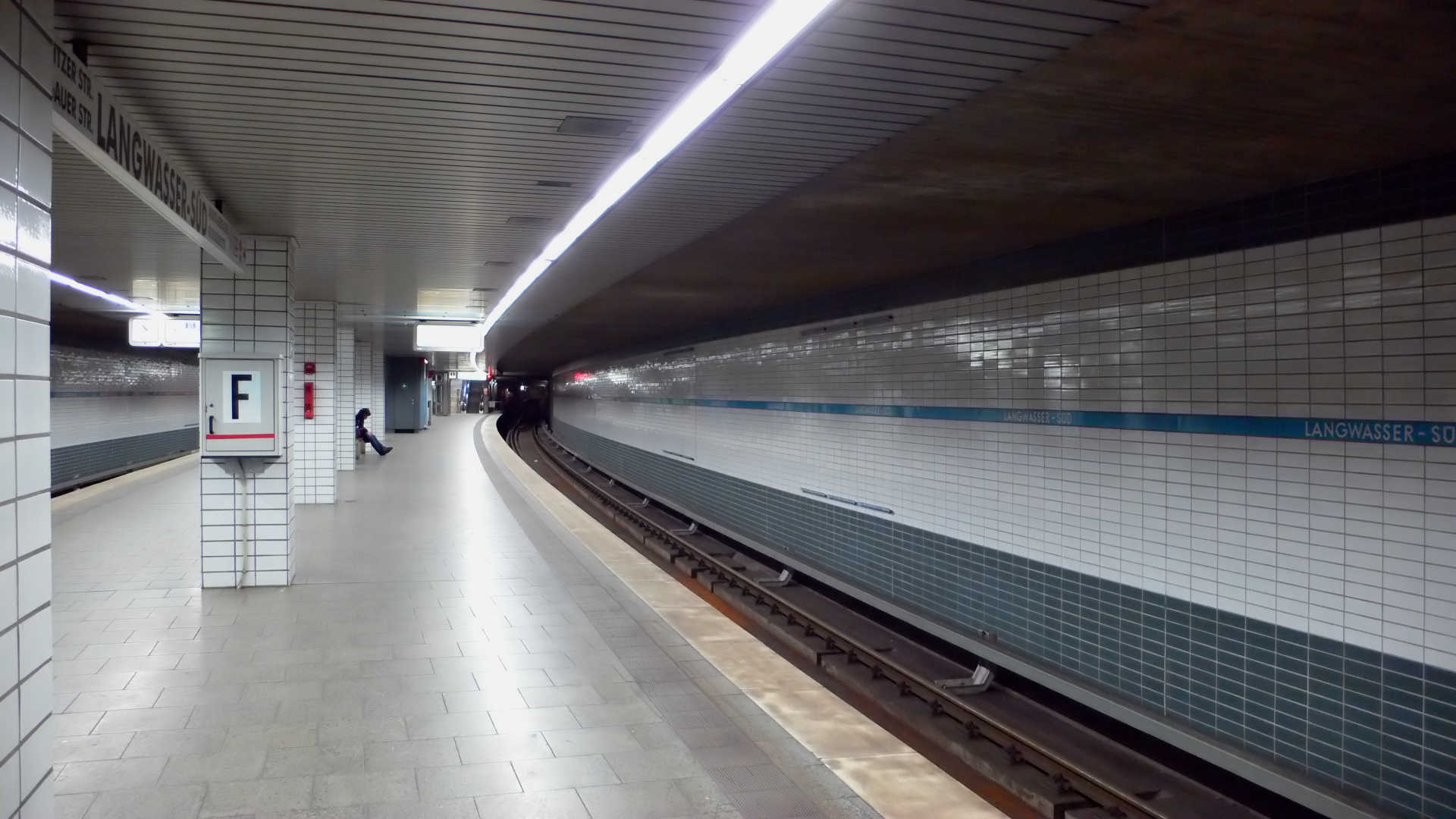
Langwasser Süd (1972)
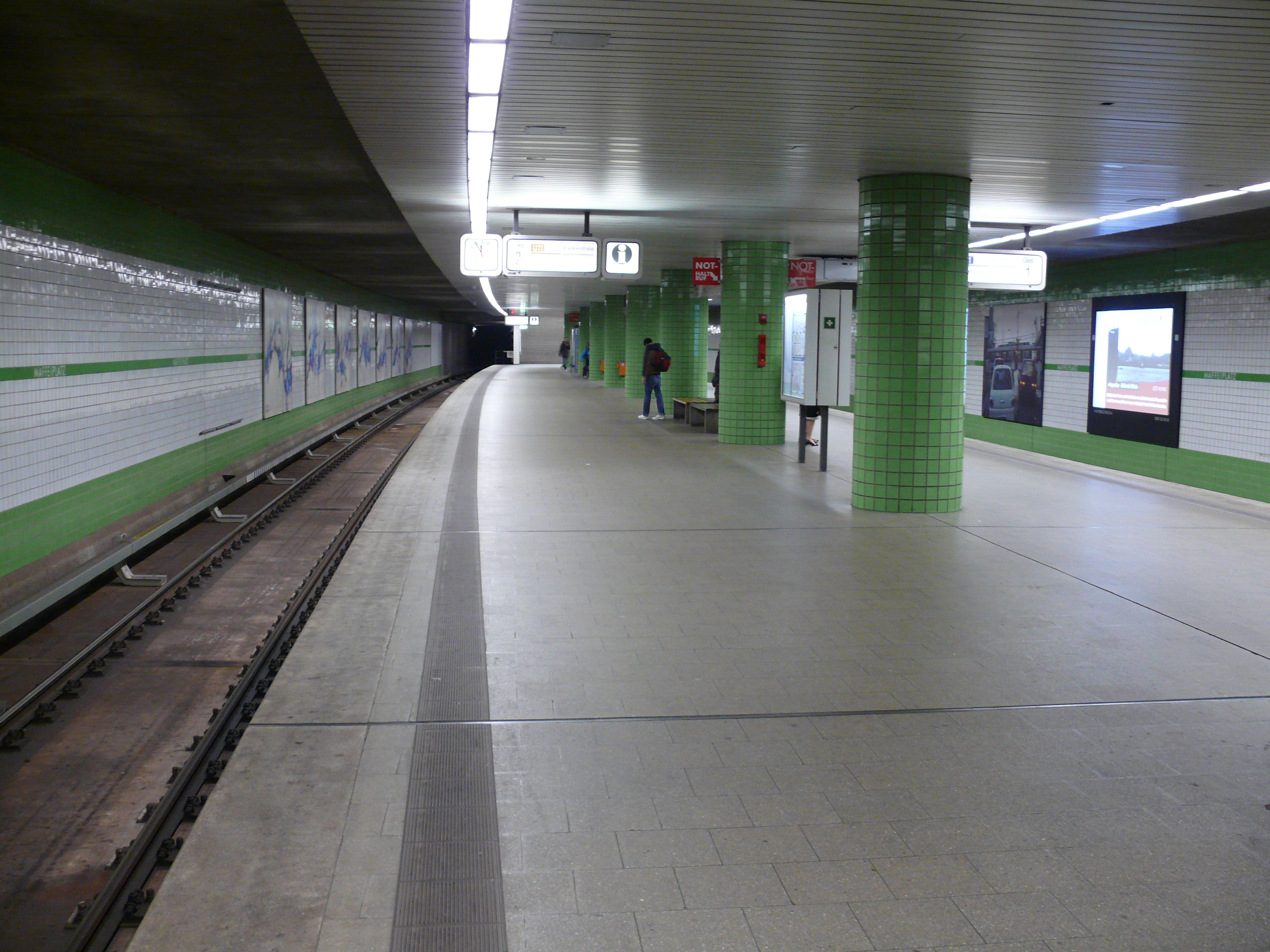
Maffeiplatz (1975)
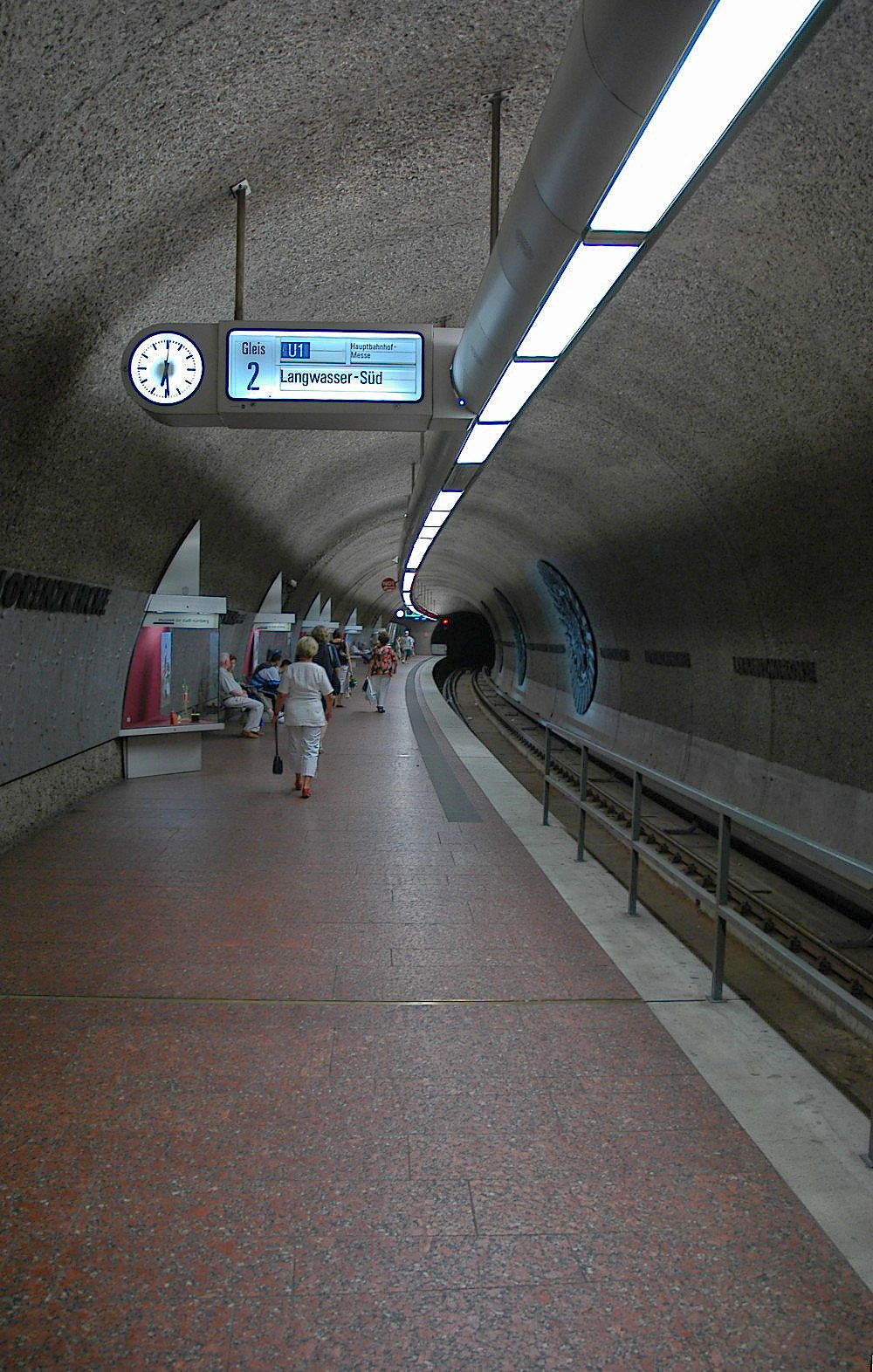
Lorenzkirche (1978)
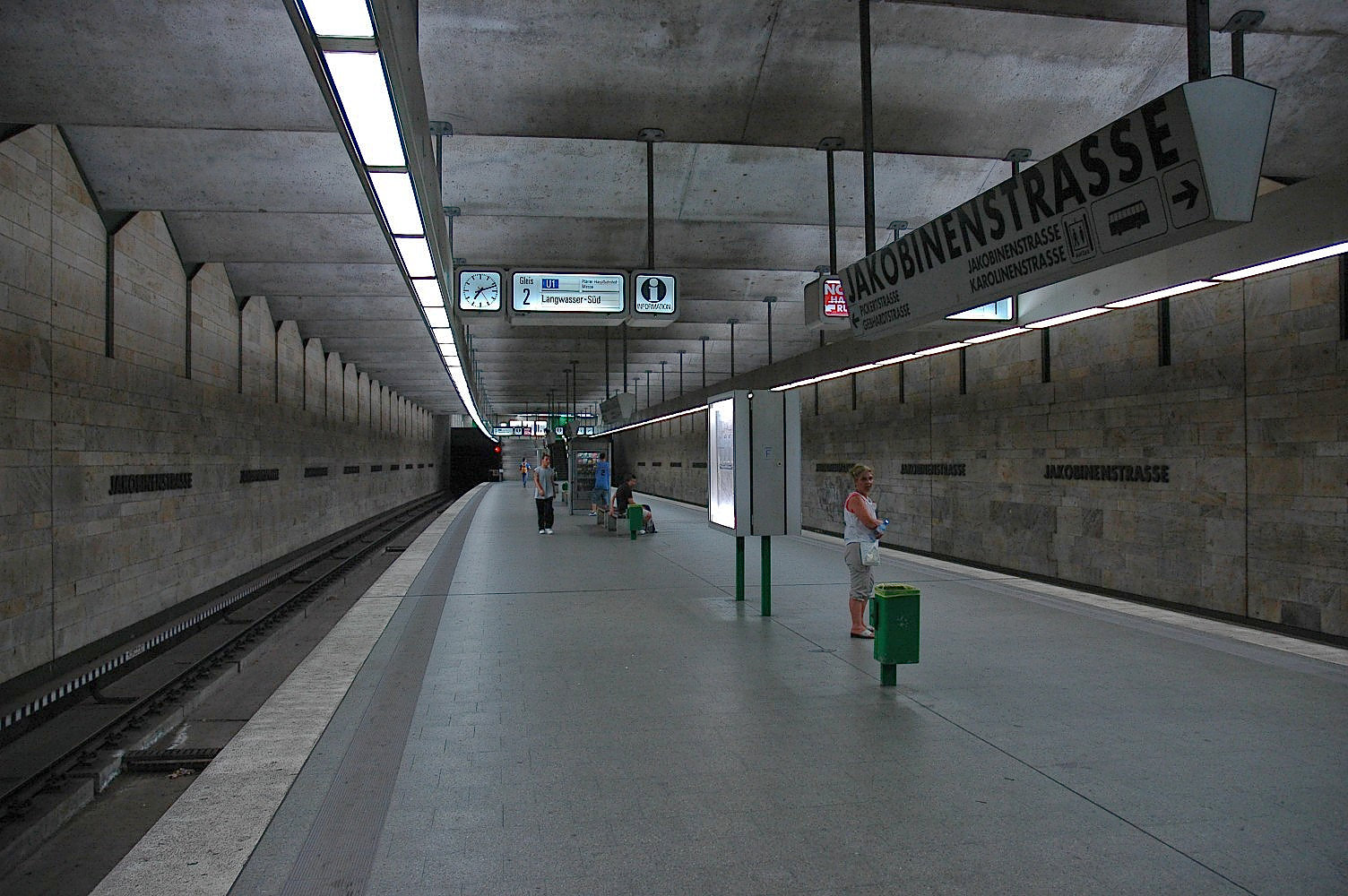
Jakobinenstraße (1982)
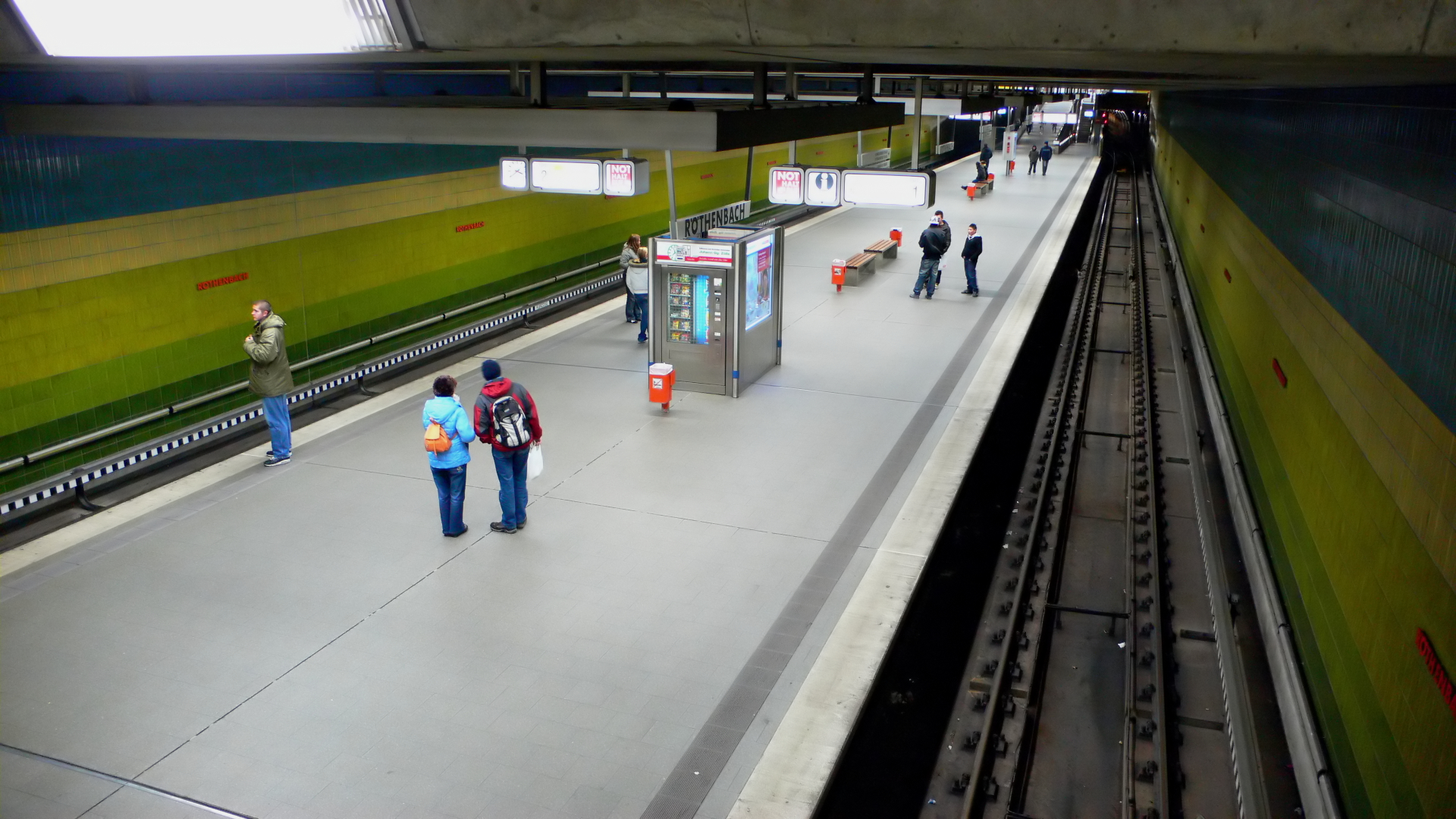
Röthenbach (1986)
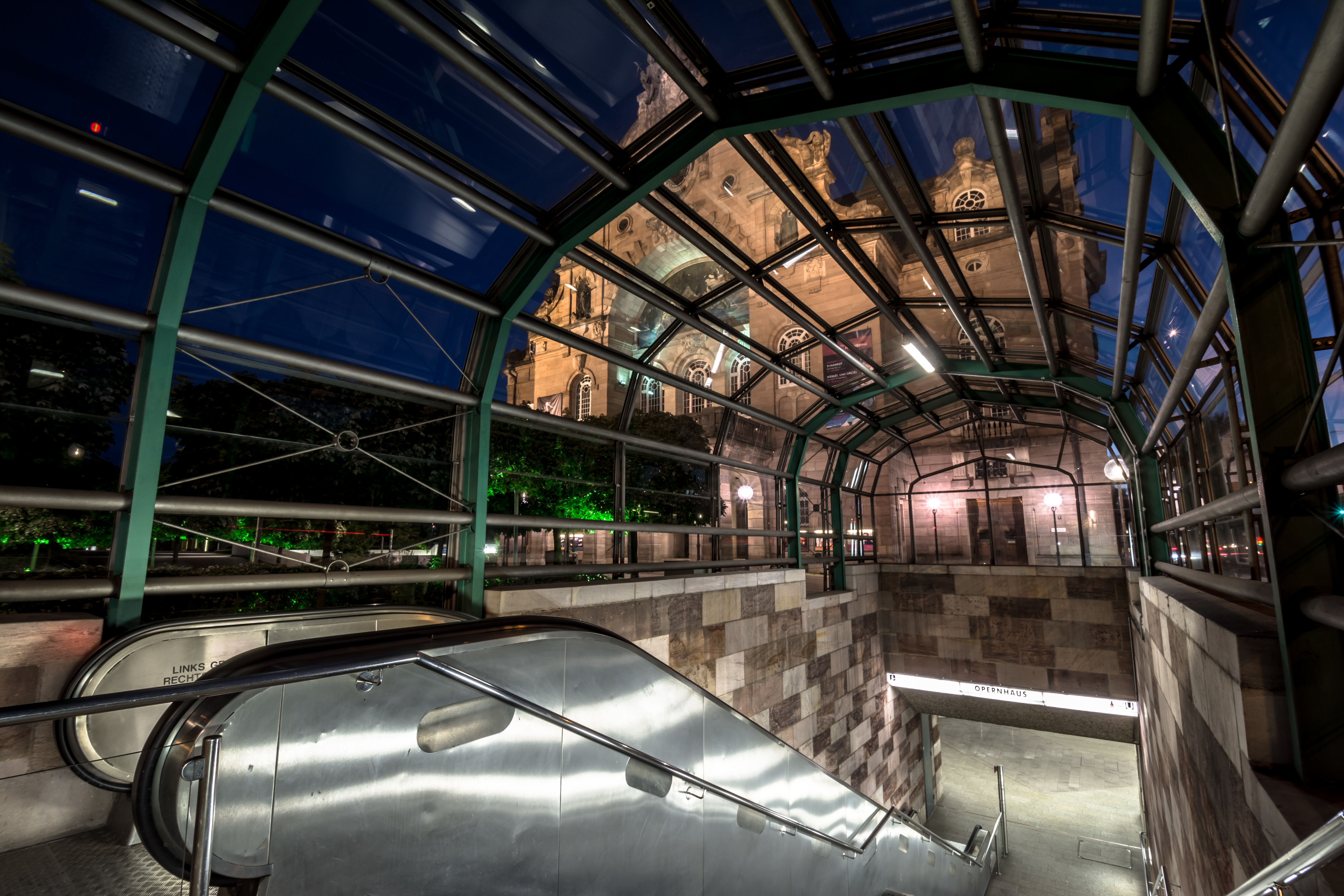
Opernhaus (1988)
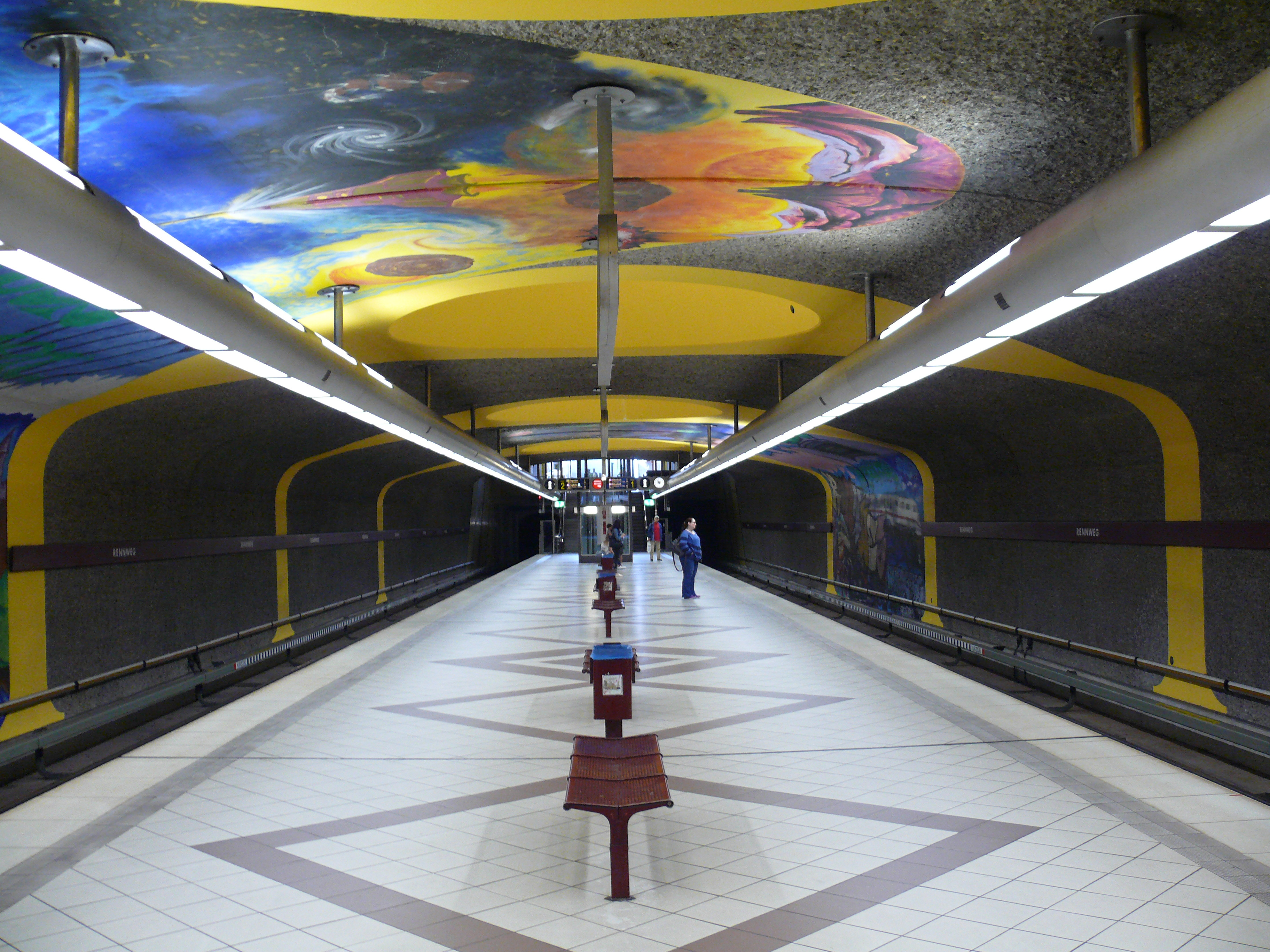
Rennweg (1993)
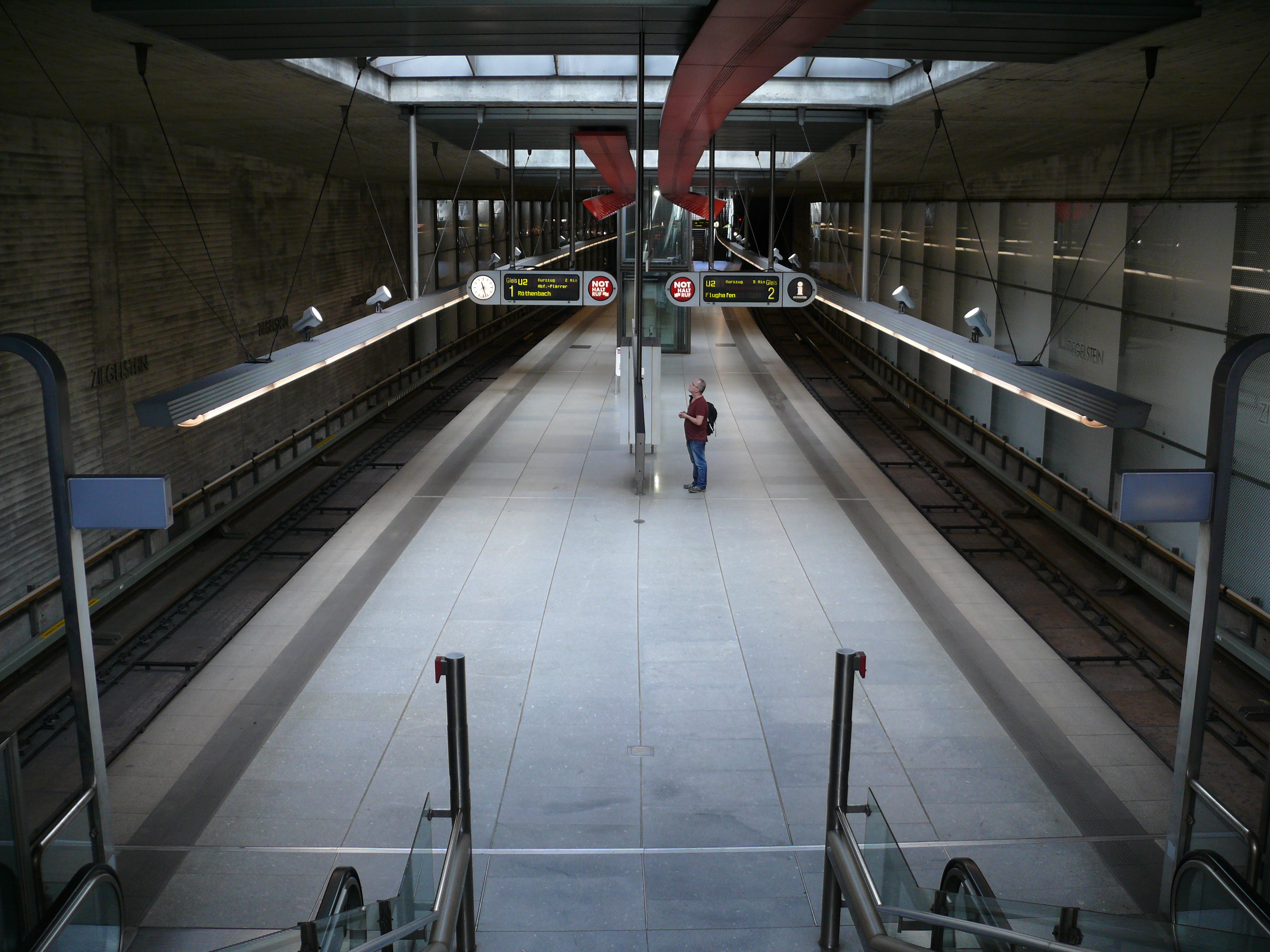
Ziegelstein (1999)
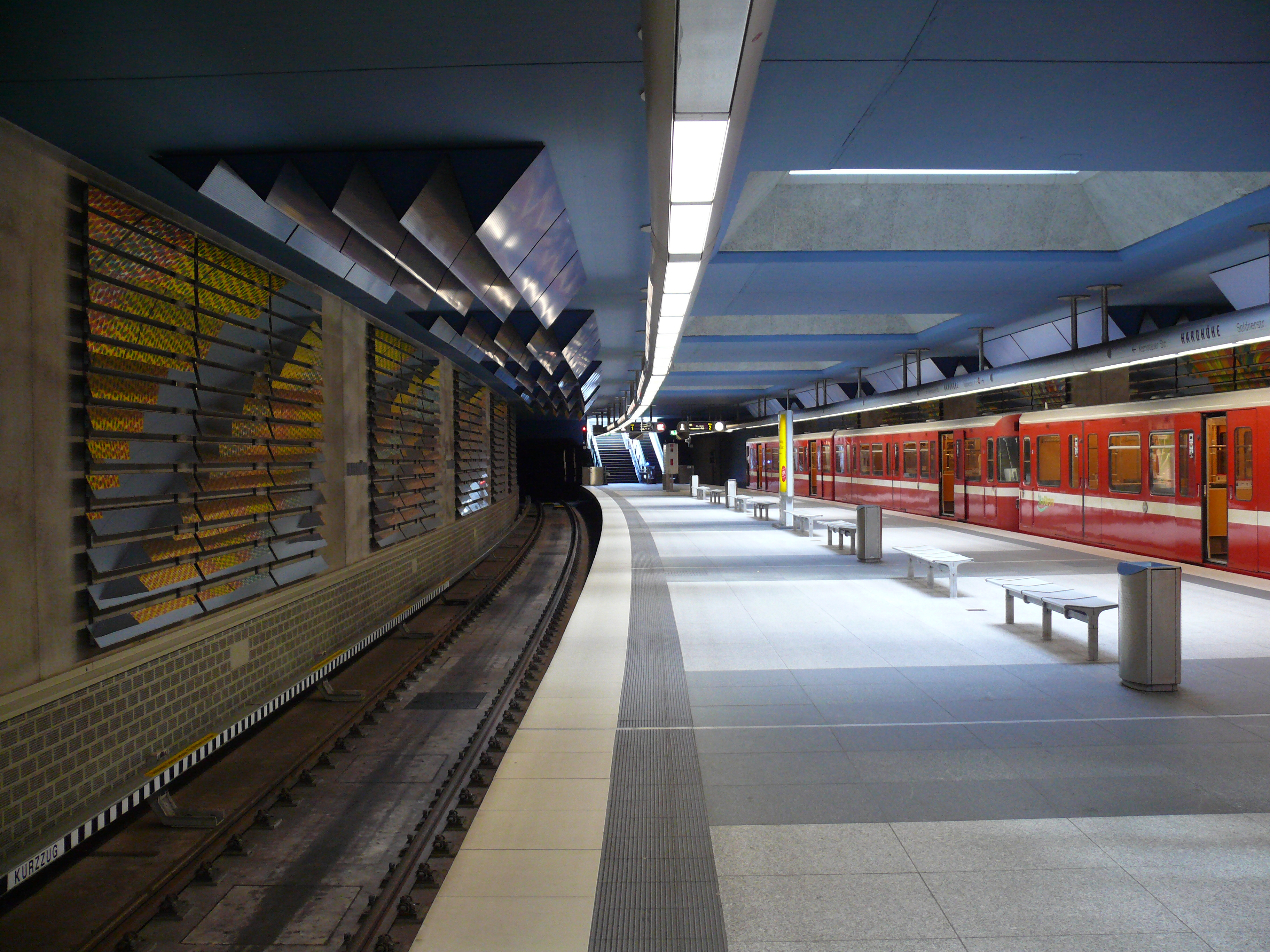
Hardhöhe (2007)
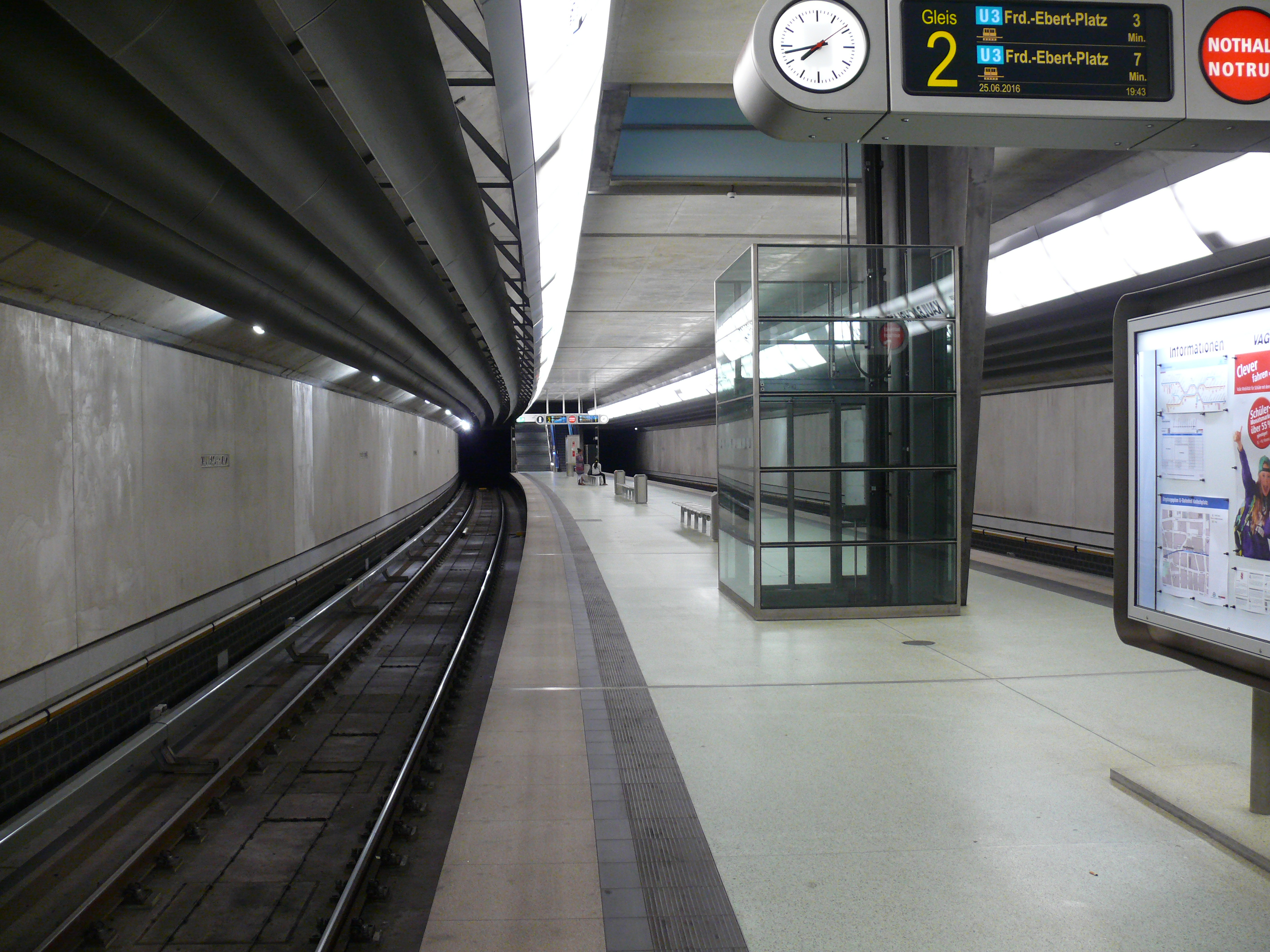
Kaulbachplatz (2011)
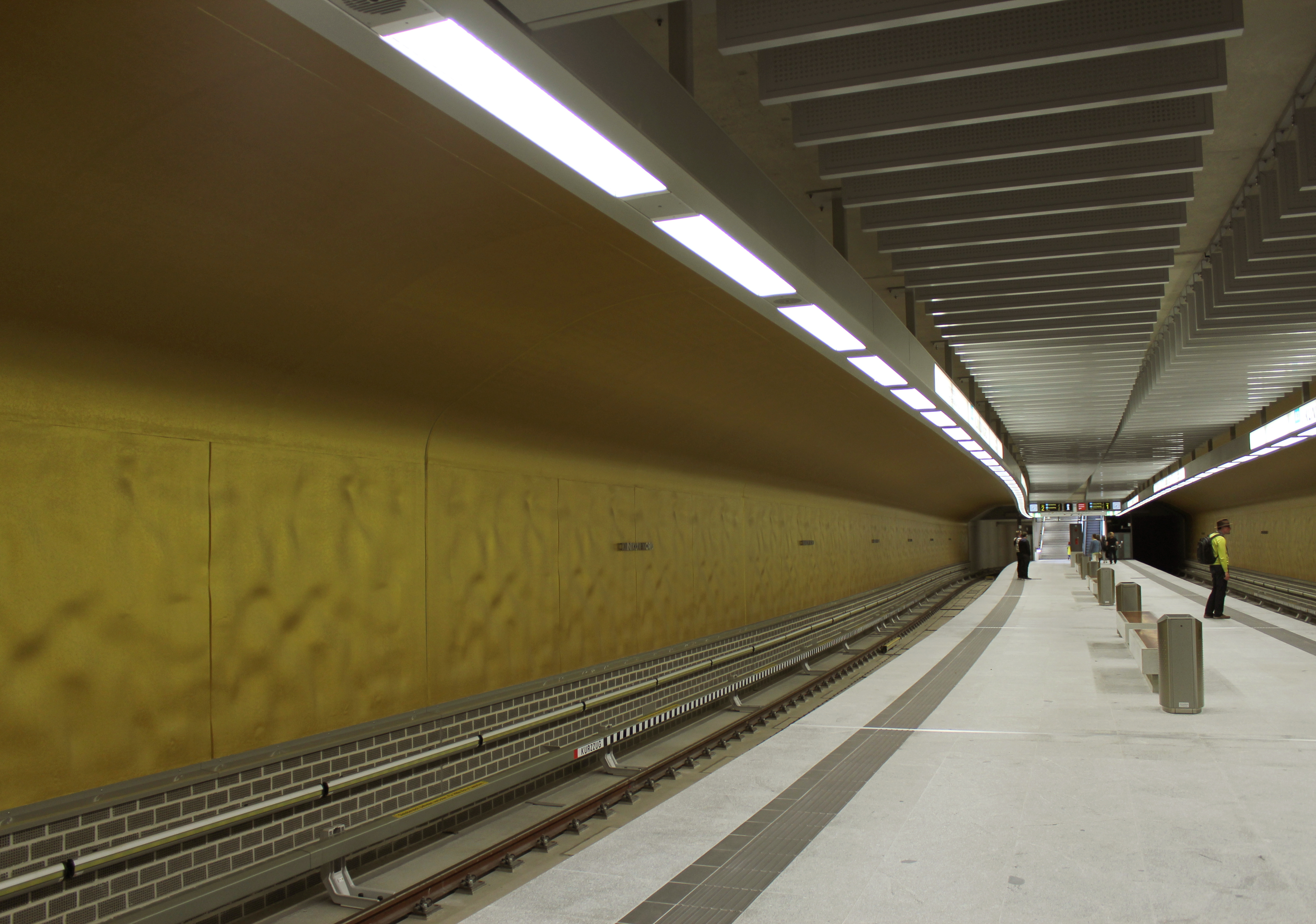
Klinikum Nord (2017)

### Orange Kacheln

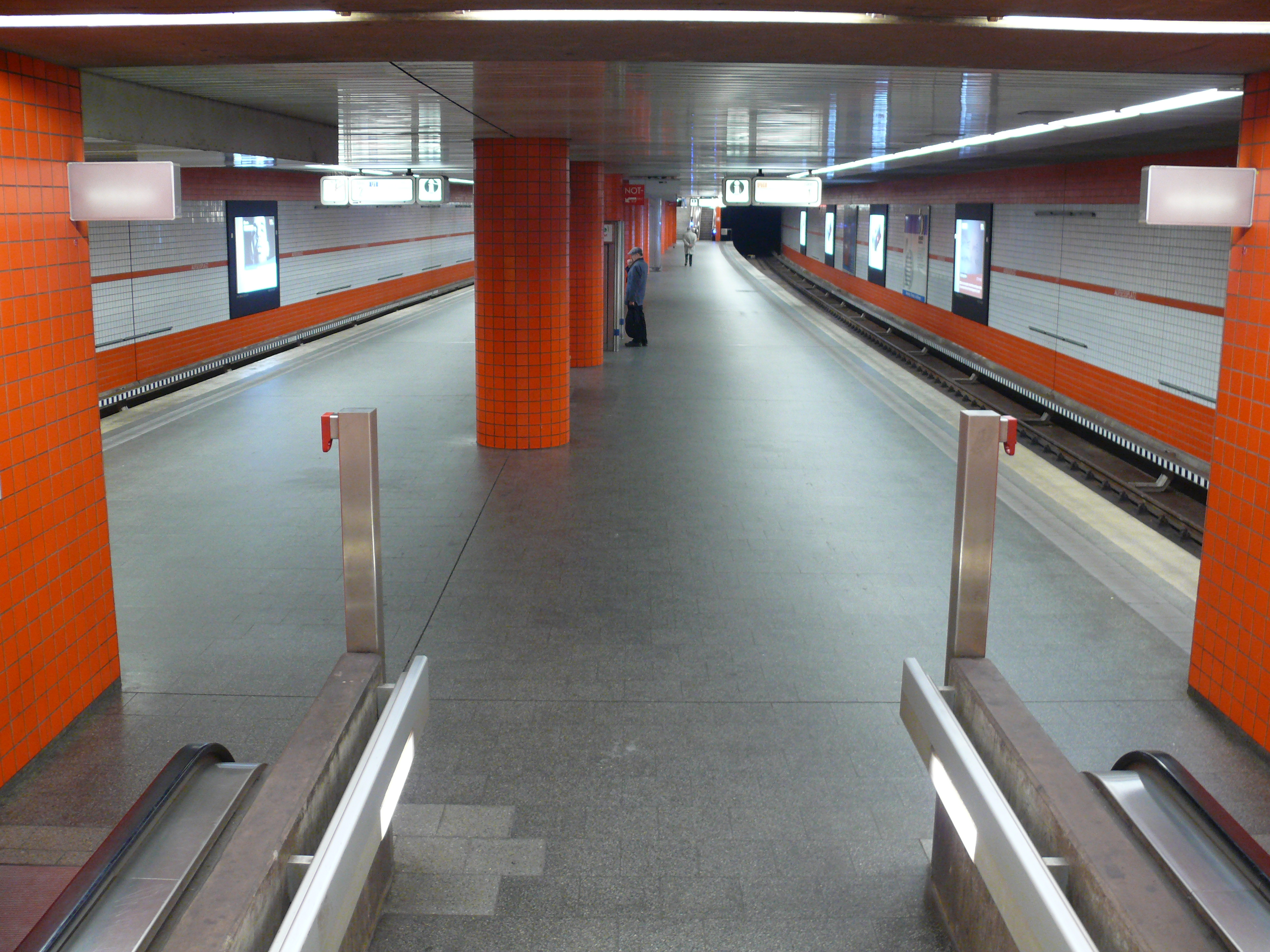
Der als Kreuzungspunkt vorgesehene U-Bahnhof Aufseßplatz mit orangen Kacheln

Im Zuge der Grundnetzplanungen waren mehr Stammstrecken als die beiden letztlich realisierten geplant. Den Fahrgästen sollte dabei schon optisch vermittelt werden, dass ein Bahnhof als Knotenpunkt mehrerer Hauptlinien dient. Dafür entschied man sich, orange Kacheln in das Design jener Bahnhöfe aufzunehmen, an welchen der Umstieg zwischen Hauptlinien geplant war. Als erster Bahnhof wurde damit der U-Bahnhof Aufseßplatz entsprechend gestaltet, an welchem aktuell nur die U1 hält und eine Kreuzung mit der dritten Stammlinie vorgesehen war. Anschließend wurden orange Kacheln auch bei den Umsteigeknoten Hauptbahnhof und Plärrer verbaut, in welchen alle Linien der U-Bahn halten. Auch im 21. Jahrhundert wurde der Gedanke fortgeführt und der Bahnhof Friedrich-Ebert-Platz mit orangen Kacheln versehen, da nach wie vor Pläne existieren, hier eine weitere Stammlinie die heutige U3 kreuzen zu lassen.

### Kunst

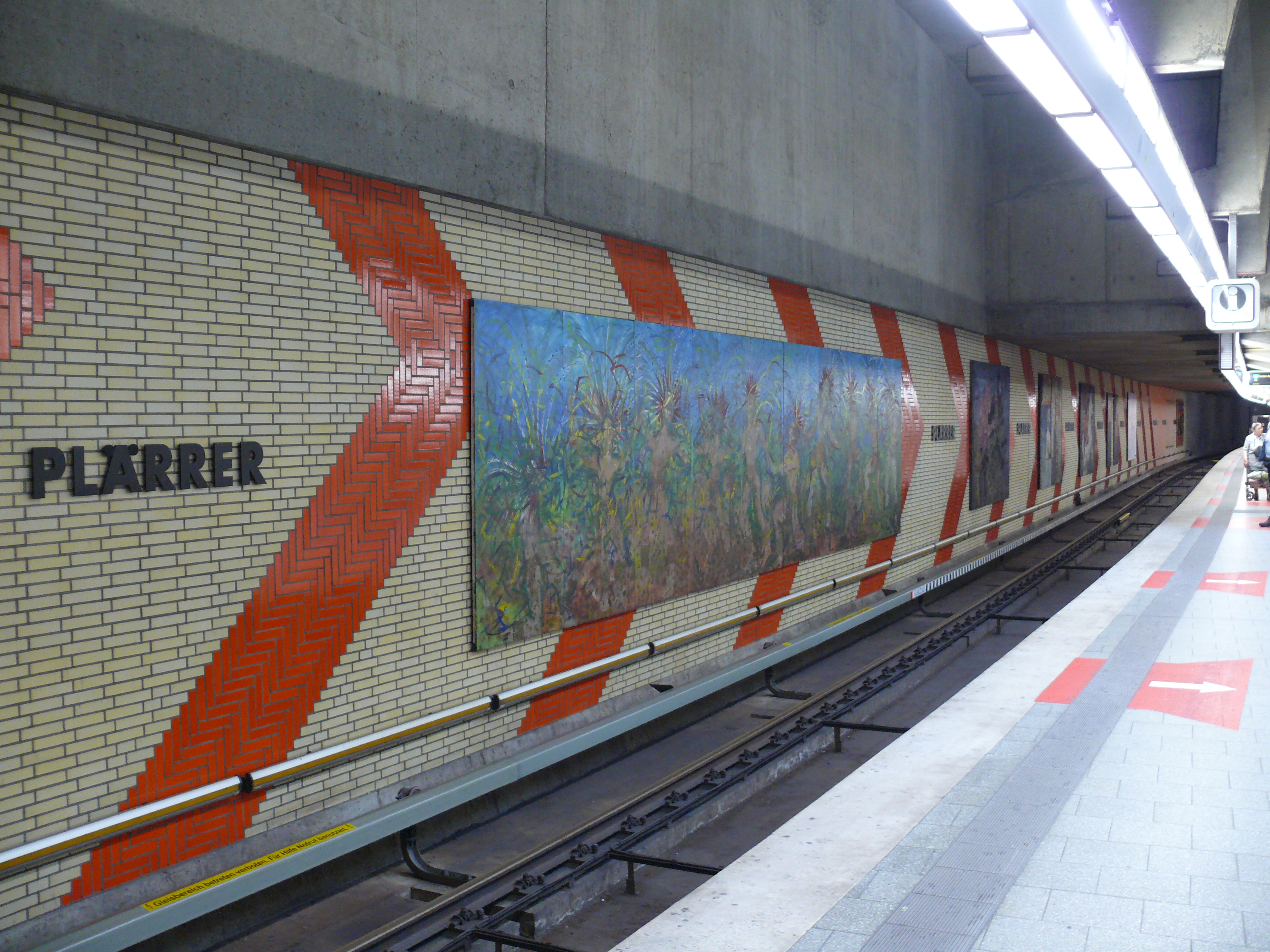
Werke der Internationalen Galerie am Plärrer

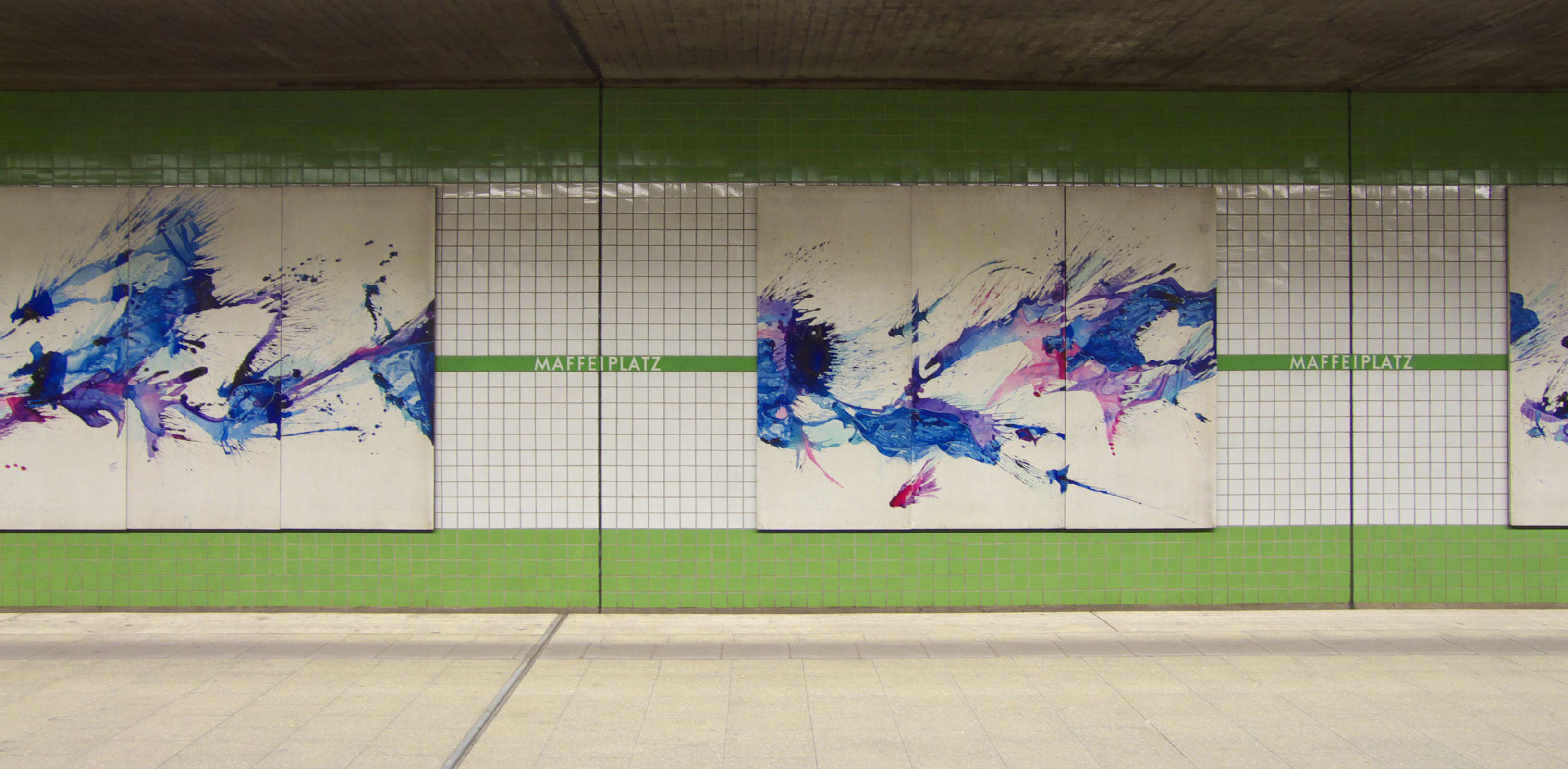
Wandbild Welle von Dieter Erhard am Maffeiplatz

Im U-Bahnhof Plärrer befindet sich die vom Nürnberger Künstler Dieter Erhard geschaffene Internationale Galerie, die laut der Fachzeitschrift Presencias die größte Bildsammlung mexikanischer Wandmalerei in Europa darstellt. Die sowohl von Meistern als auch Studierenden geschaffenen 15 großformatigen Wandbilder und 28 kleineren Werke befinden sich sowohl an den Bahnsteigen selbst als auch im Durchgang des Verteilergeschosses Richtung Plärrerhochhaus. Darüber hinaus gestaltete Dieter Erhard 1996 mit dem 24 Meter langen Wandbild Welle den U-Bahnhof Maffeiplatz.
Seit dem 15. Oktober 2007 erinnert die Stadt Nürnberg am Plärrer mit dem Zwangsarbeiter-Mahnmal „Transit“ des Münchener Bildhauers Hermann Pitz an das Schicksal der Zwangsarbeiter während des Zweiten Weltkrieges, die oberirdische kuppelartige Skulptur wird mit einem Kegel im Verteilergeschoss des U-Bahnhofs fortgesetzt. Der Plärrer wurde als Standort gewählt, da sich hier die Zwangsarbeiter an einer Wartehalle mit Imbissstube unauffällig treffen konnten.
In den U-Bahnhöfen Bärenschanze, Gostenhof, Maffeiplatz und Frankenstraße befanden sich von Mitte November 2007 bis zum 15. März 2008 drei mal vier Meter große Fotocollagen des französischen Künstlers j-rom und seines Teams. Das interkulturelle Kunstprojekt besteht aus vier Bildcollagen mit eingearbeiteten literarischen Rätselfragen in deutscher, französischer, japanischer und chinesischer Sprache, wobei diese Rätsel nicht gelöst werden sollen, sondern als Anregung zu einem kreativen Umgang mit ungewohnten Aufgaben dienen und Lust zur eigenen Weiterbildung machen sollen.
Im Rahmen des SommerNachtFilmFestivals diente bereits der U-Bahnhof Plärrer als Spielort.
Im Februar 2021 wurde das Projekt Radius der Künstlerin Marga Leuthe im Zwischengeschoss des U-Bahnhofs Plärrer installiert. Bei diesem sollen mittels typographischer Umsetzung die Gedanken und Gefühle der ansässigen Menschen im öffentlichen Raum sichtbar gemacht werden. Das Projekt ging beim OpenCall des Nürnberger Bewerbungsbüro für die Kulturhauptstadt 2025 im Jahr 2019 als eines der Gewinner hervor und soll zunächst drei Monate sichtbar sein.
Der U-Bahnhof Flughafen hat seit Eröffnung ein Mosaik von Toni Burghart (1928–2008) an der Wand hinter dem nördlichen Gleis. Nach der Umbenennung des Flughafens zum „Albrecht Dürer Airport“ kamen 2016 an der südlichen Hintergleiswand Reproduktionen von Dürer-Werken hinzu.

## Fahrzeuge
Die Fahrzeuge der Nürnberger U-Bahn fahren auf Normalspur-Gleisen (1435 mm Spurweite) und mit einer Betriebsspannung von 750 Volt Gleichspannung. Die Stromaufnahme erfolgt im Normalbetrieb über an den führerstandsnahen Drehgestellen angebrachte Stromabnehmer, die die Stromschiene von unten bestreichen. Zusätzlich verfügen alle Fahrzeuge (mit Ausnahme der aus München zugekauften und geliehenen Typ-A-Garnituren) über einen Hilfsstromabnehmer zwischen den Wagen, der bei Werkstattaufenthalten eingesetzt wird, da in den Hallen aus Sicherheitsgründen eine Oberleitung verwendet wird. Die streckenbezogene Höchstgeschwindigkeit beträgt im Fahrbetrieb 80 km/h und im Rangierbetrieb 30 km/h.

### Personenfahrzeuge
Der Fahrzeugpark besteht aus insgesamt 85 Zügen der zwei Nürnberger Baureihen DT3 und G1. Zwei miteinander fest gekuppelte Wagenhälften werden als Doppeltriebwagen (DT), ein Doppeltriebwagen als Kurzzug und zwei Doppeltriebwagen als Langzug bezeichnet. Längere Einheiten können wegen der begrenzten Bahnsteiglänge von 90 Metern nicht gebildet werden. Seit 2019 sind die ersten vierteiligen Gliederzüge der Baureihe G1 Teil des Fahrzeugparks.
Seit 2022 befinden sich alle 35 Züge des Typs G1 im Einsatz.
| Fahrzeugdaten    | DT1                                             | DT2                         | Typ A                       | DT3             | DT3-F               | G1                              |
| ---------------- | ----------------------------------------------- | --------------------------- | --------------------------- | --------------- | ------------------- | ------------------------------- |
| Einsatz          | Ausgemustert                                    | Ausgemustert                | Ausgemustert                | in Betrieb      | in Betrieb          | in Betrieb                      |
| Hersteller       | AEG, MAN, Siemens                               | Adtranz, Siemens            | MAN, O&K, Rathgeber, WMD    | Siemens         | Siemens             | Siemens                         |
| Länge            | 37,15 m                                         | 37,55 m                     | 37,15 m                     | 38,36 m         | 38,36 m             | 75,41 m                         |
| Breite           | 2,9 m                                           | 2,9 m                       | 2,9 m                       | 2,9 m           | 2,9 m               | 2,9 m                           |
| Höhe             | 3,53 m                                          | 3,55 m                      | 3,55 m                      | 3,58 m          | 3,58 m              | 3,58 m                          |
| Leergewicht      | 52,5 t                                          | 54,5 t                      | 51,6 t                      | ca. 62 t        | ca. 64 t            | 124,5 t                         |
| Sitz-/Stehplätze | 98/192                                          | 82/208                      | 98/192                      | 82/238          | 72/216              | 128/476                         |
| Gesamtkapazität  | 290                                             | 290                         | 290                         | 320             | 288                 | 605                             |
| Anzahl           | - (ehemals 64)                                  | – (ehemals 12)              | - (ehemals 6)               | 32              | 14                  | 35                              |
| Baujahre         | 1970–1984                                       | 1993                        | 1970/1971                   | 2004–2007       | 2010/2011           | 2018–2022                       |
| Betriebsnummern  | 401/402–403/404 429/430–445/446 449/450–527/528 | 529/530–551/552             | 561/562–571/572             | 701/702–763/764 | 765/766–791/792     | 401/402/403/404–537/538/539/540 |
| Einsatzgebiet    | U1 (bis 2023) U2 (bis 2010)                     | U1 (bis 2022) U2 (bis 2010) | U1 (bis 2009) U2 (bis 2009) | U2 U3           | U1 (bis 2022) U2 U3 | U1                              |

#### Typ DT1

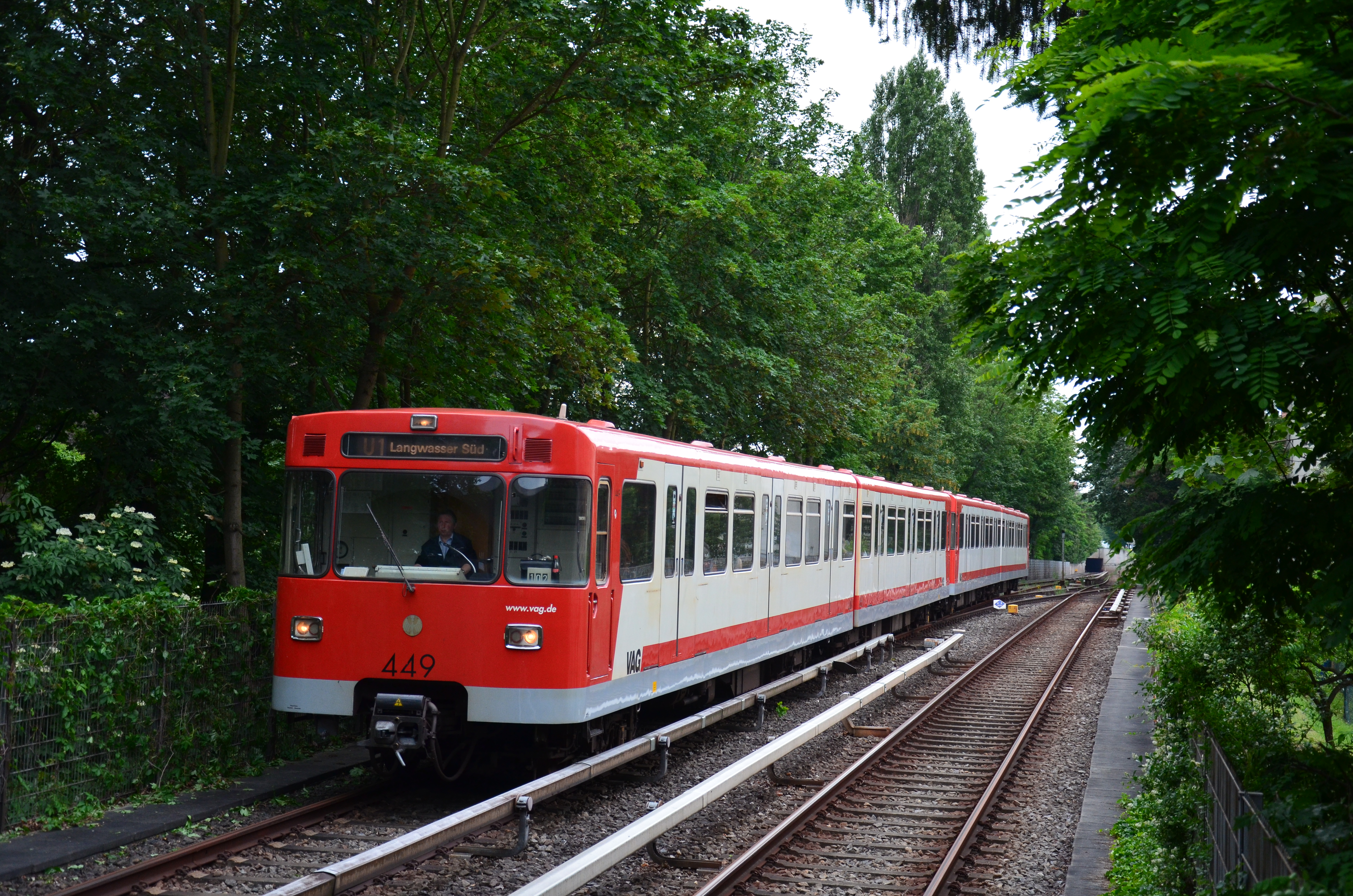
Typ DT1

Die Fahrzeuge wurden zwischen 1970 und 1984 in sechs Serien beschafft. Die ersten 32 Fahrzeuge (401/402–463/464) wurden mit Gleichstromtechnik, die restlichen 32 Fahrzeuge (465/466–527/528) mit Drehstromtechnik geliefert, jedoch sind alle Fahrzeuge untereinander mechanisch und elektrisch kuppel- und fahrbar. Für den Fahrgast sichtbare Unterschiede zwischen den einzelnen Serien gibt es in der Anordnung der Haltestangen im Türbereich und im Einbau von Fenstern an der Verbindung von zwei Wagenhälften (ab Wagennummer 449/450).
Die anfangs noch vorhandenen Armlehnen wurden auf Grund von Vandalismus nach und nach ausgebaut. Weitere sichtbare Umbaumaßnahmen an den Fahrzeugen betreffen die Lackierung in den neuen VAG-Farben oder den Einbau von Notsprechanlagen. Im Zuge der Beschaffung der DT3-Triebzüge wurden mit Ausnahme der ersten Serie (401/402–427/428) alle DT1-Züge mit Türspaltüberwachung, Videoüberwachung im Fahrzeug, digitaler Haltestellenansage und einer optischen und akustischen Türschließankündigung nachgerüstet.
Der DT 447/448 wurde 1983 nach einem Brand ausgemustert.
Die Wagen der ersten Bauserie (Wagen 405/406–427/428) wurden mit Ausnahme der als Museumsfahrzeuge vorgesehenen DT-Einheiten 401/402 und 403/404 im Jahr 2010 ausgemustert und verschrottet. Die zweite Bauserie wurde 2012 bis auf die Doppeltriebwagen 433/434 und 443/444, die sich zum damaligen Zeitpunkt noch im Fahrgastbetrieb befanden, außer Betrieb genommen und verschrottet.
Die letzten Fahrgasteinsätze der DT1 im regulären Verkehr fanden am 14. Januar 2023 statt. Zwei DT1, 587/588 (ehemals 443/444) und 575/576 (ehemals 523/524), bleiben als Museumsfahrzeuge erhalten. Wagen 515/516 wurde verkauft und wird privat museal erhalten.

#### Typ DT2

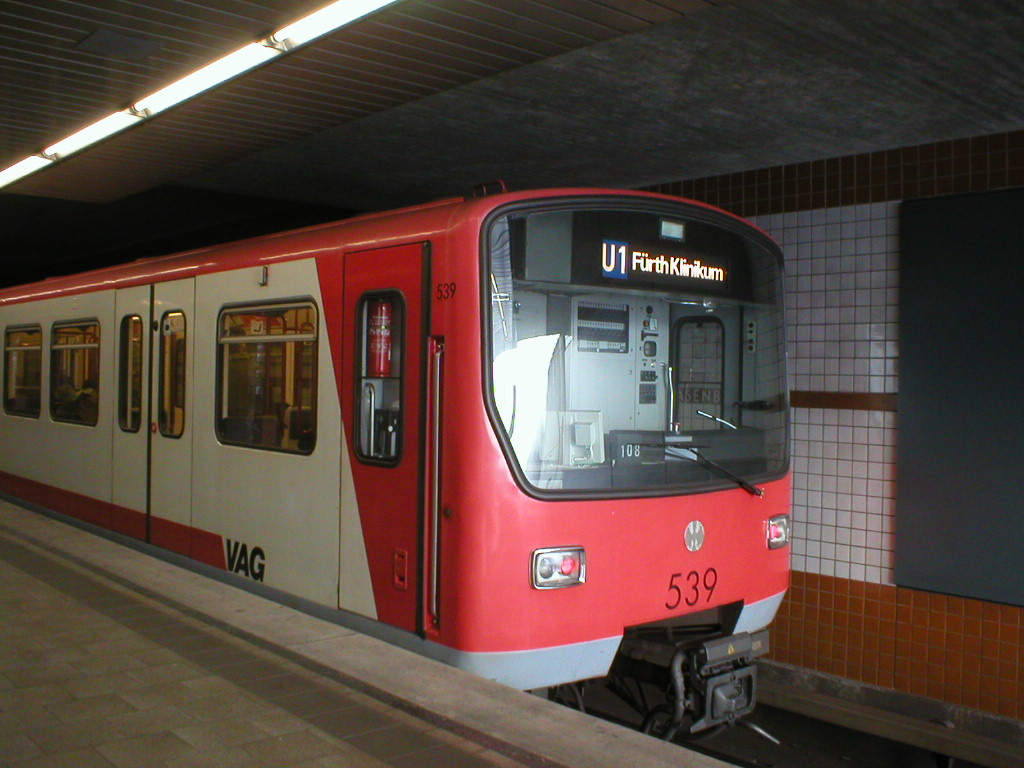
Typ DT2

Mit Eröffnung der U2 bis Schoppershof im Jahr 1993 war der bis dahin bestehende Fuhrpark an Wagen des Typs DT1 nicht mehr ausreichend, und es bestand bei der VAG Bedarf an weiteren Fahrzeugen. Da die letzte DT1-Lieferung schon fast zehn Jahre zurücklag und die Fahrzeugtechnik weiterentwickelt wurde, sahen die Verkehrsbetriebe von der Beschaffung einer weiteren Serie ab und entwickelte einen neuen Fahrzeugtyp, der als DT2 bezeichnet wird.
Er wurde ab 1993 in einer Serie von zwölf Fahrzeugen beschafft und unterscheidet sich vom DT1 außer in der Antriebstechnik (Gleichstromsteller) und der Fahrzeuggestaltung (durchgehende Frontscheibe, neues Farbschema) noch durch eine geänderte Innenraumgestaltung (Einzelschalensitze, Plätze für Rollstuhlfahrer), elektrisch zu öffnende Türen, eine digitale Haltestellenansage und eine Notsprechanlage zum Fahrer. Der DT2 wurde ebenso wie der DT1 mit Türspaltüberwachung, Videoüberwachung im Fahrzeug und einer optischen und akustischen Türschließankündigung ausgerüstet.
Im Rahmen der Jubiläumsfeierlichkeiten „50 Jahre U-Bahn Nürnberg“ am 30./31. Juli 2022 erfolgten die letzten Fahrten der DT2 im Fahrgasteinsatz. 11 von 12 Fahrzeugen dieser Reihe sind mittlerweile verschrottet worden.

#### Typ DT3 / DT3-F

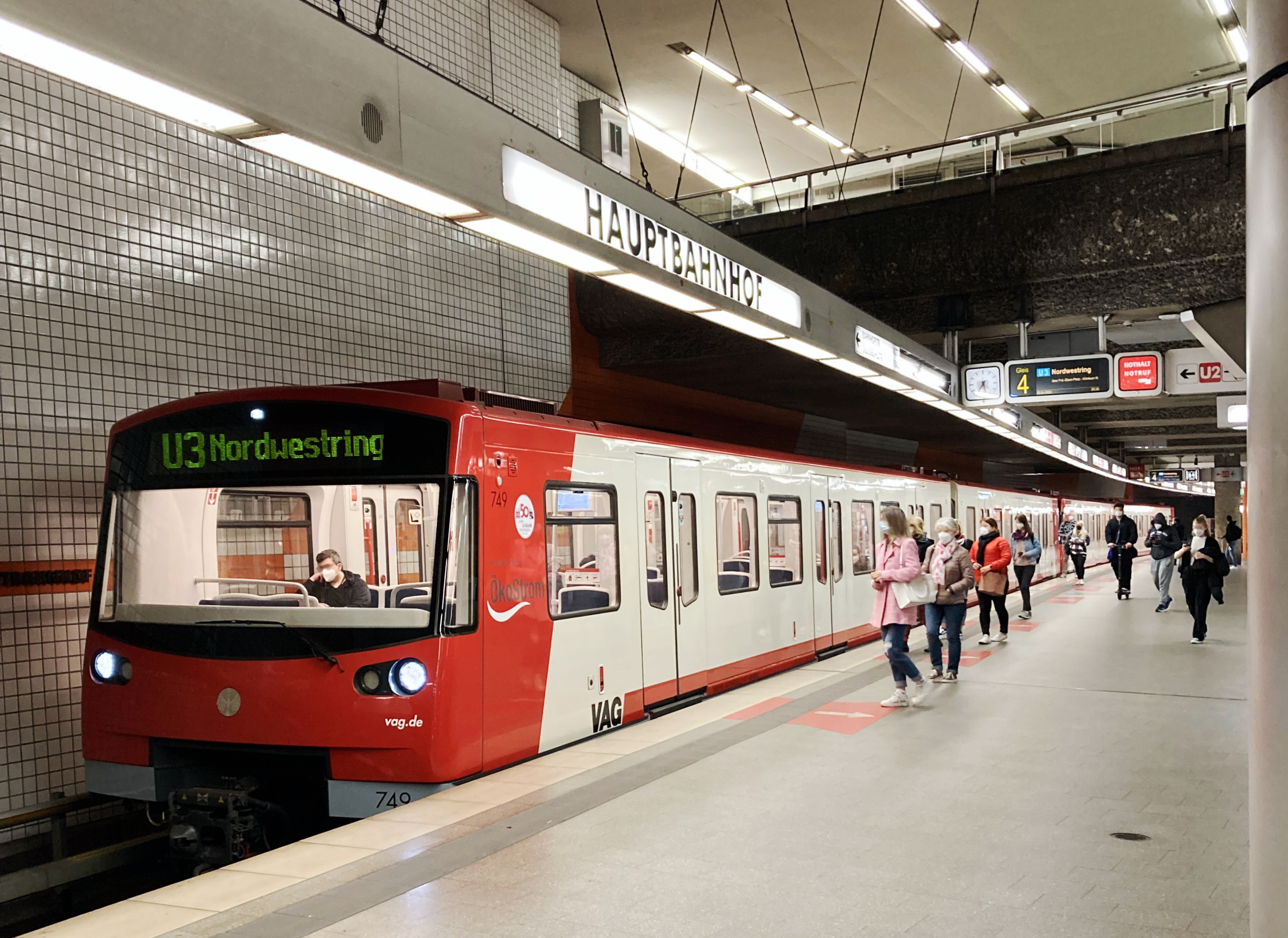
Typ DT3

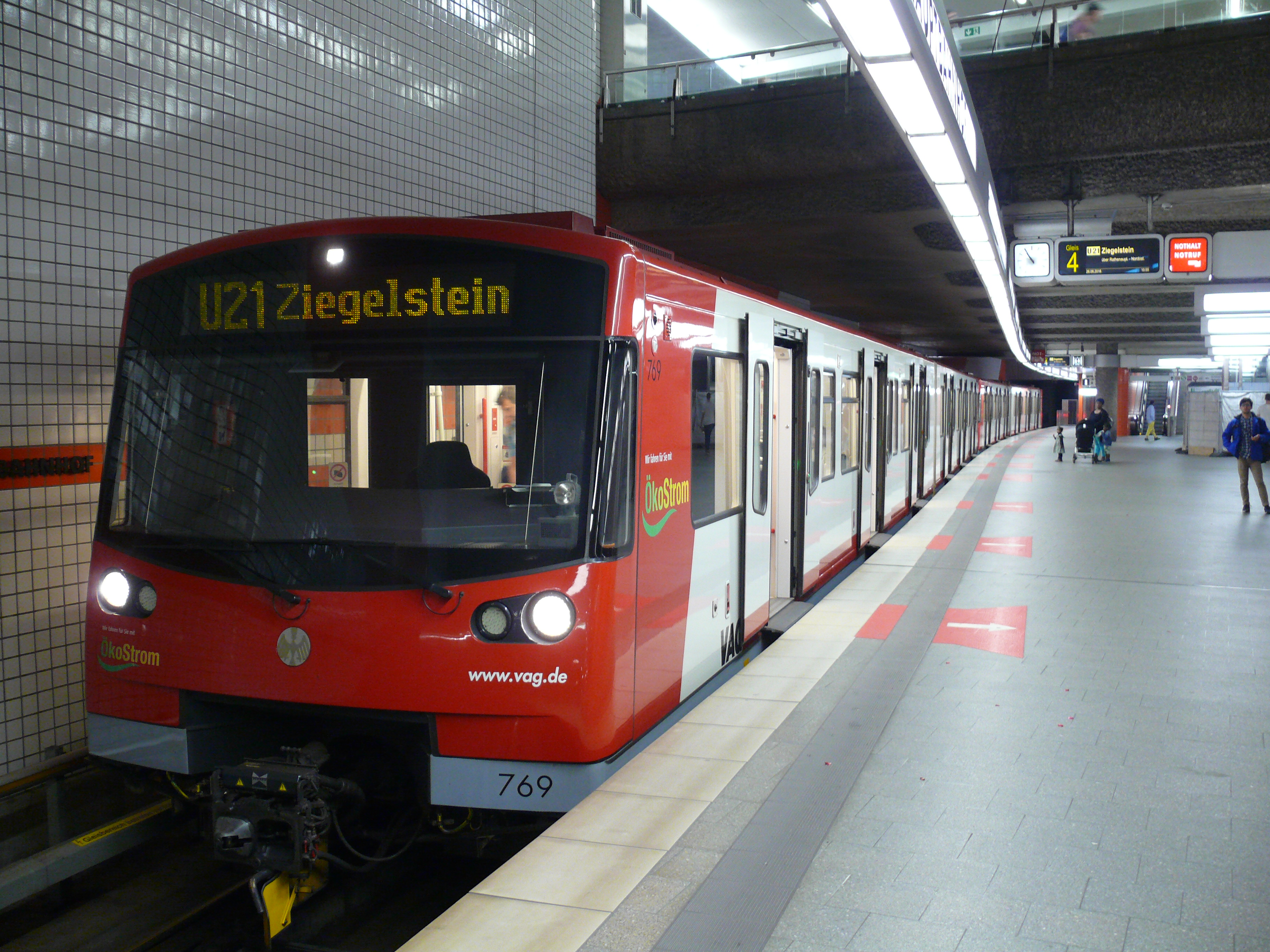
Typ DT3-F

Durch den Bau der U3 und den Entschluss, diese Linie automatisch zu betreiben, war es erneut notwendig geworden, neue Fahrzeuge zu beschaffen. Diese ab 2004 ausgelieferten und als DT3 bezeichneten Züge weisen wie schon der DT2 zum DT1 diverse Neuerungen und Verbesserungen auf. So verfügen die Züge erstmals über eine durchgehende Verbindung der Wagenhälften, ein Mehrzweckabteil mit Klappsitzen an den Wagenübergängen, Videoüberwachung des Fahrgastraums, eine optische und akustische Türschließankündigung sowie eine Spaltüberbrückung an den Türen.
Das auffälligste Merkmal des DT3 ist die fehlende Fahrerkabine am Wagenende, die durch Stehplätze mit Ausblick auf die Strecke ersetzt wurde. Um Überführungs-, Profilprüf-, Störungs- oder Schutzfahrten durchführen zu können, befinden sich an den Wagenenden Notfahrpulte, die für den Fahrgast nicht zugänglich sind.
Der in den Jahren 2010 bis 2011 beschaffte Baureihen-Typ DT3-F entspricht technisch dem Typ DT3, hat aber einen Führerstand eingebaut, um auch im manuellen Fahrbetrieb auf der Linie U1 eingesetzt werden zu können. Im Zuge der Einführung der Baureihe G1 wurde die Baureihe DT3-F von der U1 abgezogen.

#### Typ A

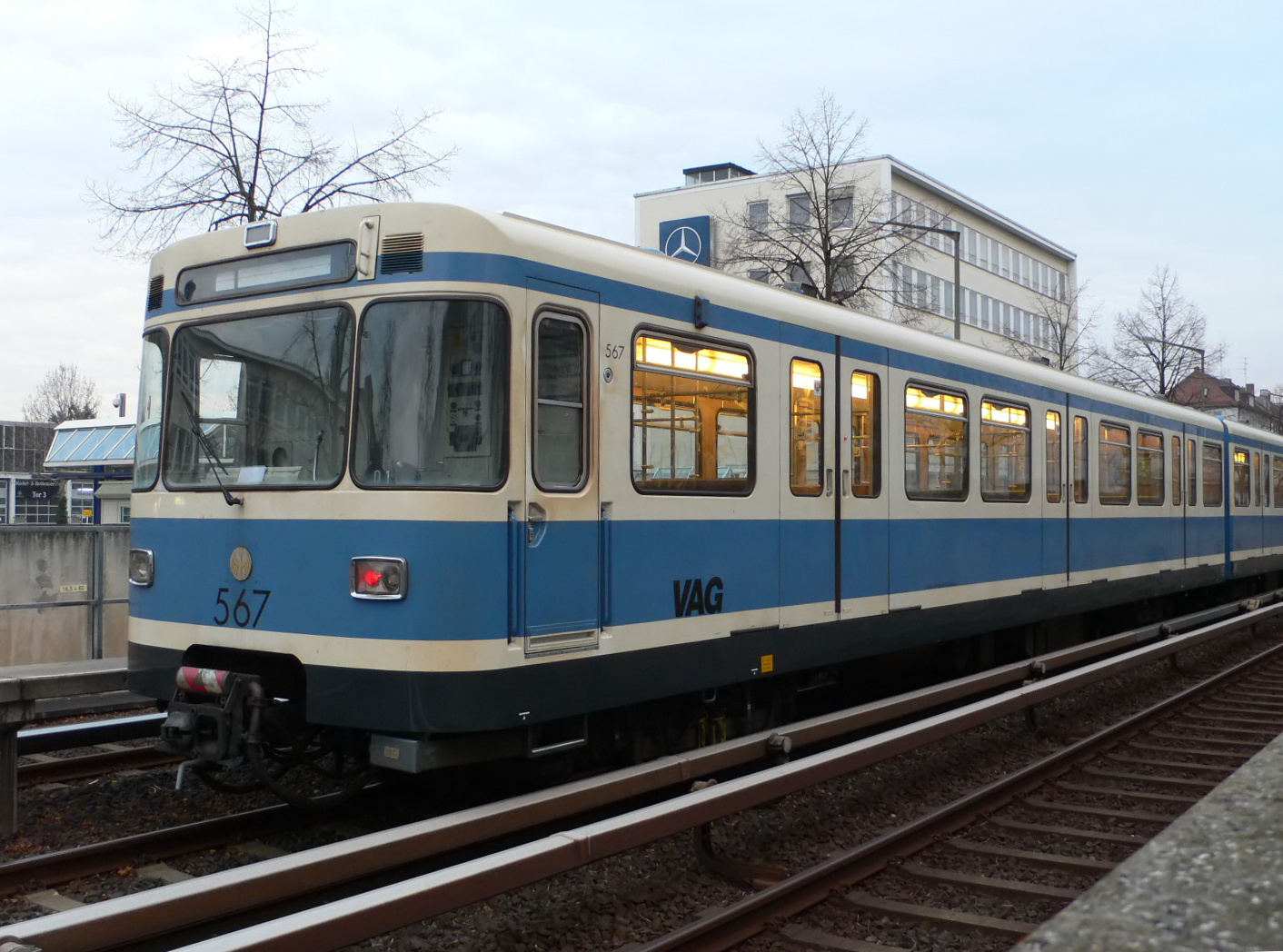
Typ A

Eine Besonderheit bilden die im Jahr 2003 den Münchner Verkehrsbetrieben abgekauften sechs Züge des Münchner Typs A, da nach der Eröffnung der U1 bis Stadthalle und der U2 bis Flughafen bei der VAG Fahrzeugmangel herrschte.
Ein gegenseitiges Ausleihen von Fahrzeugen zwischen den Münchner und Nürnberger Verkehrsbetrieben hatte es schon in der Anfangszeit der beiden U-Bahnen gegeben, als beispielsweise Nürnberger Fahrzeuge bei den Olympischen Spielen 1972 in München und Münchener Fahrzeuge beim Christkindlesmarkt 1978 in Nürnberg fuhren. Die eingesetzten Züge wurden nach ihrem Einsatz mit dem Wappen der jeweils anderen Stadt versehen, haben diese Wappen zwischenzeitlich durch Umlackierungen aber größtenteils wieder verloren. Die Nürnberger und Münchener Fahrzeuge können wegen verschiedener Umbauten an den Fahrzeugen nur noch mechanisch verbunden, aber nicht mehr frei gekuppelt werden. Diese Einschränkung verhindert einen gemischten Einsatz im Fahrgastbetrieb; die mechanische Verbindung genügt für Schlepp- oder Überführungsfahrten.
Im September 2006 wurden wegen Wartungsarbeiten an den DT2 kurzfristig vier weitere Typ-A-Einheiten für zunächst ein halbes Jahr aus München ausgeliehen, womit sich insgesamt zehn Doppeltriebwagen des Typs A in Nürnberg befanden: die VAG-eigenen Züge mit den Wagennummern 561/562 bis 571/572 sowie die unter Münchner Wagennummern disponierten Züge 6103/7103, 6104/7104, 6108/7108 und 6126/7126. Die Rücküberführungen nach München fanden am 9. November 2007 (6103/7103 und 6104/7104) bzw. am 14. Oktober 2008 (6108/7108 und 6126/7126) statt. Ende Juli 2009 wurden die VAG-eigenen A-Wagen außer Betrieb genommen und im Herbst desselben Jahres verschrottet.

#### Typ G1

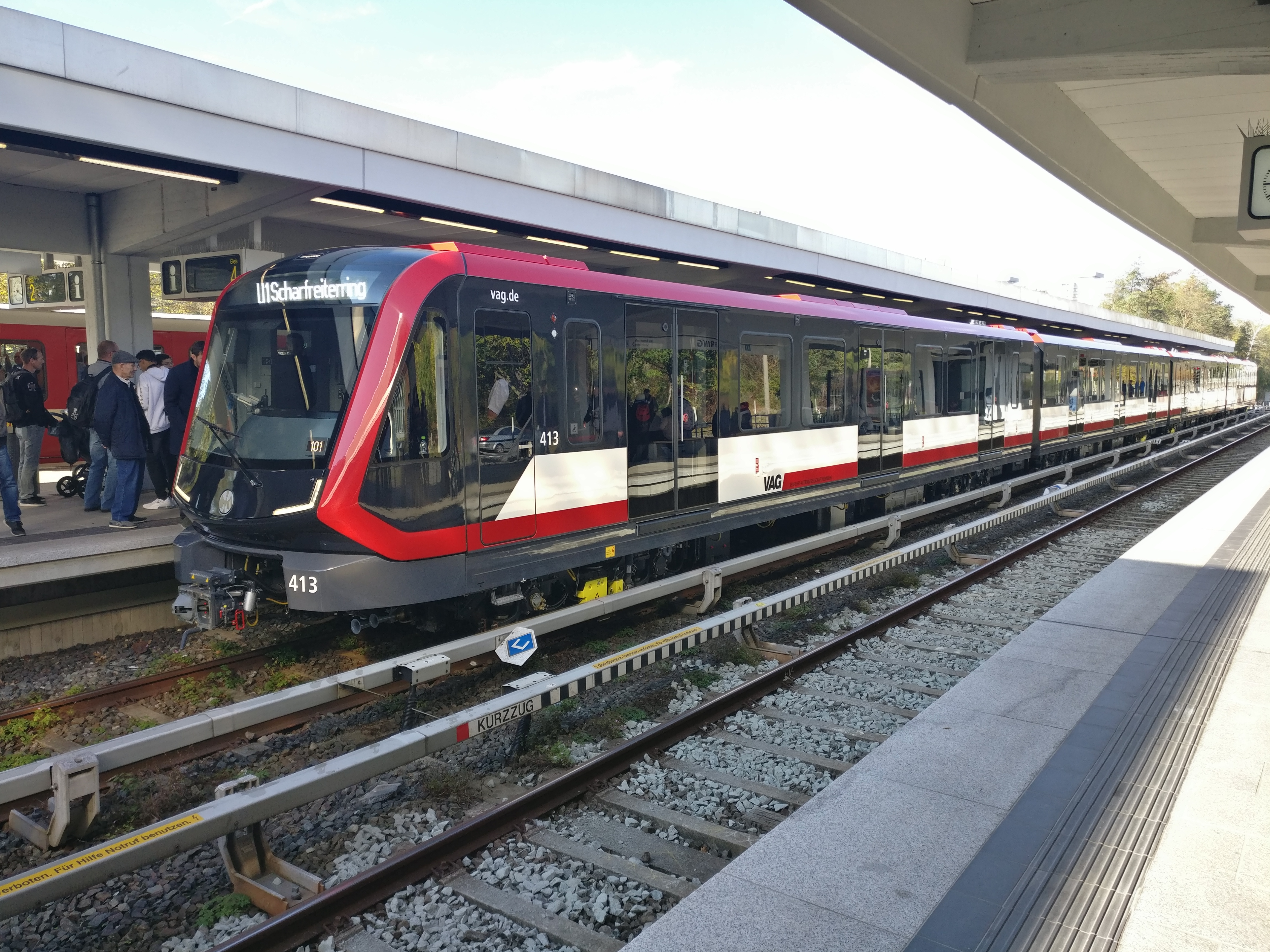
Typ G1

Im November 2015 gab die VAG die Bestellung von 21 vierteiligen Gliederzügen des neuen Typs G1 bei Siemens bekannt. Die Fahrzeuge sollten ab Jahreswechsel 2019/2020 ausschließlich auf der mit Fahrern betriebenen Linie U1 eingesetzt werden. Indem die neuen Fahrzeuge über alle vier Wagen durchgängig sein werden, soll das subjektive Sicherheitsgefühl der Fahrgäste erhöht werden. Im November 2018 löste die VAG eine erste Option über sechs weitere Fahrzeuge auf insgesamt 27 neue Züge ein. Im März 2019 wurde bekannt gegeben, dass die Bestellung um weitere sieben Züge auf insgesamt 34 Fahrzeuge des neuen Typs erhöht wurde.
Die G1-Züge sind seit dem 20. August 2020 im regulären Fahrgastbetrieb unterwegs. Seit Ende 2022 haben sie die restlichen DT1 und DT2 ersetzt. Im Oktober 2022 nahm der 35. Zug der Baureihe seinen offiziellen Fahrgastbetrieb auf.

### Arbeitsfahrzeuge

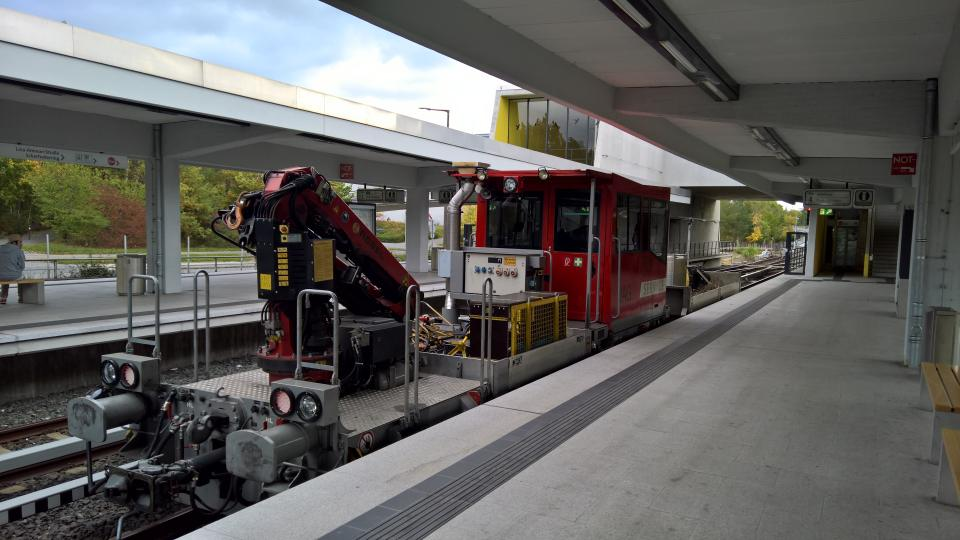
Rottenkraftwagen A616 im Bahnhof Scharfreiterring

Für Bauarbeiten und zu Wartungszwecken verfügt die VAG über einen Park von Arbeitsfahrzeugen. Dieser besteht aus:
- sechs Rottenkraftwagen (A615 – A620), dieselelektrisch betrieben (Höchstgeschwindigkeit 40 km/h)
- ein Zweiwege-Unimog (A612)
- drei 4-achsigen Flachwagen (A651, A652 und A661)
- fünf 2-achsigen Flachwagen (A682 – A686)
- zwei Schotterwagen (A671 und A672)
- einem Schienenkranwagen (A653)
- einem 3-Seiten-Kipper (A681)

Die Arbeitslokomotiven verfügen sowohl über herkömmliche Zug- und Stoßeinrichtungen (Schraubenkupplung und Puffer) als auch Scharfenbergkupplungen, die Arbeitswagen haben mit Ausnahme der beiden Schotterwagen nur Scharfenbergkupplungen. Die Fahrzeuge verkehren meist nur in den Betriebspausen, wenn Bauarbeiten im Netz anstehen, sie können jedoch von Zeit zu Zeit auch am Tag angetroffen werden. Stehen größere Schienenschleifarbeiten an, wird von der Firma Speno ein spezieller Schienenschleifzug angemietet, da die VAG über keinen eigenen verfügt.
Im Jahr 2009 wurde der Rottenkraftwagen A611 ausgemustert und 2010 der Fränkischen Museums-Eisenbahn überlassen. Er ist damit das erste U-Bahn-Fahrzeug der VAG, das abgegeben wurde.

## Betriebsanlagen

### Betriebshof

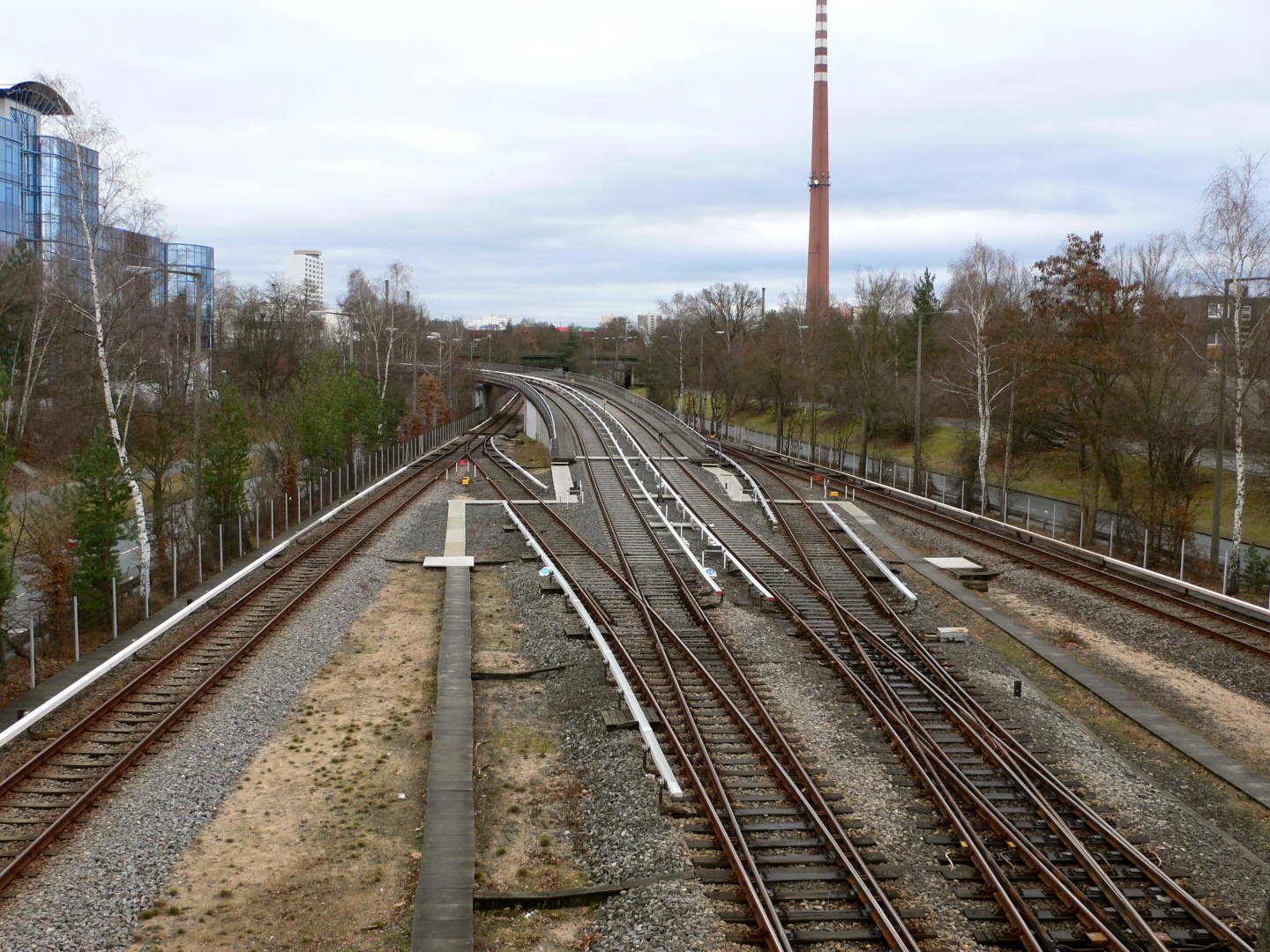
Zufahrt zum Betriebshof

Zwischen Otto-Bärnreuther-Straße, Thomas-Mann-Straße, Gleiwitzer Straße und der Ringbahn befindet sich im Stadtteil Langwasser der U-Bahn-Betriebshof. Sein Anschluss an das Streckennetz erfolgt durch ein Überwerfungsbauwerk, das ihn direkt an die beiden mittleren Bahnsteiggleise des viergleisigen Bahnhofs Scharfreiterring anbindet. Er ist von West nach Ost in Abstellgruppe, Stellwerk, Werkstätten, Bereitstellgruppe und südlich davon den Gleisbaubereich unterteilt.

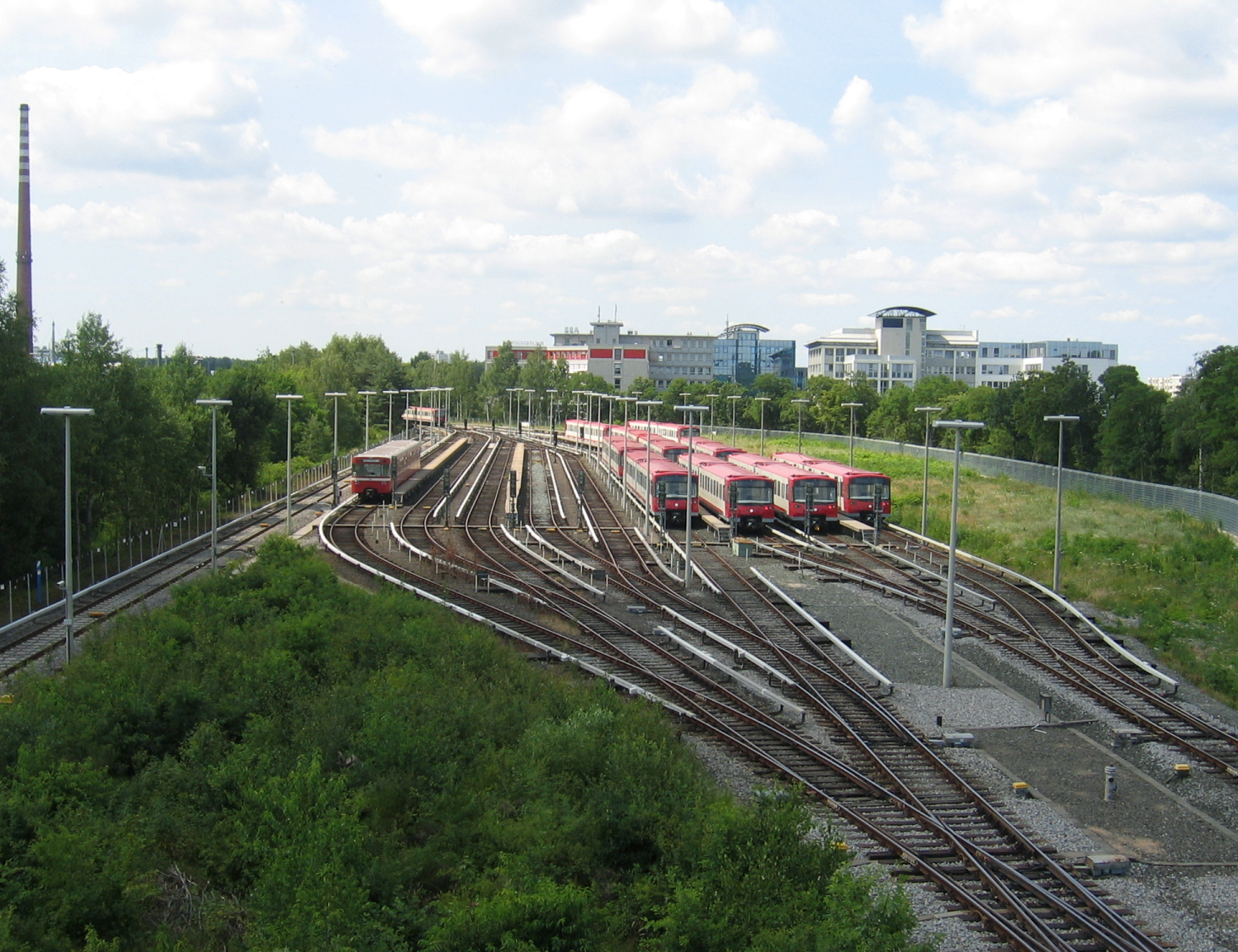
Abstellgruppe

Die Abstellgruppe besteht aus neun Gleisen, die 36 DT aufnehmen können – für eine spätere Aufstockung des Wagenparks besteht die Möglichkeit einer Erweiterung durch eine Freifläche nördlich des heutigen Areals. Zwischen Abstellgruppe und Werkstätten befindet sich das Stellwerk, das bis 1980 Zentralstellwerk für den gesamten U-Bahn-Bereich war; seitdem wird nur noch der Fahrbetrieb auf dem Betriebshof und zum angrenzenden Bahnhof Scharfreiterring überwacht und gesteuert. Der Bereich der Werkstätten besteht aus zehn Gleisen und gliedert sich in Hauptwerkstatt, Betriebswerkstatt sowie ein Gleis mit einer Unterflurdrehmaschine und ein Waschgleis. Auf den vier Gleisen der Hauptwerkstatt werden größere Reparaturen und die vorgeschriebenen Inspektionen, auf den vier Gleisen der Betriebswerkstatt kleinere Arbeiten und die monatliche Fahrzeugüberprüfung durchgeführt. Die Gleise der Bereitstellgruppe sind für die Fahrzeuge vorgesehen, die innerhalb der Werkstatt verschoben werden, um z. B. von der Reparatur zur Waschanlage zu fahren. Der Gleisbaubereich umfasst neben Lagerstätten für Gleise, Schwellen und Schotter auch Gleise zum Umschlagen von Gütern, sei es von LKW oder von DB-Fahrzeugen auf die eigenen Arbeitswagen. Südlich davon befindet sich das Übergabegleis zu den Gleisanlagen der Deutschen Bahn, das u. a. zur Anlieferung neuer Fahrzeuge verwendet wird.
Im Endausbau des in den 1970er Jahren geplanten U-Bahn-Netzes war ein weiterer Betriebshof am Flughafen vorgesehen. Diese Planungen werden nicht mehr weiter verfolgt, stattdessen ist beim Endausbau der U3 westlich des Bahnhofs Gebersdorf eine Abstellgruppe mit Waschanlage im Rohbau fertig gestellt und soll voraussichtlich Anfang 2027 in Betrieb gehen.

### Abstell- und Kehranlagen
| Linie | Standort                | Gleise | Fassungs- vermögen |
| ----- | ----------------------- | ------ | ------------------ |
| U1    | Langwasser Süd          | 4      | 8 DT               |
| U1    | Scharfreiterring        | 2      | 8 DT               |
| U1    | Messe                   | 1      | 3 DT               |
| U1    | Hasenbuck               | 1      | 2 DT               |
| U1    | Aufseßplatz             | 1      | 2 DT               |
| U1    | Gostenhof               | 1      | 4 DT               |
| U1    | Eberhardshof            | 1      | 5 DT               |
| U1    | Fürth Hauptbahnhof      | 1      | 2 DT               |
| U1    | Stadthalle              | 1      | 2 DT               |
| U1    | Hardhöhe                | 2      | 4 DT               |
| U2    | Röthenbach              | 3      | 10 DT              |
| U2    | Hauptbahnhof            | 1      | 4 DT               |
| U2    | Nordostbahnhof          | 1      | 8 DT               |
| U2    | Ziegelstein             | 1      | 2 DT               |
| U3    | Nordwestring            | 2      | 4 DT               |
| U3    | Großreuth bei Schweinau | 2      | 4 DT               |

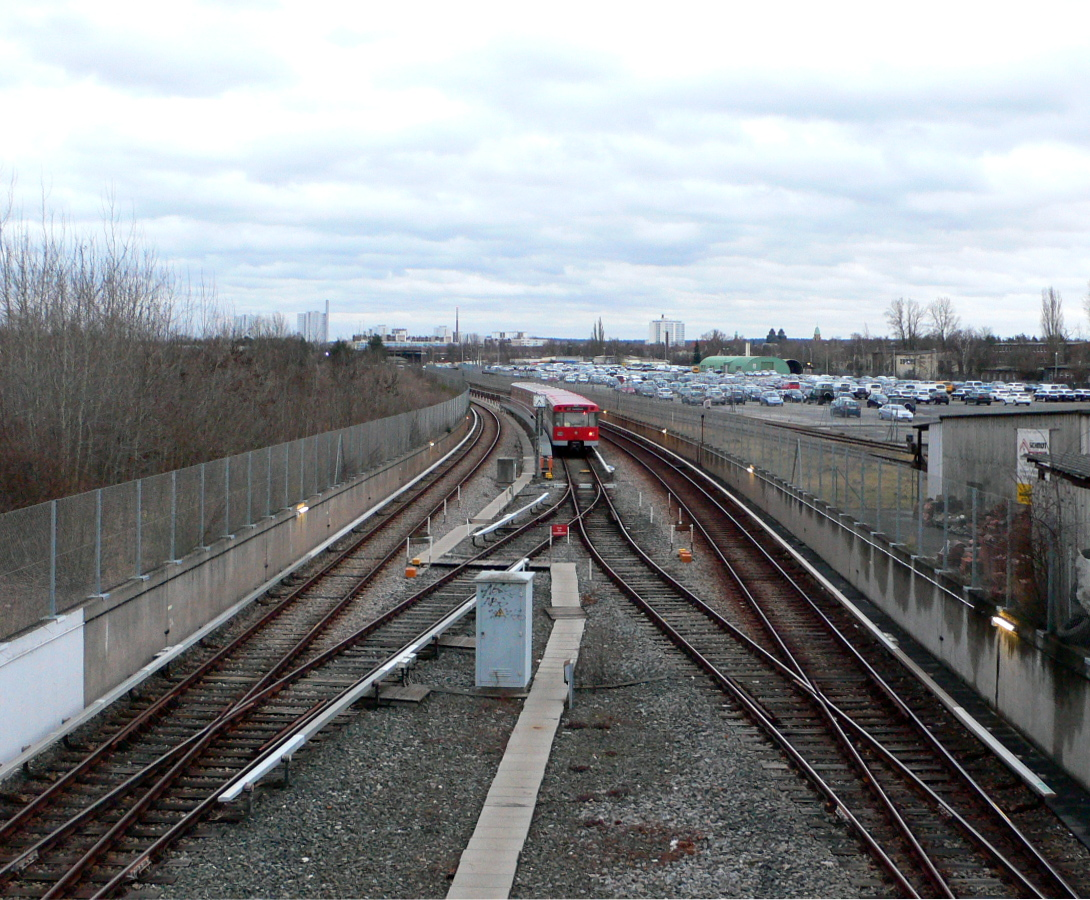
Abstellanlage Hasenbuck

Im Nürnberger U-Bahn-Netz gibt es insgesamt 16 Abstell- und Kehranlagen, wovon sich zehn auf der U1, vier auf der U2 und zwei auf der U3 befinden. Diese werden in der Betriebspause zum Abstellen und tagsüber teilweise zum Wenden von Verstärkerzügen der Linien U1 und U2 benötigt. Alle Anlagen verfügen über einen seitlichen Laufsteg, um das Wechseln der Führerstände zu erleichtern und wenn nötig den Fahrgastraum betreten zu können. In den Wendegleisen darf mit einer maximalen Geschwindigkeit von 25 km/h gefahren werden. Insgesamt können außerhalb des Betriebshofs 72 DT (8 entlang der U3, 24 entlang der U2 und 40 entlang der U1) abgestellt werden.

### Unterwerke
Zur Versorgung der U-Bahn-Fahrzeuge mit Fahrstrom und der Verbraucher, die sich in Bahnhöfen (Rolltreppen, Aufzüge, Bahnsteigbeleuchtung) und auf den Strecken (Sicherheitseinrichtungen, Streckenbeleuchtung) befinden, verfügt das U-Bahn-Netz über eine Vielzahl an Unterwerken. In ihnen wird der Strom aus den 20-kV-Versorgungsnetzen der Städte Nürnberg und Fürth entnommen und über Transformatoren und Gleichrichter in die für Fahrstrom (750 V Gleichstrom) und Verbraucher (400 V Drehstrom) benötigten Spannungen umgewandelt.

### Leitstelle
Seit 1980 befindet sich die U-Bahn-Leitstelle, die aus Einsatzsteuerung, Bahnhofsüberwachung und Schaltwarte besteht, zusammen mit der Oberflächenleitstelle für die Einsatzsteuerung von Straßenbahn und Bus und dem Kundendienst in der „Zentralen Serviceleitstelle“ im Betriebsgebäude der VAG in der Fürther Straße.
Die Einsatzsteuerung U-Bahn ist für die Fahrstraßensicherung, den Falschfahrbetrieb bei Störungen, die Geschwindigkeitsüberwachung, die Signalisierung und die Zugortung der auf der Strecke verkehrenden U-Bahn-Fahrzeuge zuständig. Außerdem werden die 15 ortsfesten Stellwerke von der Zentrale aus ferngesteuert und überwacht. Die Bahnhofsüberwachung setzt sich aus der Überwachung der Bahnanlagen (Bahnsteige, Verteilergeschosse) mit Videokameras und der Kommunikation der Leitstelle mit den Fahrgästen über Lautsprecher und der Fahrgäste mit der Leitstelle über die Notsprechanlagen am Bahnsteig zusammen. Die Schaltwarte ist für die Steuerung der Unterwerke zuständig, die das U-Bahn-Netz mit Strom versorgt.
Aufgrund wachsender Aufgaben und beengter Platzverhältnisse wurde Mitte der 1990er Jahre entschieden, die Leitstelle in die Räume der ehemaligen Netzleitstelle der N-ERGIE zu verlegen. Der Vorteil der neuen Räumlichkeiten ist das größere Platzangebot, was es ermöglichte, den Bereichen U1, U2 und U3, Straßenbahn sowie Bus je einen eigenen Arbeitsplatz zuzuweisen. Ein weiterer Grund war die für den automatischen Fahrbetrieb auf der U2 und U3 benötigte neue Sicherungstechnik, für die die neue Leitstelle von Beginn an vorbereitet ist. Mit dem Umzug der U-Bahn-Leitstelle konnte das gesamte Vorhaben am 11. November 2005 abgeschlossen werden.

## Geschichte

### Erste Überlegungen in den 1920er Jahren
Pläne für eine U-Bahn in Nürnberg gehen schon auf das Jahr 1925 zurück, als sich der Nürnberger Diplom-Ingenieur Oscar Freytag für den Bau einer elektrischen U-Bahn unter der Fürther Straße als Ersatz für die 1922 eingestellte Ludwigseisenbahn aussprach. Diese sollte nach den damaligen Vorstellungen die parallel laufende Straßenbahn nicht ersetzen, sondern als Schnellverbindung ergänzen und über den Plärrer hinaus entlang des Frauentorgrabens bis zum Nürnberger Hauptbahnhof verlängert werden. Die Fahrzeit auf der rund 7,4 km langen Strecke, die etwa 5,8 km im Tunnel verlaufen und den Ludwig-Donau-Main-Kanal ebenerdig queren sollte, hätte bei einer Höchstgeschwindigkeit von 70 km/h rund 11 Minuten betragen (Durchschnittliche Geschwindigkeit etwa 40 km/h). Für den Einsatz waren Zwei- bis Vier-Wagen-Züge, mit einer Kapazität von je 100 Personen pro Wagen vorgesehen, sodass bei einem maximal möglichen Zwei-Minuten-Takt in jede Richtung rund 12.000 Fahrgäste pro Stunde hätten transportiert werden können. Als Bahnhöfe waren der stillgelegte oberirdische Fürther Ludwigsbahnhof sowie fünf neue unterirdische Haltestellen in etwa auf Höhe der ehemaligen Ludwigsbahnstationen Fürth-Ost, Nürnberg-Muggenhof (als Muggenhof), Nürnberg-West (als Justizgebäude-Maximilianstraße) und Nürnberg-Ludwigsbahnhof (als Plärrer) sowie in ungefährer Lage des heutigen Bahnsteigs der U2 und U3 am Hauptbahnhof vorgesehen. Mögliche Verlängerungen sollten sowohl vom Fürther Ludwigsbahnhof zum Flughafen Fürth-Nürnberg als auch vom Nürnberger Hauptbahnhof in Richtung Norden und Süden der Stadt möglich sein. Das Vorhaben scheiterte damals jedoch am hohen technischen Aufwand und an den Kosten.

### Straßenbahntunnel in der NS-Zeit
Erste Tunnelstrecken wurden 1938 während der Zeit des Nationalsozialismus gebaut, als die Straßenbahnstrecken im Zuge der heutigen Allersberger, Bayern-, Franken- und Münchener Straße unter die Erde verlegt wurden. Diese noch in Teilen existierenden Anlagen einer Unterpflasterstraßenbahn dienten einerseits dazu, die Straßenbahn nicht durch die Aufmarschkolonnen der SS-Kaserne und die Besuchermassen der auf dem benachbarten Reichsparteitagsgelände stattfindenden Reichsparteitage in ihrem Betriebsablauf zu stören, und ermöglichten andererseits einen besseren Blick auf die neuerbaute SS-Kaserne, den Hitler persönlich gewünscht hatte. Anfänglich wurde auch eine Hochbahnstrecke gebaut, die kurz darauf aber wieder abgebrochen und durch die Unterpflasterstrecke ersetzt wurde. Die Unterpflasterstrecke wurde auf persönlichem Wunsch von Hitler realisiert und war zum Zeitpunkt ihrer Eröffnung nach dem Berliner Lindentunnel die längste Straßenbahnunterpflasterstrecke.

### Von der Unterpflasterstraßenbahn zur U-Bahn
Erst nach dem Zweiten Weltkrieg und mit Einsetzen des Wirtschaftswunders sowie der zunehmenden Motorisierung der Bevölkerung wurden neue Planungen für eine Unterpflasterstraßenbahn aufgestellt. Den Vorschlag des Ulmer Professors Max-Erich Feuchtinger, die Straßenbahn zwischen Plärrer und Hauptbahnhof unter die Erde zu verlegen, lehnte der Nürnberger Stadtrat am 19. März 1958 ab. 1962 beauftragte der Stadtrat den Stuttgarter Verkehrswissenschaftler Professor Walther Lambert, ein Gutachten über die Zukunft des Nürnberger Nahverkehrs zu erstellen. Das „Lambert-Gutachten“ mit der Empfehlung zum Bau einer Unterpflasterstraßenbahn lag 1963 vor, und so entschied sich der Stadtrat am 24. April 1963 zu deren Bau mit der Option einer späteren Umrüstung zur Voll-U-Bahn.
Am 24. November 1965 revidierte der Stadtrat seinen Entschluss von 1963 und beschloss den Bau einer klassischen U-Bahn. Vorausgegangen war eine persönliche Stellungnahme von Hans von Hanffstengel, dem Leiter des Nürnberger Stadtplanungsamtes, zum Gutachten von Professor Lambert. Hanffstengel sprach sich darin gegen die Übergangslösung einer U-Straßenbahn aus und forderte den direkten Bau einer Voll-U-Bahn. Unterstützt wurde er indirekt vom Bund, der eine Beteiligung an den Baukosten von 50 % in Aussicht stellte, und vom damaligen bayerischen Ministerpräsidenten Alfons Goppel, der die finanzielle Gleichstellung der Nürnberger U-Bahn-Pläne mit denen der Landeshauptstadt zusicherte. Praktische Gründe waren hingegen die bei einer Umrüstung notwendige Sperrung der gesamten Linie für die Dauer mehrerer Jahre. Der langjährige Nürnberger Oberbürgermeister Andreas Urschlechter (im Amt 1957–1987) galt als ein wesentlicher Befürworter und Förderer der Nürnberger U-Bahn. Obwohl bis 1982 SPD-Mitglied, hatte er zu vielen wichtigen Politikern der CSU auf Landes- und Bundesebene – darunter Franz Josef Strauß – ein gutes Verhältnis.

### Grundnetzplanungen
Erste Überlegungen für ein U-Bahn-Netz gab es bereits nach der Stadtratsentscheidung von 1965, konkrete Grundnetz-Planungen begannen aber erst Ende der 1960er Jahre nach Verabschiedung des Flächennutzungsplans von 1969. Die erste U-Bahn-Achse war zu diesem Zeitpunkt bereits in Bau und somit in allen Varianten enthalten. Sie sollte die damals neu entstehende Trabantenstadt Langwasser über den Hauptbahnhof, die Altstadt und den Plärrer mit Fürth verbinden und folgte dabei im Wesentlichen der ehemaligen Straßenbahnlinie 1. Für die weiteren Linien wurden die Anbindung der Ziele Flughafen, Meistersingerhalle, Städtisches Krankenhaus (jetzt: Klinikum Nord) und Tiergarten, die großflächige Erschließung des Stadtgebiets mit möglichst wenig Haltestellen sowie eine einfache Erweiterung des Netzes bei Stadtgebietsvergrößerungen zur Bedingung gemacht. All diese Überlegungen führten schließlich zu einer Vielzahl von Netzvorschlägen, wovon die Modelle P, Q, R und S den Vorgaben am ehesten entsprachen.

#### Modell P

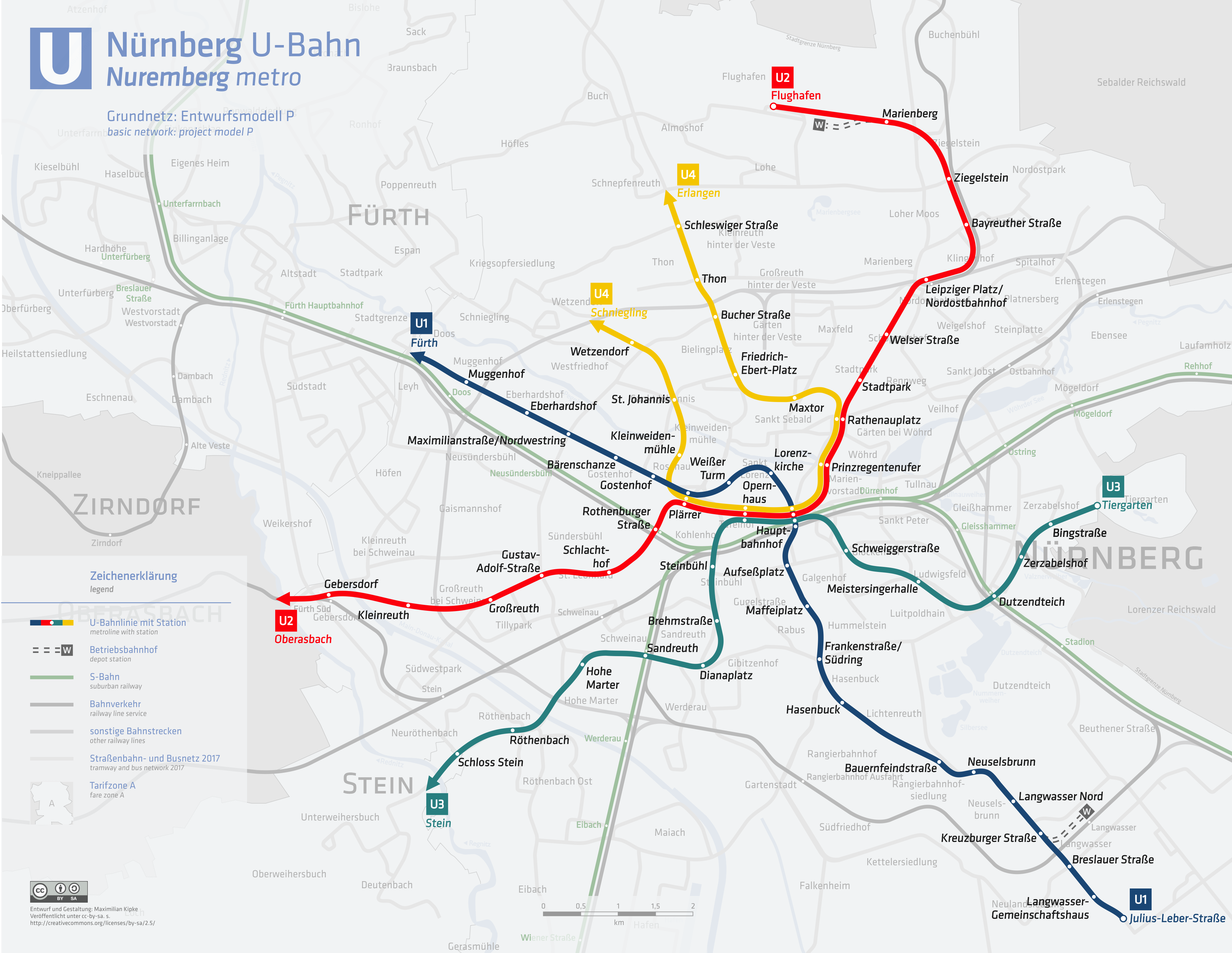
Modell „P“

Im Modell „P“ sind alle Linien auf den Hauptbahnhof als zentralen Knotenpunkt ausgerichtet, was gleichzeitig der Vorteil – Bündelung aller Verkehrsmittel (U- und S-Bahn, ZOB) an einem Punkt – des Modells ist. Nachteilig ist die wegen der umgebenden Bausubstanz schwierige bautechnische Ausführung des Kreuzungsbahnhofs Hauptbahnhof und der Strecke Hauptbahnhof – Plärrer. Die Linien würden wie folgt verlaufen:
- U1: Langwasser – Hauptbahnhof – Altstadt – Plärrer – Fürth
- U2: Flughafen – Rathenauplatz – Hauptbahnhof – Opernhaus – Plärrer – Gebersdorf
- U3: Tiergarten – Hauptbahnhof – Opernhaus – Röthenbach
- U4: Thon – Rathenauplatz – Hauptbahnhof – Opernhaus – Plärrer – Wetzendorf

#### Modell Q

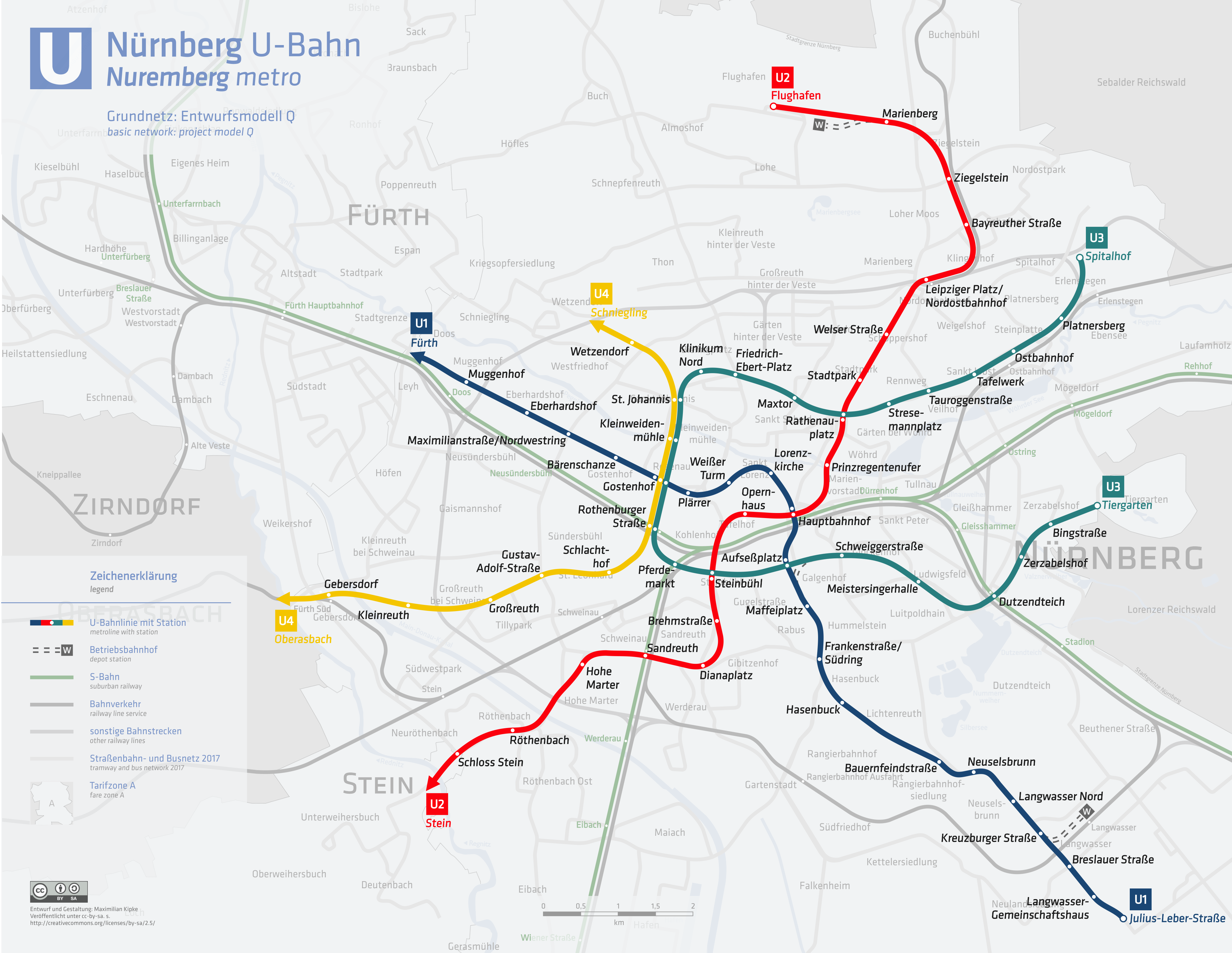
Modell „Q“

Das Modell „Q“ geht von einer neuen Siedlungsachse zwischen Nürnberg und Fürth entlang der Willstraße und neu zu erstellenden Straßen-Tangenten aus, die von der Linie U3 bedient werden sollen. Positive Effekte werden diesem Netzmodell für die Entwicklung der neuen Siedlungsachse zugeschrieben, negativ könnten die Umsteigebeziehungen von der U3 zur Innenstadt sowie die Zuführung schadhafter Züge zu den Betriebshöfen sein. Das Liniennetz sähe wie folgt aus:
- U1: Langwasser – Aufseßplatz – Hauptbahnhof – Altstadt – Plärrer – Gostenhof – Fürth
- U2: Flughafen – Rathenauplatz – Hauptbahnhof – Steinbühl – Röthenbach
- U3: Tiergarten – Aufseßplatz – Steinbühl – Schlachthof – Gostenhof – St. Johannis – Rathenauplatz – Erlenstegen
- U4: Gebersdorf – Schlachthof – Gostenhof – St. Johannis – Wetzendorf

#### Modell R

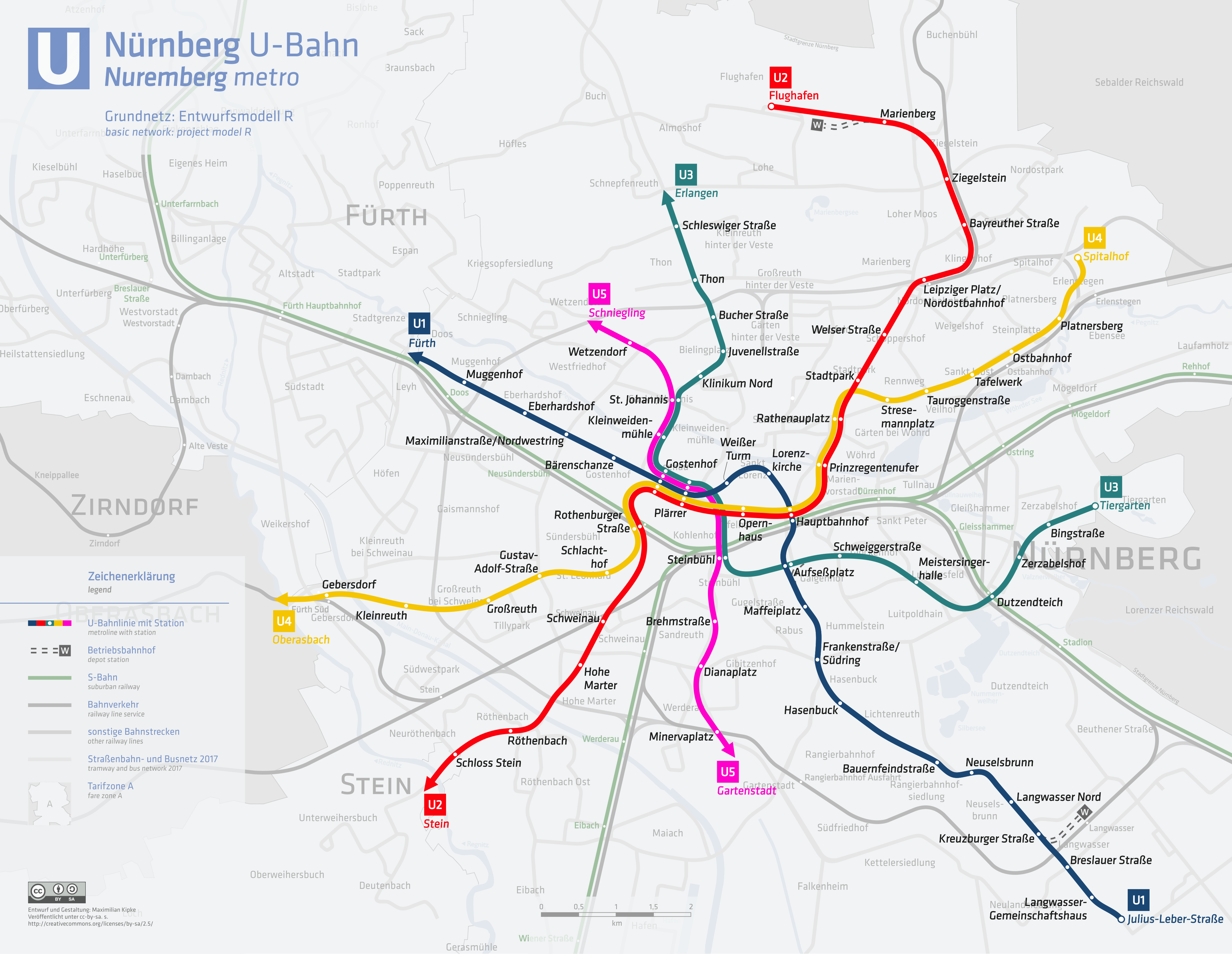
Modell „R“

Beim Modell „R“ kreuzen sich die drei Stammlinien in den Punkten Aufseßplatz, Hauptbahnhof und Plärrer und entsprechen damit der klassischen Netzkonzeption, die u. a. auch in München angewendet wurde. Von Vorteil wäre eine gleichmäßige Auslastung und Entwicklungsmöglichkeit aller Linien, als Nachteil könnten ungewollte Siedlungsentwicklungen entlang der U3-Nord Richtung Thon und der U5-Süd Richtung Gartenstadt entstehen. Die Linien wären wie folgt verlaufen:
- U1: Langwasser – Aufseßplatz – Hauptbahnhof – Altstadt – Plärrer – Gostenhof – Fürth
- U2: Flughafen – Rathenauplatz – Hauptbahnhof – Plärrer – Gostenhof – Schlachthof – Röthenbach
- U3: Tiergarten – Aufseßplatz – Steinbühl – Plärrer – Gostenhof – St. Johannis – Thon
- U4: Erlenstegen – Rathenauplatz – Hauptbahnhof – Plärrer – Gostenhof – Schlachthof – Gebersdorf
- U5: Gartenstadt – Steinbühl – Plärrer – Gostenhof – St. Johannis – Wetzendorf

#### Modell S

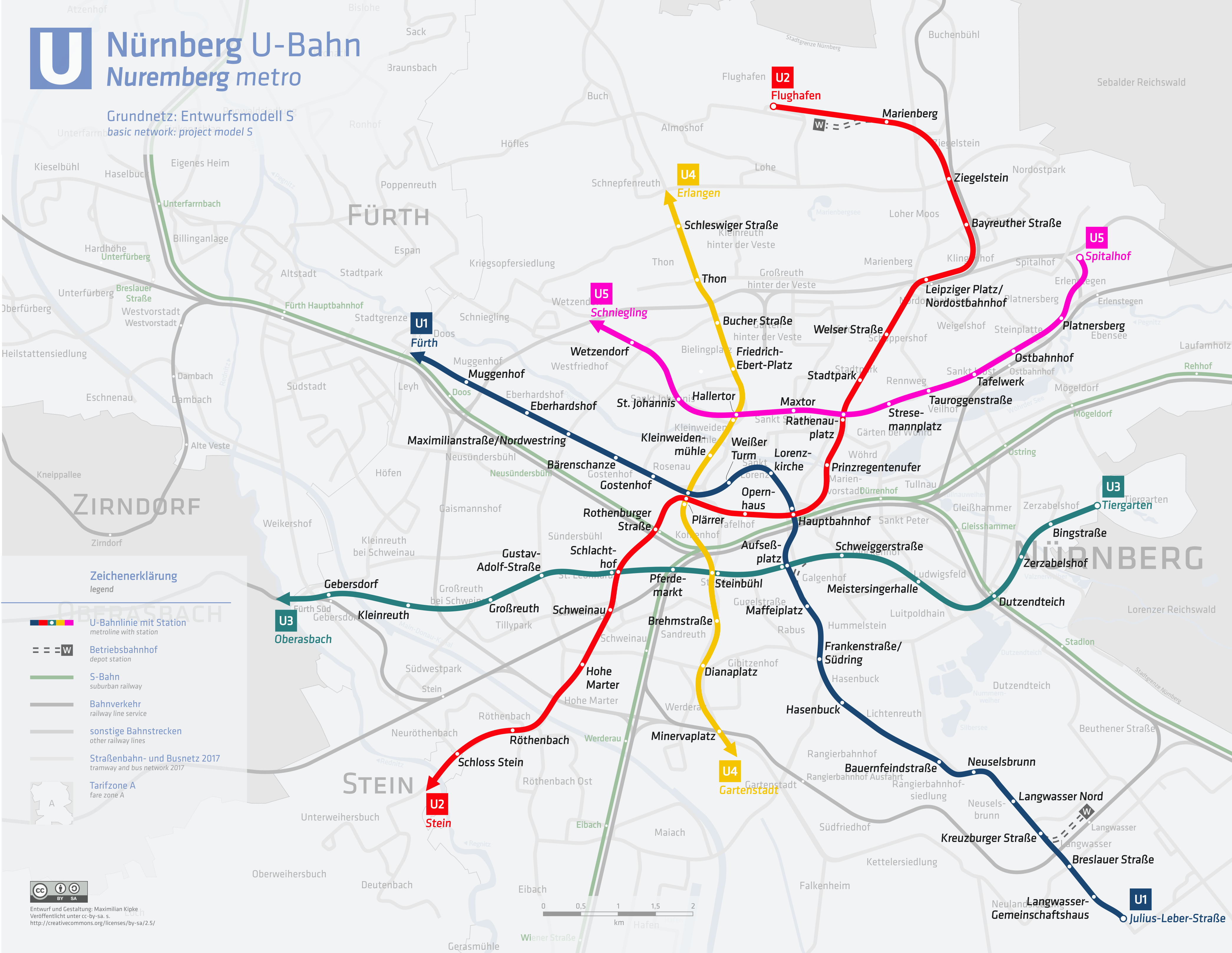
Modell „S“

Im Modell „S“ verlaufen alle Linien voneinander unabhängig und kreuzen sich nur an den Bahnhöfen Aufseßplatz, Friedrich-Ebert-Platz, Hauptbahnhof, Rathenauplatz, Plärrer, Steinbühl und Schlachthof. Von Vorteil ist, dass es keine gemeinsam genutzten Streckenabschnitte und somit keine verschleppten Verspätungen bei Störungen auf einer Linie gibt. Als Nachteil sind die häufigen Umsteigevorgänge anzusehen, die die Fahrgäste z. B. bei einer Fahrt von Erlenstegen nach Zerzabelshof auf sich nehmen müssten. Die Linien wären bei diesem Modell wie folgt verlaufen:
- U1: Langwasser – Aufseßplatz – Hauptbahnhof – Altstadt – Plärrer – Fürth
- U2: Flughafen – Rathenauplatz – Hauptbahnhof – Plärrer – Schlachthof – Röthenbach
- U3: Gebersdorf – Schlachthof – Steinbühl – Aufseßplatz – Tiergarten
- U4: Thon – Friedrich-Ebert-Platz – Plärrer – Steinbühl – Gartenstadt
- U5: Erlenstegen – Rathenauplatz – Friedrich-Ebert-Platz – Wetzendorf

#### Beschluss

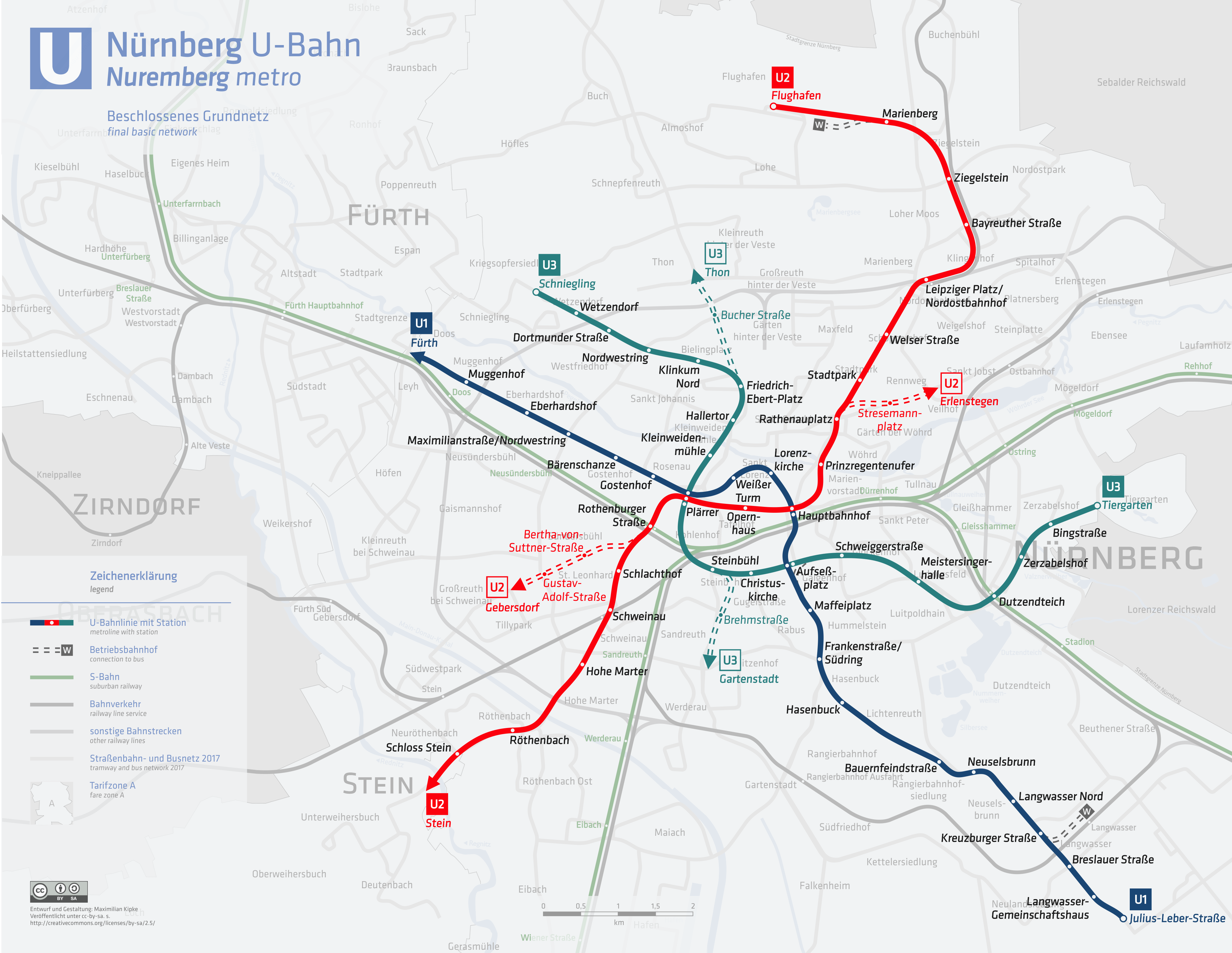
Beschlossenes Grundnetz

Am Ende stellte sich das Modell R als städtebaulich, betriebstechnisch und von der Entwicklungsmöglichkeit her sinnvollstes der vier Modelle heraus. Es wurde geringfügig modifiziert und bildete die Grundlage des am 8. September 1971 vom Stadtrat verabschiedetem „Generalnahverkehrsplan Nürnberg“ (GNVP). Das geplante U-Bahn-Netz sollte danach aus den drei Stammlinien
- U1: Langwasser – Aufseßplatz – Hauptbahnhof – Altstadt – Plärrer – Fürth (bereits in Bau)
- U2: Stein – Schlachthof – Plärrer – Hauptbahnhof – Rathenauplatz – Flughafen
- U3: Wetzendorf – Friedrich-Ebert-Platz – Plärrer – Steinbühl – Aufseßplatz – Tiergarten

bestehen, wovon die Linien U2 und U3 Verzweigungsmöglichkeiten an den Bahnhöfen Friedrich-Ebert-Platz (Richtung Thon), Rathenauplatz (Richtung Erlenstegen), Steinbühl (Richtung Gartenstadt) und Schlachthof (Richtung Gebersdorf) erhalten sollten.
Als Kritikpunkt kann die ungenügende Berücksichtigung der zum 1. Juli 1972 eingemeindeten Gebiete in den GNVP angesehen werden, da die U-Bahn-Planungen nur geringfügig an die neuen Siedlungsgebiete angepasst wurden.
Da das letztlich beschlossene Modell wie alle in der Diskussion vorgestellten Modelle von der Stilllegung der Straßenbahn ausging, sollte sich nach dem Beschluss zum Erhalt der Straßenbahn herausstellen, dass Teile des Modells unter den geänderten Bedingungen nicht umsetzbar waren.

### Baubeginn der U1 in Langwasser
Mit dem ersten Rammschlag am zukünftigen Bahnhof Bauernfeindstraße begannen am 20. März 1967 im Beisein von Bundesverkehrsminister Georg Leber und Oberbürgermeister Andreas Urschlechter die Bauarbeiten für die Nürnberger U-Bahn. Gleichzeitig wurde vom Fürther Stadtrat der Beschluss gefasst, die U-Bahn von der Stadtgrenze kommend bis zur Billinganlage zu führen. In einem weiteren Beschluss vom 6. Mai 1971 konnte sich die Trassenführung über die Fürther Freiheit knapp gegen die Variante über Fürth Hauptbahnhof durchsetzten. Der Beschluss wurde allerdings aus Anraten der Regierung von Mittelfranken am 4. Juni 1973 zu Gunsten der vorher unterlegenen Variante über den Hauptbahnhof revidiert, da dort – was im Hinblick auf den vorgesehenen Verkehrsverbund wichtig erschien – eine bessere Verknüpfung mit der Bahn bestehen würde. Die Eröffnung des ersten 3,7 km langen Bauabschnitts von Langwasser Süd bis Bauernfeindstraße wurde fast genau fünf Jahre nach Baubeginn am 1. März 1972 mit einem großen Fest begangen. Somit war Nürnberg nach Berlin (18. Februar 1902), Schöneberg (1. Dezember 1910) – ab 1920 nach Groß-Berlin eingemeindet, Hamburg (15. Februar 1912) und München (19. Oktober 1971) die eigentlich fünfte Stadt Deutschlands (de facto aber vierte) mit einem eigenen U-Bahn-Betrieb. Parallel wurde bereits an den folgenden Bauabschnitten Richtung Fürth gearbeitet. Dafür schlossen am 12. Oktober 1976 die Städte Nürnberg und Fürth einen U-Bahn-Vertrag, der die Planung der U-Bahn in Fürth auf das Nürnberger Tiefbauamt übertrug.
Der Weiterbau Richtung Innenstadt verzögerte sich zunächst, da die Trassenführung zwischen Bauernfeindstraße und Hauptbahnhof mehrmals umgeplant wurde. War ursprünglich eine Führung, dem Verlauf der Straßenbahnlinie 1 folgend, entlang der Münchener Straße und unter der Allersberger Straße hindurch vorgesehen, entschied sich der Stadtrat am 23. Oktober 1967 für die heutige Führung (Rangierbahnhofgelände, Pillenreuther Straße, Aufseßplatz). Diese Planungen wurden am 18. Juni 1969 per Stadtratsbeschluss nochmals modifiziert und die oberirdisch via Hochbahn vorgesehene Querung des Rangierbahnhofgeländes durch die unterirdisch bzw. im Einschnitt verlaufende heutige Trasse ersetzt. Sechs Jahre nach der ersten Eröffnung in Langwasser unterquerte die U-Bahn die Altstadt und erreichte am 28. Januar 1978 den Bahnhof Weißer Turm. Gleichzeitig wurde die letzte verbliebene Straßenbahnstrecke in der Nürnberger Altstadt, wie viele andere parallel zur U-Bahn verlaufende Strecken, stillgelegt. Der U-Bahn-Bau hingegen ging zielstrebig weiter. Seit dem 2. Oktober 1978 liefen die Bauarbeiten für die zweite U-Bahn-Linie vom Plärrer Richtung Röthenbach. Am 20. Juni 1981 endete der Straßenbahnbetrieb in und nach Fürth, als die U1 den Bahnhof Eberhardshof erreichte und die Hochbahn in der Fürther Straße, auf der seit 1970 die Straßenbahn übergangsweise verkehrte, für die U-Bahn umgerüstet werden musste. Zum 150-jährigen Eisenbahnjubiläum in Deutschland am 7. Dezember 1985 wurde der nach damaliger Vorstellung vorerst letzte U-Bahn-Abschnitt vom Bahnhof Jakobinenstraße zum Fürther Hauptbahnhof eröffnet.
Die Wiederaufnahme der 1973 gefassten Planungen folgte am 22. Juli 1992. Die ursprünglichen Planungen wurden bestätigt und dahingehend erweitert, dass der Endpunkt nicht mehr die Billinganlage, sondern die Hardhöhe sein sollte. Die Bauarbeiten für den Bauabschnitt bis zum Bahnhof Stadthalle begannen am 19. September 1994. In der Fürther Bevölkerung mehrten sich allerdings die Stimmen, die gegen die Wiederaufnahme des U-Bahn-Baus aussprachen. Bedenken gab es hinsichtlich der finanziellen Belastung des Fürther Haushaltes, der Ausdünnung des Nahverkehrs in der Fläche zugunsten der linienhaften Erschließung sowie Kritik am Wegfall der direkten Erreichbarkeit der Innenstadt mit dem Bus. Das führte zur Initiierung eines Bürgerbegehrens, das den Baustopp am Rathaus forderte. Es erreichte zwar ohne Mühe das Unterschriftenquorum, der Stadtrat ließ jedoch den Bürgerentscheid nicht zu, so dass 13 Jahre nach Eröffnung des letzten Abschnitts bis zum Hauptbahnhof die U-Bahn am 5. Dezember 1998 den Bahnhof Stadthalle erreichte. Am 4. Dezember 2004 wurde der Bahnhof Klinikum für den Verkehr freigegeben und seit 8. Dezember 2007 ist die Verlängerung zum Endbahnhof Hardhöhe in Betrieb. Ein Weiterbau der U1 auf Fürther Stadtgebiet, wie er in den 2000er Jahren noch angedacht war (geplante Station „Kieselbühl“), erscheint Mitte der 2020er Jahre auf absehbare Zeit äußerst unwahrscheinlich.

### Die U2 – Eine U-Bahn zum Flughafen

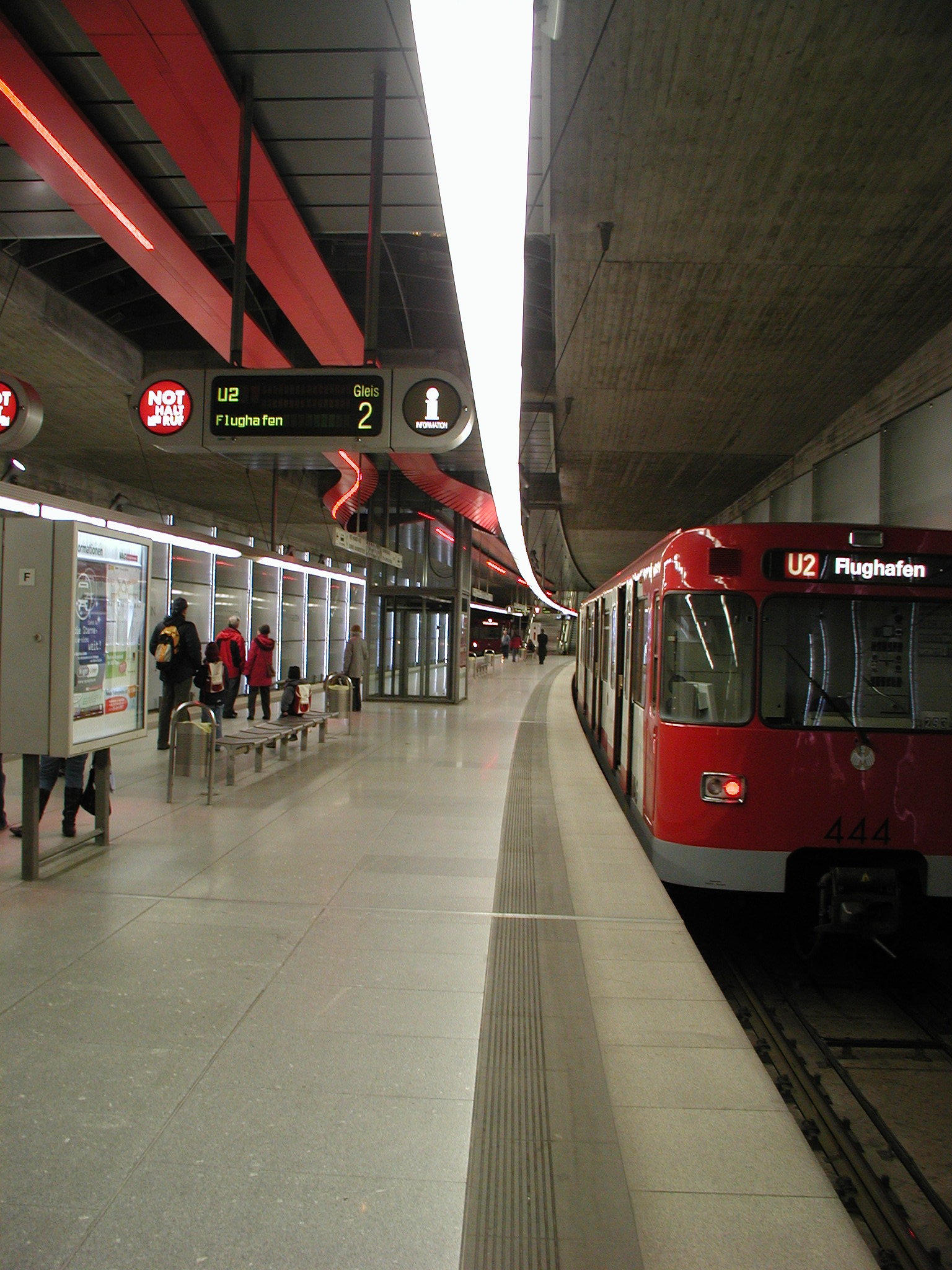
Rote LED-Laufbänder leuchten vor der Einfahrt eines Zuges am Bahnhof Ziegelstein (U2)

Parallel zum Bau der U1 erfolgte der Bau der zweiten Stammlinie (U2), die bei Vollendung von Stein Schloß über Plärrer und Hauptbahnhof bis zum Flughafen führen sollte. Der erste Abschnitt der U2-Süd vom Plärrer nach Schweinau wurde am 10. Januar 1984 eröffnet und gleichzeitig die Straßenbahnstrecken nach Schweinau und zur Gustav-Adolf-Straße stillgelegt. Zwei Jahre später wurde die Verlängerung bis zum Bahnhof Röthenbach am 27. September 1986 eingeweiht. Anders lautende Planungen sahen den Endpunkt bereits am Bahnhof Hohe Marter, was die aufwendige Kanalunterquerung eingespart, aber die Erreichbarkeit über die damals schon stark belastete Schweinauer Hauptstraße erschwert hätte.
Der Bau der U2-Nord begann am 10. März 1986 und bedeutete gleichzeitig die Einstellung des Straßenbahnbetriebs zwischen Plärrer und Hauptbahnhof. Eröffnet wurde der Abschnitt bis zum Hauptbahnhof am 24. September 1988, so dass die U2 von nun an nicht mehr im Mischbetrieb mit der U1 Richtung Langwasser, sondern auf eigener Strecke verkehrte. Für den nächsten Abschnitt bis zum Rathenauplatz, der am 29. September 1990 in Betrieb ging, gab es für den Bahnhof Wöhrder Wiese 20 unter wirtschaftlichen und naturschutzrechtlichen Aspekten betrachtete Trassenvarianten, von der die bestehende ausgewählt wurde. Die weitere Trasse sollte ursprünglich vom Rathenauplatz aus unter der Äußeren Bayreuther Straße (B 2) bis zum Nordostbahnhof verlaufen, dort auf die Gräfenbergbahn verschwenken und in einem Bogen nördlich von Ziegelstein zum Flughafen führen. Diese Planungen wurden zu Gunsten des heutigen Verlaufs korrigiert, um einerseits die Wohngebiete der Stadtteile Rennweg und Schoppershof besser zu erschließen und andererseits das während der Bauarbeiten auf der B 2 befürchtete Verkehrschaos zu vermeiden. So wurde zunächst am 22. Mai 1993 der Abschnitt bis Schoppershof und am 27. Januar 1996 der Abschnitt bis Herrnhütte dem Verkehr übergeben und gleichzeitig die parallel verlaufende Straßenbahnstrecke stillgelegt. Die Gräfenbergbahn ist bis heute im Personenverkehr im Betrieb. Dadurch hat die U2 zwischen Nordostbahnhof und Hauptbahnhof zusätzlich die Funktion, Umstiege zwischen Gräfenbergbahn und anderen Zügen des Nah- und Fernverkehrs zu erleichtern, da die Gräfenbergbahn den Hauptbahnhof nicht bedient.
Der Weiterbau zum Bahnhof Flughafen war erklärtes Ziel für die U2, stand aber durch die sinkende Finanzkraft der Stadt Nürnberg in den 1990er Jahren auf der Kippe. Erst nach der Übernahme des städtischen Finanzanteils von 10 % durch den Freistaat Bayern und die Flughafengesellschaft sowie dem Verzicht auf eine zweigleisige Trasse konnte die Realisierung 1996 in Angriff genommen werden und der lange geplante Endpunkt der U2 am 27. November 1999 eröffnet werden. Der Flughafen hatte im U-Bahn-Heft anlässlich der Eröffnungen der U-Bahnhöfe Herrnhütte und Nordostbahnhof sogar eine Anzeige geschaltet, um für den Bau einer U-Bahn zum Flughafen zu werben.
Der eingleisige Abschnitt zwischen Flughafen und Ziegelstein – zugleich die längste Distanz zwischen zwei Bahnhöfen im Nürnberger Netz – schränkt den möglichen Takt ein. Da ein Zug rund 3 Minuten benötigt, um die Strecke zurückzulegen, fährt auch zur Hauptverkehrszeit maximal alle zehn Minuten eine U2 zum Flughafen.
Der schon in den frühesten Planungen vorgesehene Weiterbau im Süden Richtung Stein bei Nürnberg kam letztlich nie zustande und ist auch, Stand 2023, nicht absehbar. Neben der Problematik der Stadt- und Landkreisgrenze scheitern entsprechende Anläufe immer wieder an der Finanzierung.

### Von INTRAPLAN über SMARAGT zu RUBIN
Nachdem die Vollendung der beiden ersten Stammlinien zu Beginn der 1990er Jahre abzusehen war, mussten sich die verantwortlichen Stellen der Stadt Nürnberg Gedanken über die im GNVP vorgesehene dritte Stammlinie machen. Da vor dem Hintergrund des „Leitbildes Verkehr“ eine Überprüfung der GNVP-Planungen aus den 1970er Jahren auf deren Aktualität notwendig erschien, gab das Baureferat beim Münchner Ingenieurbüro Intraplan Consult die „Untersuchung von ÖPNV-Netzvarianten im Rahmen der U-Bahn-Ausbauplanungen“ in Auftrag. Das Gutachten wurde im Juni 1990 veröffentlicht und kam zu dem Schluss, dass der weitere U-Bahn-Ausbau in der bisher geplanten Form (U3) ebenso wie in einer geänderten Planung (Abzweig Rothenburger Straße – Kleinreuth und Rathenauplatz – Friedrich-Ebert-Platz – Thon) nur bei gleichzeitiger Stilllegung des Straßenbahnnetzes sinnvoll wäre und ein Nutzen-Kosten-Verhältnis größer 1 aufweisen würde.
Auf Grund dieses Ergebnisses nahm die Stadt in ihrem Beschluss vom 8. November 1990 von den bisherigen U3-Planungen Abstand und gab die „Integrierte ÖPNV-Planung Nürnberg“ (INTRAPLAN) bei demselben Ingenieurbüro in Auftrag. Dieses Gutachten wurde im Februar 1993 veröffentlicht und befasste sich hauptsächlich mit der Alternative U-Bahn (als U21 bezeichnet) oder Straßenbahn/Stadtbahn auf dem Korridor Nordstadt – Klinikum Nord – Wetzendorf bzw. Rothenburger Straße – Sündersbühl – Kleinreuth bei Schweinau. Als problematisch stellte sich jedoch heraus, dass keine konkrete Aussage für oder gegen eines der beiden Systeme gemacht werden konnte. Das lag an der Tatsache, dass sich die Nutzen-Kosten-Quotienten der untersuchten Planfälle mit bzw. ohne MIV-Restriktionen (z. B. Pförtnerampel) in etwa die Waage hielten: für die U21-Varianten sprach die Unabhängigkeit des Verkehrsmittels U-Bahn, für die Straßenbahn/Stadtbahn deren geringere Baukosten. Der Nürnberger Stadtrat beschloss auf Grundlage dieses Gutachtens am 12. Oktober 1994 ein neues ÖPNV-Konzept mit einer von der U2 an den Bahnhöfen Rothenburger Straße Richtung Von-der-Tann-Straße und Tiefes Feld und Rathenauplatz Richtung Friedrich-Ebert-Platz und Klinikum Nord abzweigenden U-Bahn-Linie, sowie den gleichzeitigen Ausbau und die Modernisierung des Betriebszweigs Straßenbahn. Im Herbst 1996 wurde im Stadtrat die Streckenführung der U3 von Gebersdorf über Rothenburger Straße, Plärrer, Hauptbahnhof und Rathenauplatz zum Nordwestring festgelegt.
Die Kostenersparnis bei der neuen Linie U3 durch Mitnutzung des Tunnels der U2 war ein wesentlicher Faktor in der Finanzierbarkeit des Projektes. Allerdings führt es zur Problematik, dass bei zwei sich überlagernden Linien Züge im Abstand von zwei Minuten und weniger auf dem gemeinsamen Abschnitt fahren, was die aktuelle Signaltechnik nicht leisten konnte. Es stellte sich also die Frage, welche Technologie verwendet werden soll, um die notwendigen kürzeren Zugfolgen zu erreichen. Dazu wurde vom Stadtrat in Zusammenarbeit mit der VAG, Siemens, Adtranz, der Regierung von Mittelfranken und dem Bayerischen Staatsministerium für Wirtschaft, Infrastruktur, Verkehr und Technologie die SMARAGT-Studie (Studie zur Machbarkeit und Realisierung eines Automatic Guided Transit) in Auftrag gegeben, in der mehrere Betriebsformen (konventionell, automatisch, Mischbetrieb) gegenübergestellt und unter betrieblichen und finanziellen Aspekten bewertet wurden. Die Studie wurde 1999 abgeschlossen und kam zu dem Ergebnis, dass ein automatischer Betrieb auf der neuen U-Bahn-Linie machbar und finanzierbar sowie wirtschaftlich sinnvoll ist. Nach Zusage von Bund und Land, die Streckentechnik mit 87,5 %, die Strecke mit 85 % sowie die Fahrzeuge mit 50 % zu fördern, wurde die Realisierung des insgesamt 610 Millionen Euro teuren Projektes RUBIN (Realisierung einer automatischen U-Bahn in Nürnberg) noch im selben Jahr vom Nürnberger Stadtrat beschlossen. Die Ausschreibung für Fahrzeuge und Streckenausrüstung begann im Dezember 2000, aus der Siemens Transportation Systems am 16. November 2001 als Gewinner hervorging.

### Der Bau der U3

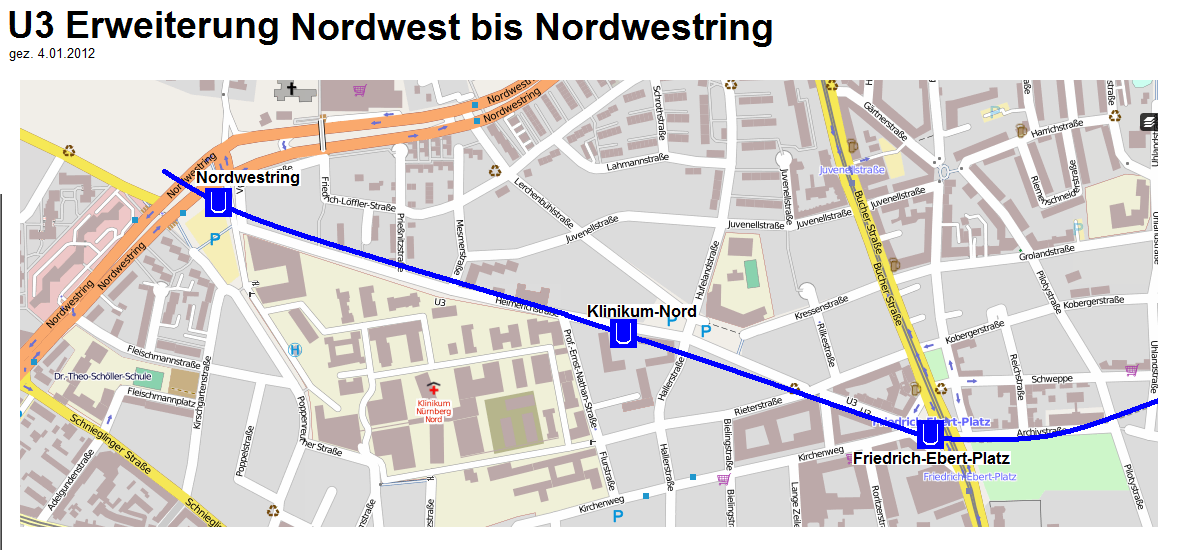
Der Nordast der U3 bis zum Nordwestring – seit 2017 vollumfänglich in Betrieb

Die ursprünglichen Pläne für die Nürnberger U-Bahn sahen drei „volle“ Stammstrecken vor, von denen zwei (U1 und U2) mehr oder weniger wie geplant realisiert wurden. Die heutige U3 als Abzweigung der U2-Stammstrecke ist in älteren Planungen teilweise als Abzweig U2 zu finden, teilweise entspricht sie dem geplanten Grundnetz. An den heutigen Trennungsbahnhöfen waren schon bei deren Bau Abzweige als Bauvorleistung vorbereitet worden. Die 1996 feststehende Streckenführung des Südabschnitts wurde 1997 vom Tiefbauamt auf Grund von Anwohnereinwänden überarbeitet. Entgegen den ursprünglichen Planungen, bei der die Strecke unter der Rothenburger Straße bis zu einem Bahnhof westlich der Kreuzung Von-der-Tann-Straße (Westring) verlaufen, auf Höhe der Steinmetzstraße nach Südwesten zum Bahnhof Großreuth abschwenken und anschließend das „Tiefe Feld“ zentral von Ost nach West durchqueren sollte, wurde die Trasse ab der Blücherstraße nach Süden in die Wallensteinstraße mit einem Bahnhof östlich des Rings verlegt sowie die Querung des „Tiefen Feldes“ zu Gunsten des Verlaufs näher an Kleinreuth unter der „Neuen Rothenburger Straße“ geändert. Die Bauarbeiten für die ersten beiden Bauabschnitte (BA) Rothenburger Straße – Gustav-Adolf-Straße (BA 1.1) und Rathenauplatz – Maxfeld (BA 1.2) begannen im Juni 2000 und waren im Dezember 2004 abgeschlossen.
Im Vorfeld der Planungen für den nächsten Abschnitt der U3-Nord zum Friedrich-Ebert-Platz (BA 1.3) wurde im September 2000 vom „Arbeitskreis Attraktiver Nahverkehr“ (AAN) eine alternative Streckenführung vom Bahnhof Maxfeld über den Nordbahnhof und weiter Richtung Wetzendorf vorgeschlagen. Diese sollte nach den Vorstellungen des AAN ein im Zuge der Bahnflächenveräußerungen neu entstehendes Siedlungsgebiet auf dem Nordbahnhofgelände an den ÖPNV anbinden. Der Vorschlag wurde von der Stadt abgelehnt, da die Änderung des Streckenverlaufs faktisch eine Neuplanung bedeutet hätte und die zu erwartenden Fahrgastzahlen der neuen Trasse im Gegensatz zur alten geringer ausgefallen wären.
Nach der Fertigstellung des ersten Abschnittes wurde der automatische Probebetrieb mit den neuen Fahrzeugen aufgenommen. Nach den ursprünglichen Planungen sollte die Linie im Frühjahr 2006 rechtzeitig vor Beginn der Fußball-Weltmeisterschaft für den Verkehr freigegeben werden. Auf Grund von unerwarteten Schwierigkeiten im Zusammenspiel der einzelnen Komponenten (Zug und Strecke) und zu straff gesteckter Zeitpläne konnte der Eröffnungstermin nicht gehalten werden. Er wurde zuerst von März auf September 2006 und nach einer Krisensitzung von Stadtrat und Siemens am 24. März 2006 auf Ende 2007 oder Anfang 2008 verschoben. Nachdem die Probleme offensichtlich geworden waren, wurde das Projektmanagement von Siemens umstrukturiert und personell aufgestockt, so dass der neue Zeitplan eingehalten und die Strecke am 14. Juni 2008 eröffnet werden konnte. Es handelte sich um die weltweit erste U-Bahn mit Mischbetrieb von fahrerlosen Fahrzeugen und von Fahrern gesteuerte Züge.

### Automatisierung U2
Nachdem auch die Ausrüstung der U2-Äste mit den für automatischen Fahrbetrieb benötigten Einrichtungen erfolgt ist und der Erprobungsbetrieb erfolgreich abgeschlossen werden konnte, erhielt die VAG am 25. September 2009 die Zulassung für den automatischen Fahrbetrieb mit Fahrgästen. Ab dem 28. September 2009 verkehrten die ersten vier Kurse im Automatikbetrieb, der Abschluss der Umstellung erfolgte am 2. Januar 2010.
Eine anschließende Automatisierung der U1 – wie optional vorgesehen – wurde nicht verfolgt.

### Ausbau U3

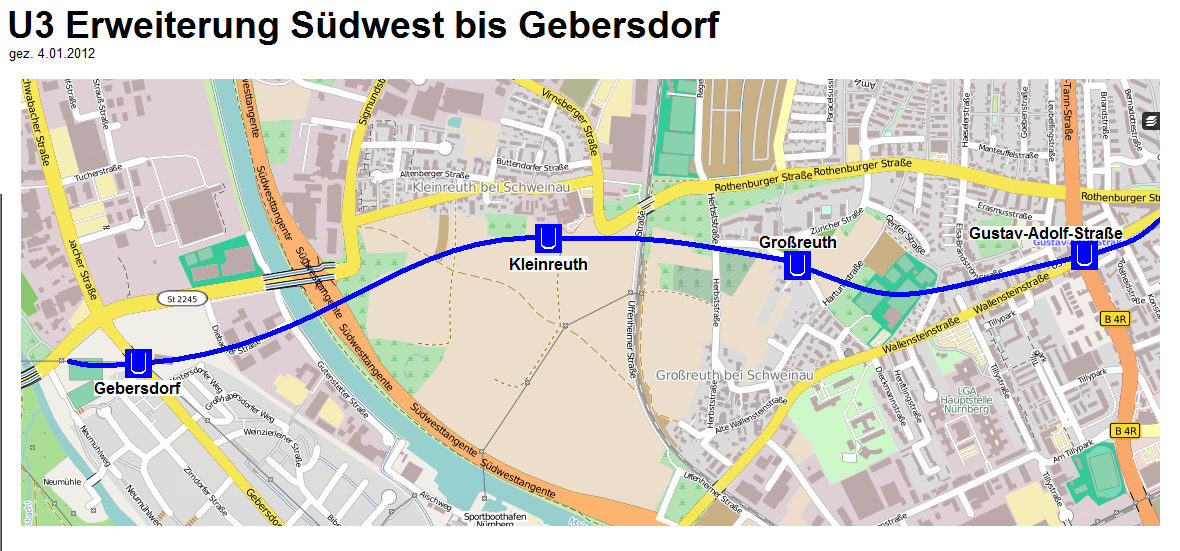
Der Südast der U3 bis nach Gebersdorf – der Bahnhof Großreuth ging 2020 in Betrieb, alles westlich davon ist noch im Bau

Auch nach Automatisierung der U2 ging der Ausbau der U3 weiter. Zunächst wurde der Nordabschnitt bis zur B4R zum derzeitigen (2022) Endpunkt Nordwestring in Angriff genommen, bevor nach diversen Klagen und rechtlichen Problemen auch auf dem Südabschnitt der Ausbau weiter gehen konnte. Wichtiger Teil der Planungen ist hierbei auch die Bebauung des „tiefen Feldes“ mit Wohngebäuden zeitnah zur Anbindung des neuen Stadtteils an die U3.
Am 10. Dezember 2011 wurde das Nordende der Strecke um die Bahnhöfe Kaulbachplatz und Friedrich-Ebert-Platz verlängert; am 22. Mai 2017 wurde der den aktuellen Planungen zufolge finale Streckenabschnitt des nördlichen U3-Astes mit den Bahnhöfen Klinikum Nord und Nordwestring eröffnet und die Verlängerung im Südwesten von Gustav-Adolf-Straße bis zum neuen U-Bahnhof Großreuth bei Schweinau am 15. Oktober 2020.
An der weiteren Verlängerung bis zu den vorerst letzten geplanten U-Bahnhöfen Kleinreuth bei Schweinau und Gebersdorf wird bereits gebaut. Geplant ist eine Inbetriebnahme im Jahr 2027. Ob die U3 – oder eine andere Linie – über diese Baumaßnahmen und die Nürnberger Stadtgrenze hinaus erweitert wird, ist derzeit (2024) eher unwahrscheinlich.

### 50 Jahre U-Bahn und Ausmusterung von DT1 und DT2
Im Jahr 2022 jährte sich die Eröffnung der ersten Abschnitte der U-Bahn zum fünfzigsten Mal. Aus Anlass dieses Ereignisses wurde am Wochenende des 30./31. Juli 2022 eine öffentliche Jubiläumsfeier im Betriebshof abgehalten. Am selben Wochenende fuhren die letzten im Fahrbetrieb verbliebenen DT2 als „Shuttlezug“ für die Feier ihre letzten Fahrgasteinsätze. Anders als die ebenfalls eingesetzten DT1, von welchen jeweils ein fahrbereiter Museumszug erhalten worden ist, sind die DT2-Einheiten verschrottet worden. Ein Fahrzeug DT2 bleibt konserviert am Betriebshof hinterstellt.

## Planungen

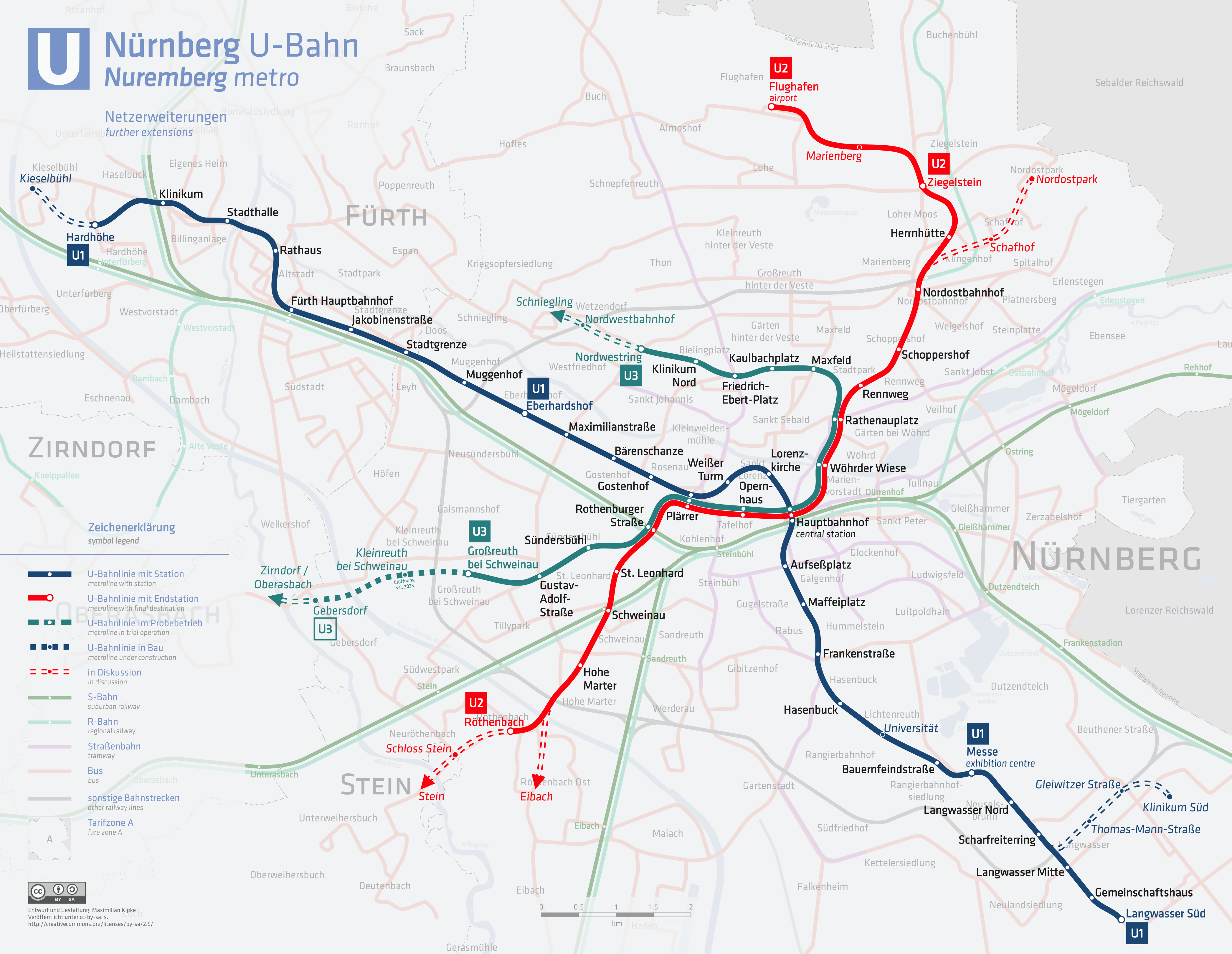
Liniennetz mit möglichen Erweiterungen

Neben den im Projekt Nahverkehrsentwicklungsplan 2025 plus (NVEP 2025+) der Stadt Nürnberg vorgeschlagenen Erweiterungen des U-Bahn-Netzes liegen für weitere Vorschläge aus der Politik für eine Erweiterung des U-Bahn-Netzes vor:

### Erweiterungen in Nürnberg und Fürth

#### U1
Kieselbühl
Mit dem Bahnhof Hardhöhe hat die U1 nach 40 Jahren ihren vorläufigen Endpunkt erreicht. Eine Verlängerung Richtung Kieselbühl nordwestlich der Hardhöhe ist seit 2006 im Flächennutzungsplan der Stadt Fürth enthalten. Diese Verlängerung ist bis weiteres nicht angestrebt.
Abzweig Scharfreiterring
Ebenfalls von der CSU ist ein möglicher Abzweig der U-Bahn ab der Station Scharfreiterring zum Klinikum Nürnberg-Süd vorgeschlagen worden. Mögliche Zwischenhalte wären Thomas-Mann-Straße und Gleiwitzer Straße. Auch diese Planung war im NVEP 2025+ zuletzt verworfen worden. Zur Anbindung des Südklinikums wurde inzwischen eine Verlängerung der Straßenbahn Nürnberg im Stadtrat beschlossen.

#### U2
Mit der Eröffnung der Strecke bis zum Bahnhof Flughafen ist die U2 auf Nürnberger Stadtgebiet vorläufig fertig gestellt.
Marienberg
Um ein geplantes Gewerbegebiet erschließen zu können, wurden beim Bau des Tunnels bauliche Vorleistungen für einen U-Bahnhof Marienberg zwischen den Stationen Ziegelstein und Flughafen getroffen. Presseberichten aus dem September 2020 zufolge ist dieser infolge der Nichtrealisierung der Stadtentwicklungsmaßnahme im ursprünglich geplanten Umfang vom Tisch.
Abzweig Hohe Marter
Der Abzweig von Hoher Marter in südlicher Richtung bis Eibach und eventuell weiter bis Reichelsdorf wurde 2015 untersucht und als nicht förderungsfähig verworfen. Eine neue Bewertung unter gesamtheitlichen Aspekten soll bis 2023 gemacht werden.
Am Wegfeld
Schon vor der Eröffnung der Verlängerung der Straßenbahnlinie 4 nach Am Wegfeld im Nürnberger Norden wurde verschiedentlich eine Verlängerung der U-Bahn zu diesem neuen Kreuzungspunkt vorgeschlagen. Im Zuge der Untersuchungen im Rahmen des Verkehrsentwicklungsplans 2025 wurde einer solchen Verlängerung allerdings kein Nutzen-Kosten-Quotient auch nur annähernd über dem Wert von 1,0, welcher für Förderung nach dem Gemeindeverkehrsfinanzierungsgesetz nötig wäre, bescheinigt.

#### U3
Südast
Die Planung für die weitere Strecke von Großreuth nach Gebersdorf begann im Jahr 2017, die Bauarbeiten starteten dann 2020 und sollen bis 2025 abgeschlossen werden. Die Strecke wird laut VAG voraussichtlich 2026 in Betrieb genommen.
Die Verlängerung von Großreuth über den Bahnhof Kleinreuth nach Gebersdorf sind weitere zwei Kilometer für die U3, sodass sie bei der Eröffnung auf 11,2 km Länge und 16 Stationen kommt. Vorgesehen ist der Bau der Bahnhöfe Kleinreuth bei Schweinau südlich des Stadtteils Kleinreuth bei Schweinau und Gebersdorf auf dem Gelände des ehemaligen Haltepunkts Fürth Süd der Bibertbahn. An diesem Punkt erreicht die Strecke die Nürnberger Stadtgrenze.
Nordast
Im Norden hat die U3 mit der Eröffnung des Endbahnhofes Nordwestring im Mai 2017 bis auf Weiteres ihren Endpunkt erreicht. In den aktuellen Planungen der Politik ist jedoch auch eine Erweiterung in den Stadtteil Wetzendorf vorgesehen. Mögliche Haltestellen wären Schniegling/Ringbahn, Wetzendorf und Neuwetzendorf. Eine Verlängerung stünde womöglich in Konkurrenz zur bereits bestehenden Straßenbahnlinie 6 oder deren möglicher Verlängerung nach Westen. Da es auf der Ringbahn derzeit keinen Personenverkehr gibt, wäre eine Einführung desselben unter Umständen mit Synergiegewinnen für eine entsprechende Verlängerung der U3 verbunden, da hierbei neue Umsteigebeziehungen unter Umgehung des stark belasteten Hauptbahnhofs entstehen.

### Verlängerungen in den Landkreis Fürth
Nach Presseberichten von 2008 stehen die Verlängerungen der U2 und U3 in Konkurrenz zueinander, aus Kostengründen soll nur eines der beiden Vorhaben verwirklicht werden.

#### U2 nach Stein
Der Weiterbau der U2 von Röthenbach aus nach Stein war Teil der Grundnetzplanungen aus den 1970er Jahren. Eine erste Wirtschaftlichkeitsuntersuchung aus dem Jahr 1994 erreichte mit einem Nutzen-Kosten-Quotient von 0,33 nicht den für eine Förderung notwendigen Wert größer gleich eins, allerdings wurde nur der Teilabschnitt von Röthenbach bis zum geplanten Endpunkt in Deutenbach untersucht. 1997 gab der Zweckverband Verkehrsverbund Großraum Nürnberg (ZVGN) beim Ingenieurbüro Intraplan Consult eine weitere Untersuchung in Auftrag, die diesmal den Streckenabschnitt vom Hauptbahnhof bis Deutenbach beinhaltete. Bei dieser Untersuchung wurde ein Nutzen-Kosten-Quotient von 1,7 bei einer geschätzten Gesamtbausumme von 159,01 Millionen Euro (311 Millionen D-Mark) ermittelt, auf Grund dieser Zahlen die Verlängerung der U2 vom Nürnberger Stadtrat beschlossen wurde. Auch die Stadt Stein befürwortete den Bau, um die Steiner Hauptstraße (B 14) vom Durchgangsverkehr zu entlasten, konnte aber den damals geforderten mindestens siebenstelligen Eigenbeitrag an den Baukosten sowie die Betriebskosten nicht aufbringen. Durch die mittlerweile abgeschlossene Automatisierung der U2 ergibt sich eine neue Möglichkeit zur Verlängerung in die Nachbarstadt, an der beide Städte immer noch Interesse haben. Zu diesem Zweck wurde ein neues Gutachten vom ZVGN erstellt, das die Auswirkungen des automatischen Betriebs auf die Betriebs- und Unterhaltskosten untersuchen sollte. Nachdem die U3-Verlängerung nach Zirndorf per Bürgerentscheid abgelehnt worden war, forderte der Steiner Bürgermeister Kurt Krömer eine rasche Untersuchung der U2-Verlängerung parallel zur verbleibenden U3-Verlängerung Richtung Oberasbach/Leichendorf, um die Chance auf die 2013 auslaufende zweckgebundene ÖPNV-Förderung durch das Gemeindeverkehrsfinanzierungsgesetz (GVFG) nicht verstreichen zu lassen. Inzwischen wurde das GVFG jedoch verlängert und mit mehr Mitteln ausgestattet und im Jahr 2020 sogar die maximal mögliche Förderung durch den Bund von 60 % auf 75 % erhöht.
Doch das in Auftrag gegebene Gutachten kam mit Präsentation am 23. September 2013 zu dem Ergebnis, dass die Chancen, auf einen Nutzen-Kosten-Indikator von mindestens +1,0 zu kommen, gering seien. Die Pläne für den Weiterbau nach Stein wurden daraufhin vorerst vom Verkehrsausschuss des Kreistages Fürth zu den Akten gelegt.

#### U3 nach Zirndorf/Oberasbach
In der am 23. März 2010 von den Verantwortlichen abgehaltenen Pressekonferenz wurde bekannt gegeben, dass es keine Verlängerung der U3 in den Landkreis Fürth nach Oberasbach geben wird. Laut Gutachten erreicht weder die Tunnel-Variante unter der Rothenburger Straße bis Oberasbach Süd mit einem Nutzen-Kosten-Quotient von 0,44 noch die oberirdische Variante auf der ehemaligen Bibertbahn-Trasse bis Oberasbach Nord den vom Gesetzgeber geforderten Wert von mindestens 1,0.
In Nutzen-Kosten-Untersuchungen Mitte der 1990er Jahre kamen die oberirdischen Verlängerungen der U3 auf der Bibertbahn-Trasse auf Nutzen-Kosten-Verhältnisse zwischen +1,70 und +2,58.

## Die U-Bahn in Kunst und Kultur

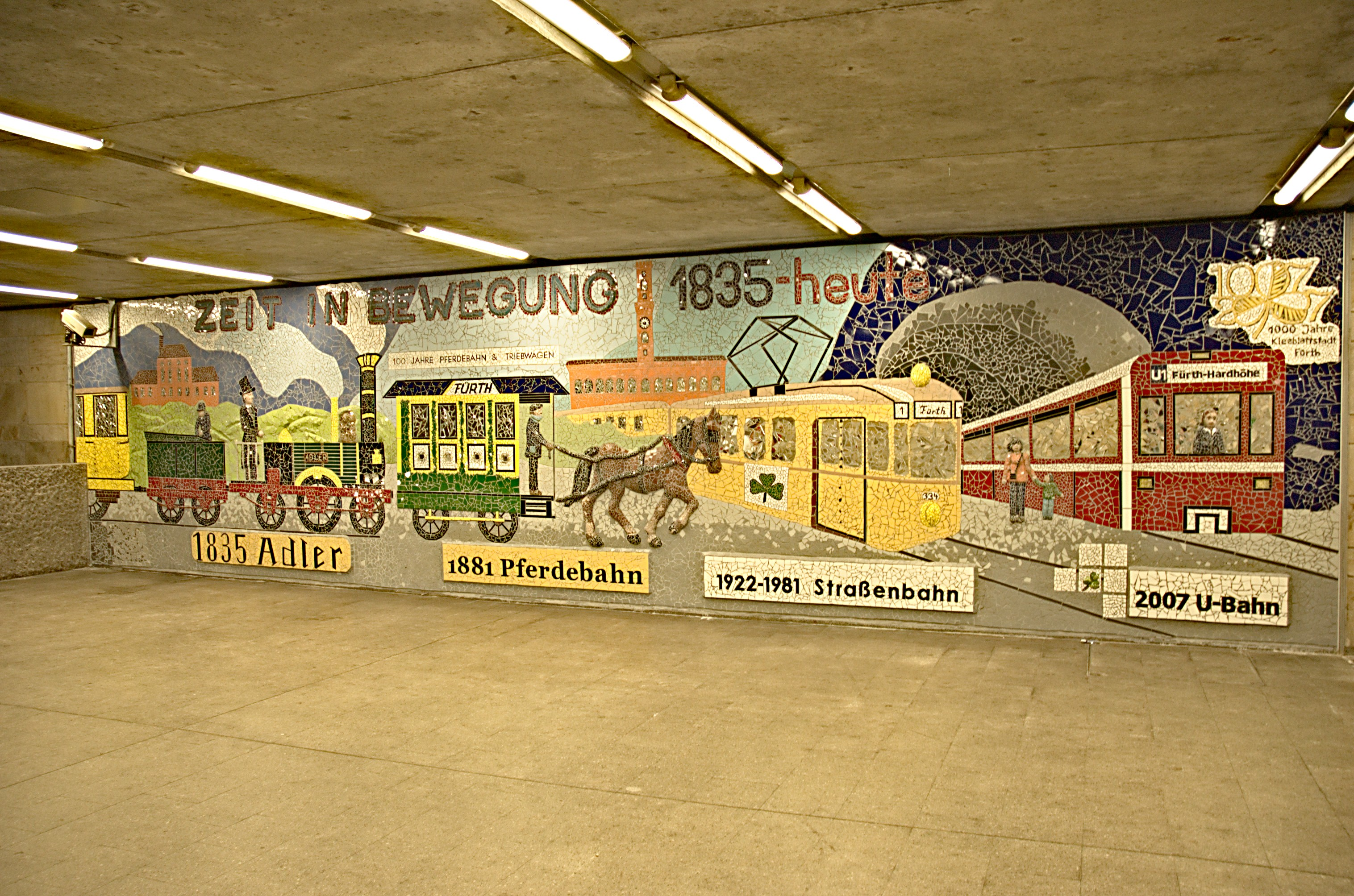
Geschichte des Schienenpersonennahverkehrs in Fürth, dargestellt in der U-Bahn-Station Jakobinenstraße

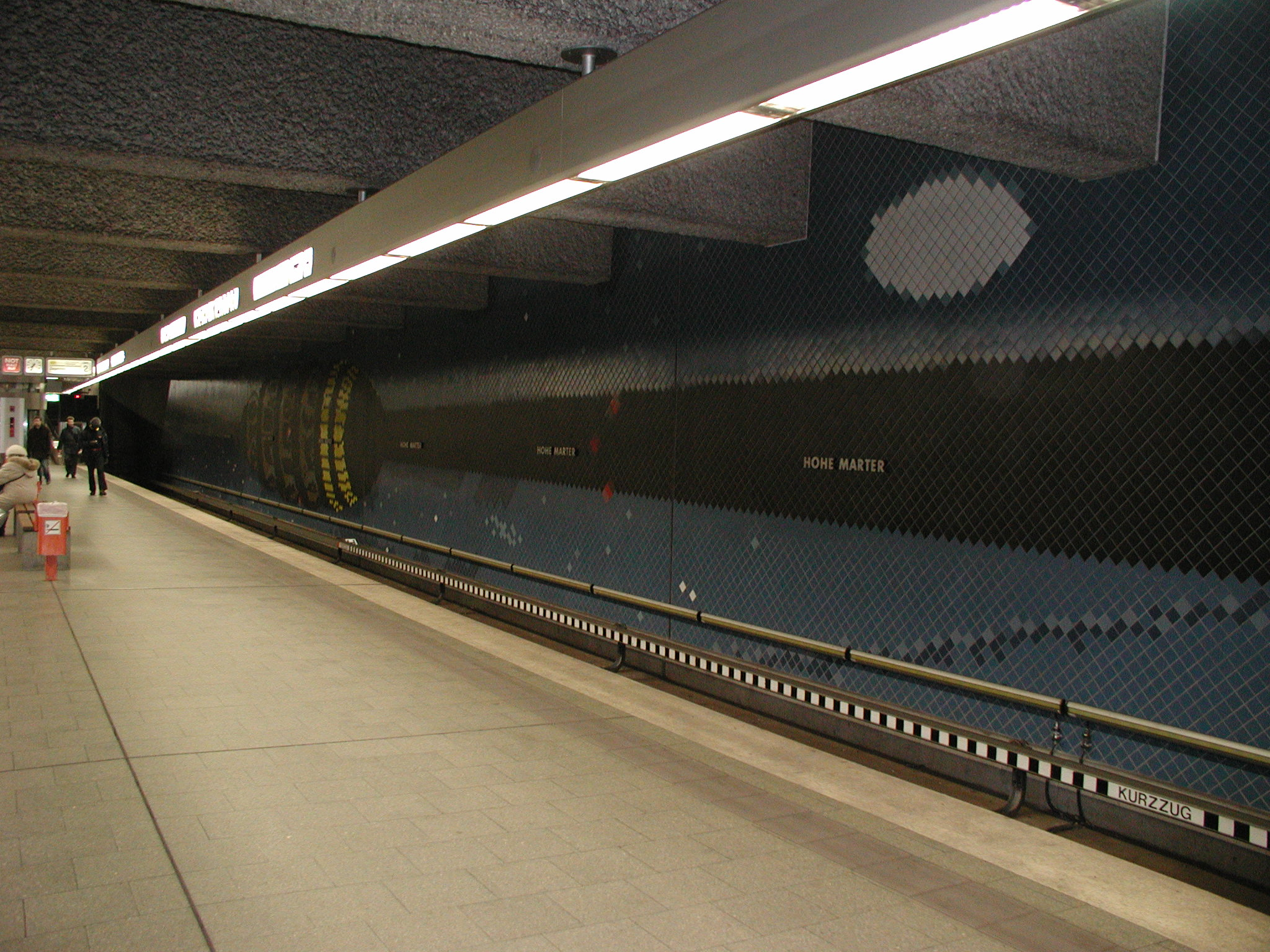
„Querliegender Fernsehturm“ als Fliesenmosaik in der Station Hohe Marter unweit des Funkturms

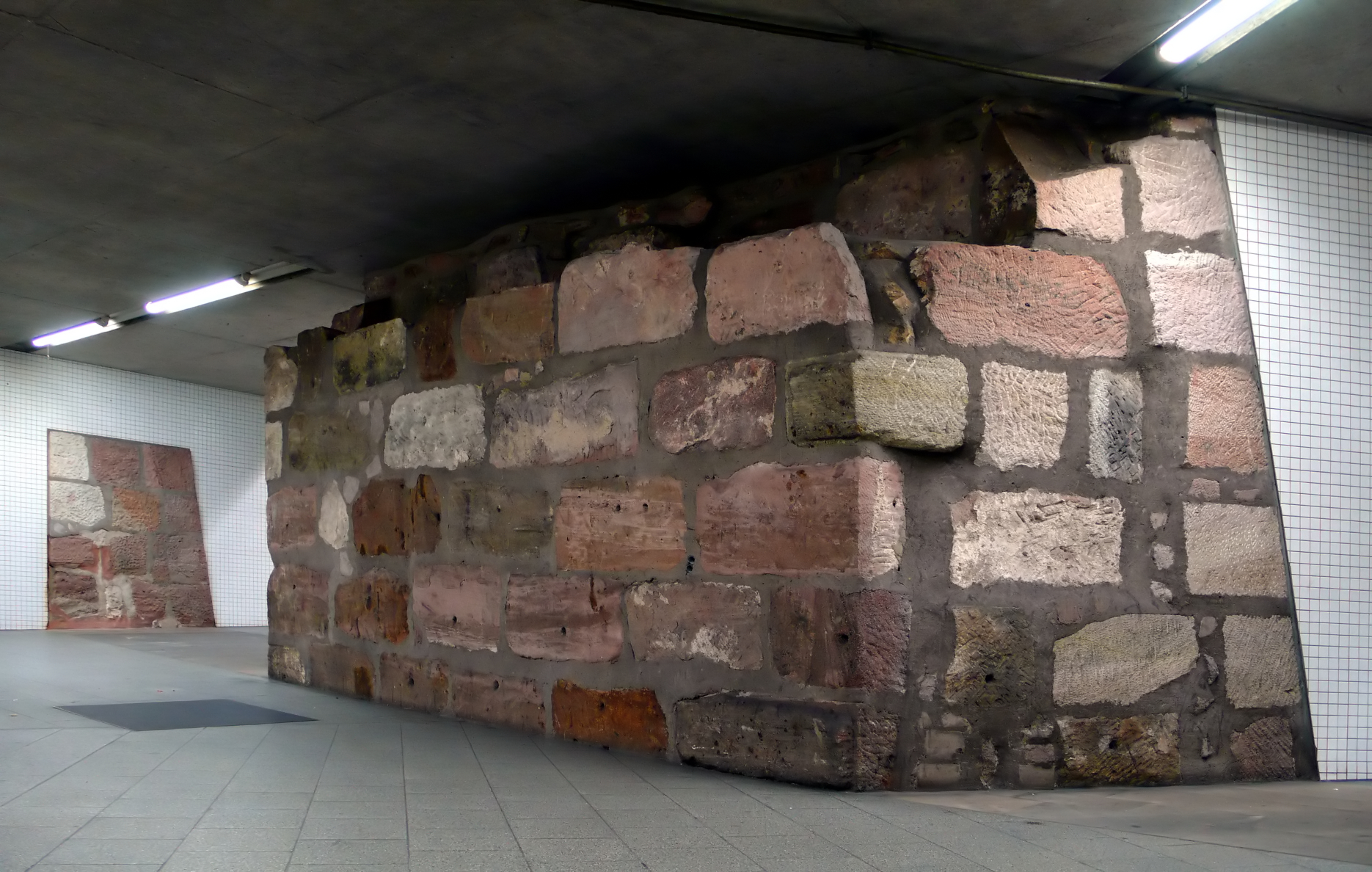
Reste der Stadtmauer an einem Durchgang im U-Bahnhof Rathenauplatz

Das Fürther Komödianten-Duo Volker Heißmann und Martin Rassau dreht einmal monatlich die etwa vierminütige Glosse Wos sunst nu so woar für die Frankenschau am ersten Sonntag des Monats im Bayerischen Fernsehen. Mit einer Handkamera pendelt das Filmteam in Zügen der U1 zwischen den Bahnhöfen Eberhardshof und Rathaus. Die U-Bahn löste dabei den historischen Friseursalon im Museum Industriekultur als Schauplatz der Handlung ab.
Anlässlich des Internationalen Frauentages 2002 gestaltete die Nürnberger Künstlerin Rita Kriege einen Frauenkunstwagen, der bis September 2002 im Linienbetrieb eingesetzt wurde. Dieses in Kooperation von VAG und dem Arbeitskreis Frauen der Nürnberger Kulturläden entstandene Kunstprojekt sollte den U-Bahn-Wagen in einen „Wohlfühlraum“ umgestalten. Die Sitze eines Wagens wurden dazu weiß lackiert und das weiße Licht gegen farbige Lichter ersetzt. Der Übergang von dunkelblau über rot nach gelb sollte den Übergang von Nacht zu Tag symbolisieren. Am Wagenende wurde eine Zeichnung eines Labyrinthes in Form einer Trojaburg angebracht und mit Schwarzlicht bestrahlt. Zusätzlich wurde mit Spiegeln gearbeitet.
Die Nürnberger Produktionsfirma AVA Studios und ihr Regisseur Alexander Diezinger produzierten mehrere Musikvideos in der Nürnberger U-Bahn. Die Dreharbeiten für die Musikvideos zu Declan Galbraiths Interpretationen von Nights in White Satin fanden im U-Bahnhof Ziegelstein statt. Das Musikvideo zum Lied Forever der belgischen Tranceformation Dee Dee wurde unter anderem in einem Zug der Baureihe DT2 sowie auf den U-Bahnhöfen Ziegelstein und Flughafen gedreht. In einigen Szenen wird eine Führerstandsmitfahrt auf einem Zug der Linie 2 gezeigt.
Auch das Nürnberger Duo Ferge X Fisherman nahm schon in den U-Bahnhöfen Muggenhof und Bärenschanze Sequenzen für Musikvideos auf.
Im Frühjahr 2024 fand zudem die erste U-Bahn Party Deutschlands in der Nürnberger U-Bahn statt. Hierbei wurde zwei Stunden in einem extra bereit gestellten G1-Zug im U-Bahnhof Scharfreiterring gefeiert.

## Tarif und Fahrplan
Grundsätzlich gilt auf dem gesamten Nürnberger U-Bahn-Netz der VGN-Tarif, der 1987 den früheren VAG-Haustarif ablöste. Fahrausweise mussten von Beginn an im Vorverkauf erworben werden, alle Stationen sind hierzu mit Fahrkartenautomaten und Entwertern ausgestattet. Da die U-Bahn seit 1996, bezogen auf den Schienenpersonenverkehr, zusätzlich die Verbindung der Gräfenbergbahn mit dem übrigen deutschen Eisenbahnnetz gewährleistet, gelten auf der U2 auch Fahrkarten der Deutschen Bahn AG beziehungsweise des Deutschlandtarifs. Dies gilt jedoch nur für Fahrten von einer Zugangsstelle außerhalb des VGN-Gebiets zu einer Station der Gräfenbergbahn beziehungsweise umgekehrt. Der Zugang zum Bahnsteigbereich ist nur mit gültigem Fahrschein gestattet, Bahnsteigkarten gibt es nicht. Zu allen Betriebsphasen fährt auf allen Linienästen mindestens alle 10 Minuten eine U-Bahn, der kürzeste Takt auf der von U2 und U3 geteilten Strecke ist nominell 100 Sekunden (1 ⅔ Minuten), folglich auf den einzelnen Linien 200 Sekunden (3 ⅓ Minuten). Auf der U1 wird zu Stoßzeiten im 5-Minuten-Takt gefahren, einzelne Fahrten finden jedoch im Abstand von nur drei Minuten statt. Auf den Linien U2 und U3 wird darüber hinaus seit 2014 im Intervallfahrplan gefahren. Nachts herrscht – anders als bei anderen U-Bahnen im deutschsprachigen Raum auch am Wochenende – Betriebsruhe. Ausnahmsweise gibt es in der Blauen Nacht und in der Silvesternacht einen Nachtverkehr.